# الفتح الإسلامي لما وراء النهر
الفَتحُ الإسلَامِيُّ لِمَا وَرَاءَ النَّهرِ أو الغَزْوُ الإسْلَامِيُّ لِمَا وَرَاءَ النَّهرِ (بِالفارسيَّة: فَتْحِ ماوَراءَالنَّهرْ تَوَسُّطِ مُسَلْمانانْ أو فَتْحِ وَرارود تَوَسُّطِ مُسَلْمانانْ؛ وبِالتُركيَّة: Müslümanların Maveraünnehir'i fethi)، وفي بعض المصادر ذات الصبغة القوميَّة خُصُوصًا يُعرفُ هذا الحدث باسم الفَتْحُ العَرَبِيُّ لِمَا وَرَاءَ النَّهرِ (بِالفارسيَّة: فَتْحِ ماوَراءَالنَّهرْ تَوَسُّطِ اَعْرابْ)، هو سلسلة من الحملات العسكريَّة التي قام بها المُسلمون لِفتح بلاد ما وراء النهر تحت راية الخلافة الأُمويَّة أولًا، ثُمَّ تحت راية الخِلافة العبَّاسيَّة بعد انتقال الأمر إلى بني العبَّاس. وبلادُ ما وراء النهر المقصودة هي تلك البلاد والأقاليم الواقعة وراء نهر جيحون، الذي شكَّل تاريخيًّا الحد الفاصل بين الأقوام الناطقة بِالفارسيَّة والتُركيَّة، أي إيران وطوران. كانت بدايات تلك الفُتُوح تهدف إلى القضاء على فُلُول الفُرس الساسانيين الذين التجأوا إلى الإمارات التُركيَّة التابعة أو المُجاورة لِإمبراطوريَّتهم السابقة، والحيلولة دون أن تقوم لهم قائمة بعد ذلك كي لا يُهاجموا المُكتسبات الإسلاميَّة في فارس، وقد بدأت أولى تلك الحملات في خِلافة عُمر بن الخطَّاب عندما فرَّ يزدجرد الثالث شاه فارس من أمام المُسلمين والتجأ إلى خاقان التُرك يستنصره، فتعاون الرجُلان في مُقاومةٍ فاشلة حيثُ جنَّدا جيشًا وهاجما المُسلمين في خُراسان. وانتهى الأمر بفض هذا الحلف وانسحاب خاقان التُرك إلى بلاده مُقتنعًا بما تناهى إلى أسماعه من أنَّ المُسلمين لن يعبروا نهر جيحون، بناءً على تعليمات عُمر.
بعد انقضاء عهد الخُلفاء الراشدين، انشغل المُسلمون لِفترةٍ طويلةٍ بِالفتن والاضطرابات المُتلاحقة التي اجتاحت النصف الشرقي من الدولة الإسلاميَّة، الأمر الذي لم يسمح لهم بِالتوسُّع في فُتُوحاتهم، ولم يتغيَّر الوضع حتَّى تولَّى عبد الملك بن مروان الخِلافة سنة 65هـ المُوافقة لِسنة 685م. ففي عهد الخليفة المذكور تحققت بعض الفُتُوحات في بلاد ما وراء النهر بِفضل قُوَّة الدولة المُختزنة، على أنَّ تلك الفُتُوح لم تكن كبيرة بِسبب أنَّ السياسة الخارجيَّة التوسُعيَّة على الجبهة الشرقيَّة كانت آخر اهتمامات عبد الملك لانصرافه إلى مُعالجة القضايا الداخليَّة، فكان الجُمُود هو الطابع العام لِسياسة الفتح في ذلك الوقت. ولم تنشط فُتُوحات ما وراء النهر إلَّا مُنذُ أن تولَّى الحجَّاج بن يُوسُف الثقفي ولاية خُراسان مع العراق في سنة 78هـ المُوافقة لِسنة 697م، فولَّى خُراسان المُهلَّب بن أبي صفرة، الذي غزا مع أبنائه بلاد ما وراء النهر خاصَّةً مدينة كش، والختل وريخش، وتابع أبناؤه بعد وفاته سياسة الجهاد هذه، إلَّا أنَّ فُتُوحات المُسلمين لِهذه المنطقة لم تأخذ مظهرها الجدِّيّ إلَّا عندما ولَّى الحجَّاج، قُتيبة بن مُسلم الباهلي ولاية خُراسان في سنة 86هـ المُوافقة لِسنة 705م. ولقد مرَّت خُطوات قُتيبة بن مُسلم في فتح بلاد ما وراء النهر - على مدى عشر سنوات (86-96هـ) - عبر مراحل أربع، حقق في كُلٍ منها فتح ناحية واسعة فتحًا نهائيًّا، وثبَّت أقدام المُسلمين والإسلام فيها. وبوفاة قُتيبة بن مُسلم توقفت فُتُوحات المُسلمين على هذه الجبهة عند الحد الذي تركها هو عليه، ذلك أنَّ باقي العُمَّال الذين تلوه قضوا عهودهم يُثبتون أقدام المُسلمين في المناطق المفتوحة ويعملون على وأد الفتن والانتفاضات القائمة فيها. ولم تُستأنف حركة الفُتُوحات في هذه الناحية من العالم إلَّا بعد انهيار الدولة الأُمويَّة وقيام الدولة العبَّاسيَّة على أنقاضها، فحمل أبي مُسلم الخُراسانيّ على أطراف الصين بناءً على أمرٍ من الخليفة أبي جعفر المنصور لاستعادة هيبة المُسلمين في تُركستان، التي تراجعت بسبب انشغال هؤلاء بِالحركة العبَّاسيَّة والنزاع بين البيتين العبَّاسي والأُموي، الذي أفضى إلى سُقُوط الدولة الأُمويَّة. شكَّلت معركة نهر طلاس بين المُسلمين والصينيين آخر حدٍ وصلتهُ الفُتُوحات في ما وراء النهر، فأنهت نُفُوذ الصين في تلك البلاد، التي اصطبغت بِالصبغة الإسلاميَّة مُنذُ ذلك الحين، ودخلت في ديار الإسلام.
وفي الحقيقة فإنَّ ميدان ما وراء النهر كان من أشد الميادين قتالًا بِالنسبة لِلمُسلمين، فلم يكن هُناك من دار حربٍ أشدُّ من بلاد التُرك آنذاك. ومن الجدير بالذكر أن التُرك الذين واجههم المُسلمون في هذه البلاد كانوا أجناسًا، وكان أوَّل جنسٍ قابلوه هو جنس الهياطلة (الهون)، ومنهم عدَّة قبائل سكنت في الجنوب عُرفت بالزابليين، وقد استقروا في إقليم زابلستان، وأعطوه اسمهم. كما كان هناك التُرك البختيون، ويسمون في غير العربيَّة باسم «البكتريين» نسبة إلى إقليم باخترية أو باكترية الذي سكنوه. وعندما دخل المُسلمون في صراعٍ مع التُرك قاتلوا البختيين في نفس الوقت الذي قاتلوا فيه الهياطلة، وكلا الفريقين ينتمي إلى الأتراك الغزيَّة (الأوغوز). كان من نتائج هذه الفُتُوحات أن دخلت أغلب قبائل التُرك في الإسلام، وأصبح هؤلاء - بِمُرور الوقت - إحدى أكبر العرقيَّات المُسلمة في العالم، إلى جانب العرب والفُرس والبربر وغيرهم. كما أصبحت تلك البلاد إحدى أبرز المراكز الحضاريَّة والثقافيَّة الإسلاميَّة في العصر العبَّاسي، وخرج منها مئات العُلماء والفلاسفة والأُدباء، وشكَّلت العديد من مُدُنها مراكز علميَّة وحضاريَّة، مثل بُخارى وسمرقند ومرو وسرخس وغيرها.

## مسألة نُبوءة فتح ما وراء النهر
روى البُخاري ومُسلم عن أبي هُريرة قال: «قَالَ رَسُولُ اللَّهِ ﷺ: "لَا تَقُومُ السَّاعَةُ حَتَّى تُقَاتِلُوا التُّرْكَ صِغَارَ الْأَعْيُنِ حُمْرَ الْوُجُوهِ ذُلْفَ الْأُنُوفِ كَأَنَّ وُجُوهَهُمْ الْمَجَانُّ الْمُطْرَقَةُ، وَلَا تَقُومُ السَّاعَةُ حَتَّى تُقَاتِلُوا قَوْمًا نِعَالُهُمْ الشَّعَرُ"». كما روى أبو داود والنسائي والبيهقي عن رجُلٍ من أصحاب الرسول مُحمَّد قال: «قَالَ رَسُولُ اللَّهِ ﷺ: "دَعُوا الْحَبَشَةَ مَا وَدَعُوكُمْ وَاتْرُكُوا التُّرْكَ مَا تَرَكُوكُمْ"». وورد في سنن ابن ماجه عن أبي سعيدٍ الخدري قال: «قالَ رَسُولُ الله ﷺ "لَا تَقُومُ السَّاعَةُ حَتَّى تُقَاتِلُوا قَوْمًا صِغَارَ الْأَعْيُنِ عِرَاضَ الْوُجُوهِ كَأَنَّ أَعْيُنَهُمْ حَدَقُ الْجَرَادِ كَأَنَّ وُجُوهَهُمْ الْمَجَانُّ الْمُطْرَقَةُ يَنْتَعِلُونَ الشَّعَرَ وَيَتَّخِذُونَ الدَّرَقَ يَرْبُطُونَ خَيْلَهُمْ بِالنَّخْلِ"». استند بعضُ المُسلمين على الأحاديث سالِفة الذِكر واعتبروا أنَّ المقصود هم التُرك الذين قاتلهم المُسلمون الأوائل عندما فتحوا بلاد ما وراء النهر، وأنَّ أحاديث النبيّ تُفيد بأنَّهُ تنبَّأ بِفتح تلك البلاد كما تنبَّأ بفتح فارس والشَّام ومصر قبل ذلك. غير أنَّ العديد من العُلماء المُسلمين أفتوا بأنَّ المقصود بِالتُرك ليس الأقوام التي حاربها الفاتحون الأوائل، ولا ما اشتهر في الزمن المُعاصر من الأتراك في تُركيا، ولكن المقصود بهم خلقٌ من الناس هذه صفاتهم وهم في الشرق. كما قال عُلماء آخرون أنَّ المقصود بِالتُرك هم المغول والتتر الذين اجتاحوا ديار الإسلام ودمَّروا بغداد وأسقطوا الخلافة العبَّاسيَّة سنة 656هـ المُوافقة لِسنة 1258م، ومن الذين قالوا ذلك الإمام يحيى بن شرف النووي، الذي عاصر قتال المُسلمين لِلمغول طيلة اجتياحهم لِلمشرق الإسلامي حتَّى انكسارهم في معركة عين جالوت.

## أوضاع ما وراء النهر قُبيل الفُتُوحات الإسلاميَّة

### الأوضاع السياسيَّة

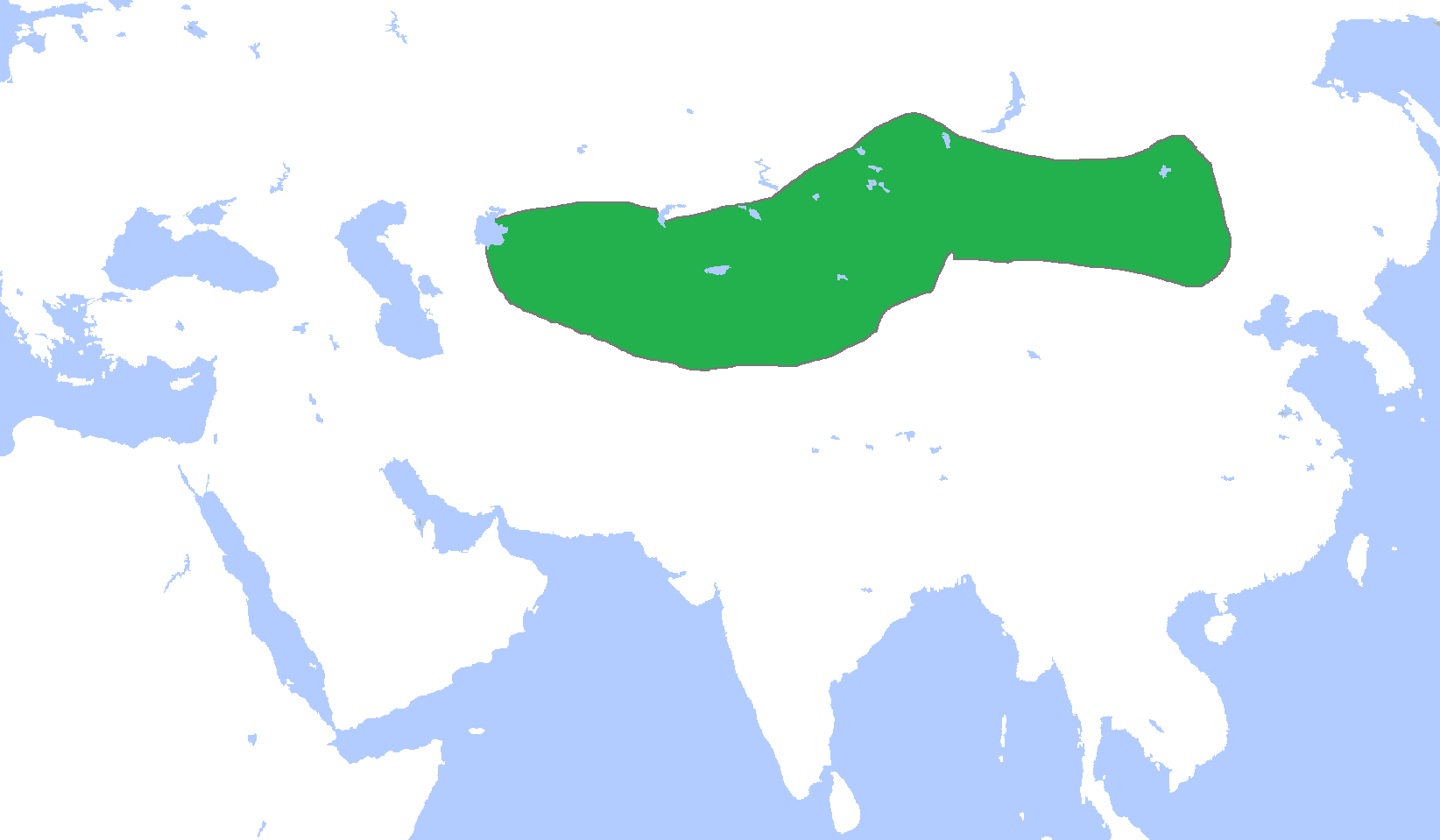
خانيَّات التُرك في بلاد ما وراء النهر قبل الفتح الإسلامي.

كانت بلاد ما وراء النهر - قبل الفتح الإسلامي - يحكمها عدَّة مُلُوك كانوا مُستقلين استقلالًا ذاتيًّا بحسب الظاهر، ولكنهم كانوا جميعًا يُدينون بِالولاء لِلخاقان. والخاقان هو ملك المُلُوك، وهذا اللقب كان يُطلق على أكبر وأعظم حُكَّام المغول والتُرك، تمييزًا لِصاحبه عن «الخان»، وهو الحاكم الإقليمي لِبعض الولايات التي تتكوَّن منها الدولة، وقد استخدم هذا اللقب السلاطين المُسلمون من المغول والتُرك، كما استخدمهُ السلاطين العُثمانيُّون، بعد قُرونٍ طويلة. وكانت تبعيَّة مُلُوك ما وراء النهر لِلخاقان تبعيَّة عمليَّة إذا كان قويًّا، ونظريَّة إذا كان ضعيفًا. ومُلُوك بلاد ما وراء النهر كانوا كمُلُوك الطوائف، لهم استقلالهم الذاتيّ في أوقات السلام، ولكنَّ الحرب تجمعهم لِيُصبحوا صفًا واحدًا على عدُوِّهم المُشترك في الدفاع عن مصالحهم المُشتركة. وكانت تكوَّنت في بلاد ما وراء النهر ممالك مُستقلَّة غير واضحة التاريخ أو الحُدُود، بعضُها يشمل أقاليم واسعة أو مُدنًا مُفردة، أهمها:
- مملكة طُخارستان، وتقع على ضفتيّ نهر جيحون وعاصمتها مدينة بلخ،[9] وهي مملكةٌ واسعةٌ تنقسمُ إلى طُخارستان العُليا والسُفلى، وقد كان يسكُنها شعبٌ عُرف بِـ«الطُخاريَّة» كان شديد الصلة بِاليونان. وهذه البلاد حكمتها أُسرة قبل الإسلام، لعلها من أصلٍ تُركيٍّ، عُرف مُلُوكُها بِلقب «جيغوية»، ويبدو أنَّ سيطرتها على بلخ وطالقان كانت اسميَّة، وأنها انكمشت في جُزءٍ صغيرٍ منها.[10]
- مملكة الختَّل وقصبتها «هليك»، وهي أوَّل إمارة وراء نهر جيحون على تُخُوم السند.
- مملكة صغانيان وقصبتها صغانيان، وهي إقليمٌ عظيمٌ من ما وراء النهر يجري إليه عدَّة أفرع من جيحون، وأهم مُدُنها شومان، التي قد تكون مُستقلَّة عنها، كما وُجدت مدينةٌ أُخرى بِجوارها من الشرق اسمها «أخرون» أو «أجرون» لا يذكرها الجُغرافيُّون، وكان لقب ملك صغانيان هو «صغان خُذاه».[11]
- مملكة الصغد وقصبتها سمرقند، وهي بلادٌ عريضة تمتد من جيحون إلى سيحون وتُحيطُ بِنهر الصغد المُسمَّى أيضًا زرفشان داخل بلاد ما وراء النهر، وكانت عبارة عن قُرى ومُدن مُتصلة بحيثُ اعتبرها المُسلمون من جنان الأرض وأكثرها عمارة، وفُضِّلت على غوطة دمشق. ويظهر أنَّ هذه المملكة اختصَّت بِشخصيَّة مُعينة مُنذُ القِدم، فقد كانت لها حضارة مُتميزة بالغة. وكانت الصغد تتكوَّن من وحدات سياسيَّة مُستقلَّة قبل الإسلام، أهمها قصبتها سمرقند وبُخارى، بحيثُ قيل: «الصغد صغدان: صغد سمرقند وصغد بُخارى»، وكان ملكُها يتلقَّب «خُذاه» أو «بُخاراخُذاه»، ويسك العملة باسمه، ومُدنٌ أُخرى أصغر مثل كش، وكانت مُلك سمرقند، و«نسف» أو «نخشب»، وهي مدينةٌ كُبرى بين بُخارى وسمرقند وبها حصنٌ عتيق، مما يدل على استقلالها، وبيكند وهي من مُدن بُخارى.[12]
- مملكة خوارزم وقصبتها الجرجانيَّة.[13] وهي ناحيةٌ عامرة استقلَّت عن فارس مُنذُ أن غزاها الإسكندر الأكبر، أغلب سُكَّانها كانوا من الفُرس المجوس وبعض النصارى، وفي أطرافها سكن قومٌ من التُرك، وقد حكمتها أُسرةٌ قديمةٌ من نسل الأكاسرة استمرَّت وقتًا طويلًا إلى زمن الفتح الإسلامي، وكان مُلُوكها يتلقبون بِالشاه. وكانت هذه المملكة في حربٍ مُستمرَّةٍ مع التُرك المُجاورين لها، كما أنها كانت قد خضعت قديمًا إمَّا لِلفُرس أو لِلصُغد.[14]
- مملكة فرغانة، وهي إقليمٌ جبليٌّ واسع، تقع في أعالي سيحون وعلى ضفَّتيه، وأهم مُدُنها «أخسيكث» أو «أخسبكت» عاصمتها القديمة، ثُمَّ قاسان التي كان يُقيمُ بها مُلُوكُها، كما أنَّ خجندة اعتُبرت من جُملتها ومُتاخمةٌ لها، وكان الفُرس يُسيطرون عليها، على أنَّ التُرك الخرجليَّة سيطروا على دهاقينها. وكان مُلُوكها يتلقَّبون بِـ«الإخشيد»، وإنَّ فرغانة قبل الفتح الإسلامي أصبحت جُزءًا من الإمبراطوريَّة الصينيَّة، وإن بقي التُرك يحكمون في قاسان.
- مملكة أشروسنة، وهي تقع شرقيّ فرغانة. غزاها التُرك الهياطلة واستقرُّوا بها، وتلقَّب مُلُوكُها بِـ«الأفشين».
- مملكة الشاش، وقعت وراء سيحون شماليّ أشروسنة، وهي إقليمٌ سهليٌّ مُتاخمٌ لِبلاد التُرك، قصبتها «بنكث»، وقال البلاذري أنَّ قصبتها في الواقع هي «الطاربند»، وكان يحكم الشاش التُرك أو الصينيُّون قبل الفتح الإسلامي.[15]

لكن أهم تلك الممالك كانت خانيَّة گوك تورك وقصبتها مدينة «أُتوكان»، والخانيَّة التورقشيَّة وقصبتها مدينة «بلاساقون». وكان الوضع السياسي لِهذه الممالك مُزعزعًا بِفعل النزاعات الدائمة التي كانت تنشب بينها، ولم يوجد ما يجمعها على كلمة رجُلٍ واحدٍ إلَّا شُعُورها بِوُجود خطرٍ خارجيٍّ عليها. ومن أبرز حُكَّام هذه المنطقة قُبيل الفتح الإسلامي: «خاتون» ملكة الصغد، التي انفردت بِشُؤون المُلك بعد وفاة زوجها «بندون». و«خاتون» كلمة تُركيَّة معناها «السيِّدة المصون»، ولم يرد ذِكرٌ لاسمٍ آخر لِهذه المرأة في كُتب التاريخ الإسلامي، ويُقال أنَّ حُكمها استمرَّ خمسين سنة ظهر المُسلمون خلالها في بلاد ما وراء النهر. ويُقال إنَّهُ لم يكن في عصرٍ من العُصُور من هو أصوب رأيًا منها، فكانت تحكم بِصائب الرأي وينقادُ لها الناس، فذاع صيتها وأجلَّها الشعب. ومن الحُكَّام أيضًا «تيش» صاحب پنجکنت، الذي كان على خصامٍ شديدٍ مع خاتون المذكورة نظرًا لادعائه الأحقيَّة في لقب «ملك الصغد»، على الرُغم من أنه وعائلته كانوا دهاقنة سمرقند مُنذُ أيَّام الشاه بهرام الرابع وحملوا لقب «سور»، أي ما يُعادل مُحافظ المنطقة، وكان تيش آخر من حمل هذا اللقب من أفراد أُسرته. ومن الجدير بِالذكر أنَّ السيطرة على بلاد ما وراء النهر كانت سجالًا بين التُرك والفُرس، وقد حُكمت هذه البلاد من الجانبين قبل الفتح الإسلامي.

### الأوضاع الاجتماعيَّة والسُكَّانيَّة

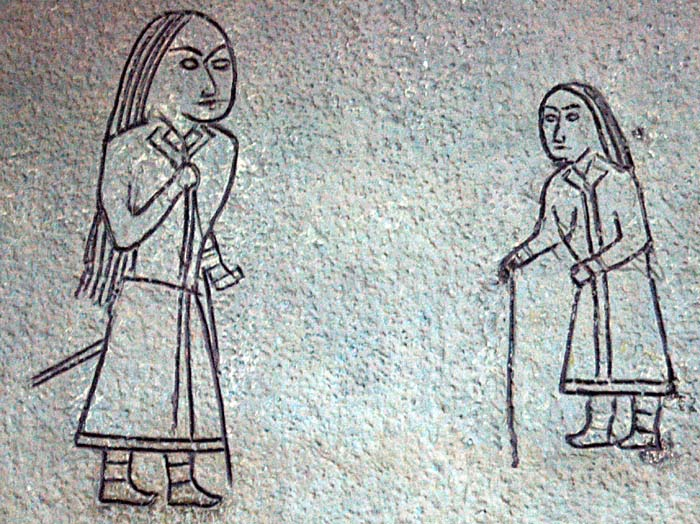
نُقُوشٌ قديمةٌ من ولاية زوخان، في منغوليا، تُصوِّرُ هيئة وملابس التُرك في ما وراء النهر.

تُشيرُ المصادر التاريخيَّة والأبحاث الأثريَّة إلى أنَّ أوَّل من سكن بلاد ما وراء النهر هم التُرك، والآثار القديمة المُكتشفة تُثبت قيام دولة تُركيَّة عريقة من سنة 5,000 ق.م إلى سنة 2,000 ق.م، ويبدو أنَّ أهلها بلغوا من المدنيَّة شأنًا عظيمًا. والتُرك الأوائل الذين أقاموا هذه الدولة، ورد ذكرهم عند هيرودوت باسم «اسكت»، وباسم «طوران» في المصادر الفارسيَّة، وباسم «ساكا» في المصادر الهنديَّة. و«طوران» صيغة لِجمع كلمة «تُركيّ»، والصيغة الإملائيَّة في اللُغة السنسكريتيَّة لِمعنى «تُركيّ» هي «تورشكا». والمصادر الصينيَّة تُطلق على التُرك اسم «هسيونگ - نو» (بالصينية: 匈奴) أي «الهون الشرقيُّون»، وتاريخ التُرك المُوثق يبدأ بِالهون الشرقيين. وقد سكن بلاد ما وراء النهر الإيرانيُّون أيضًا، ويبدو أنهم انتزعوا تلك الأصقاع من التُرك، لأنَّ التُرك سبقوهم في سكناها. وكان الإيرانيُّون يستقرُّون ما وسعهم الاستقرار وبعُد عنهم خطر غارات الطورانيين، لِذا فإنَّ المُستعمرات الفارسيَّة في ما وراء النهر لم تتخطَّ حُدود صحراء خلطة غرب بُخارى بسبب صُعُوبة عُبُورها، ولِطُغيان القبائل التُركيَّة المُرتحلة فيما بعدها. وبِمُرور الزمن عبرت العديد من القبائل البدويَّة التُركيَّة نهر جيحون واستقرَّت في المناطق المأهولة بِالإيرانيين، مما خلق نوعًا من التمازج والتعايش بين الطرفين في بعض النواحي، على أنَّ السيطرة على تلك الأقاليم أخذت مُنذ ذلك الحين تُصبح سجالًا بين الطرفين، كما أُسلف. أمَّا من الناحية الاجتماعيَّة، فإنَّ أهالي بلاد ما وراء النهر كانوا مُقسمين بين عدَّة عشائر وقبائل ترتبط ببعضها بواسطة الأحلاف العسكريَّة والمُصاهرة، وقد شاع في مُجتمعات الدُول التُركيَّة وُجود فئة من الأشراف المُقرَّبين من الخاقان، وهؤلاء كان يمنحهم الأخير امتيازاتٍ خاصَّة تشمل الإعفاء من الضرائب مع الحق في أخذ نصيب من غنائم المعركة، ومنها كذلك الدُخُول إلى بلاد الخاقان بدون استئذان. لُقِّب هؤلاء الأشراف بِـ«الطراخين» أو «الطراخنة» ومُفردهم «طرخان» أو «طرخون»، وعندما قدم المُسلمون فاتحين في بلاد ما وراء النهر، كان عدد من الطراخين يحكمون في بيكند وسمرقند وغيرهما. ولا تُفصح المصادر عمَّا إذا كان هؤلاء الأُمراء والزُعماء مُستقلين في بلادهم أو كانوا تابعين لِلخاقان، ولكنها تنص بِصراحةٍ على استنجاد طرخون بِخاقان وبالآخرين من بني جلدته في تُركستان وفرغانة. وكان التُركُ يعيشون في قبائل عديدة، مثل: الغُز والخرنجيَّة والكيماك والخزخيز والطخطاخ والبنجاك، وبِسبب طبيعة بلاد التُرك الصحراويَّة الجبليَّة، كان أغلبهم من الرُعاة الذين يتبعون الكلأ وينزلون الخيام.

### الأوضاع الاقتصاديَّة
كان التُرك قبل الفتح الإسلامي لِبلاد ما وراء النهر يميلون إلى مُمارسة الحِرف والفُنُون الجميلة، نتيجة تأثُّرهم بجيرانهم الفُرس والصينيين، الذين اشتهروا بِمُنتجاتهم الحرفيَّة البديعة، وكانوا يُصدرونها إلى مُختلف أسواق العالم القديم. لكن أبرز الأنشطة الاقتصاديَّة التي اشتهر بها أبناء آسيا الوُسطى وأقبلوا على العمل بها في غيرةٍ وجدٍ كانت تجارة الحرير، على أنَّ الذين مارسوها لا يُعلم على وجه اليقين إن كانوا من الطورانيين أم من الإيرانيين. ويروي المُؤرِّخ المُسلم أبو بكر مُحمَّد بن جعفر النرشخي في كتابه المُعنون «تاريخ بُخارى»، أنَّ تُجَّار بيكند كانوا هُم الوُسطاء بين الصين وبحر قزوين، وتقول المصادر البيزنطيَّة أنَّ أهل بُخارى والصغد كانوا في القرنين الخامس والسادس الميلاديين يسيرون بِقوافل الحرير العظيمة عبر الإمبراطوريَّة الساسانيَّة إلى شرق بلاد الإمبراطوريَّة البيزنطيَّة. وحين شقَّ المُسلمون من بعد ذلك طريقهم عبر نهر جيحون، وجدوا هُناك نشاطًا صناعيًّا وزراعيًّا مُهمًا.

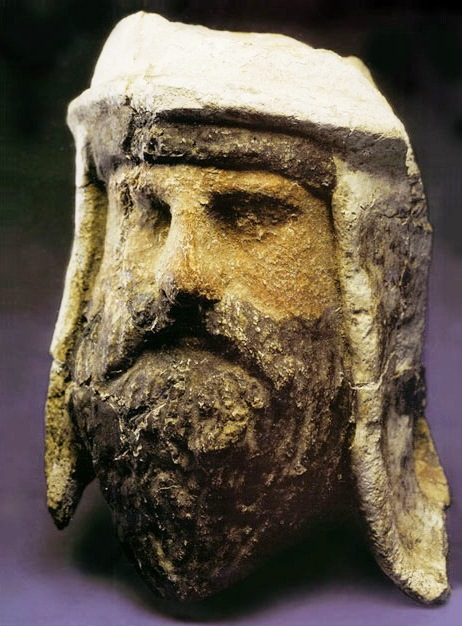
منحوتة لِرأس كاهنٍ مجوسيٍّ مصنوعة من الطين والمرمر. يبدو جليًّا أنَّ غطاء الرأس الظاهر هو من نمطٍ صغديّ. عُثر على هذه المنحوتة في بلدة تخت سنگین، الواقعة في طاجيكستان.

### الأوضاع الدينيَّة
اعتنق قسمٌ من التُرك الديانة المجوسيَّة - التي كان يعتنقها الفُرس آنذاك - بِفعل التأثير الثقافي والحضاري لِلإمبراطوريَّة الساسانيَّة على جيرانها، فقد انتشرت تعاليم زرادشت من بُيُوت النار في فارس حتَّى ما وراء النهر، وتوسَّع نطاقها صوب الشرق حتَّى بلغت منازل بدو التُرك عند جبال تيان شان، كما انتشرت كذلك صوب الشمال حتَّى شواطئ بحر خوارزم (آرال). وقد تعرَّضت المجوسيَّة في وقتٍ لاحقٍ إلى ضربةٍ شديدةٍ في بلاد ما وراء النهر بِفعل البوذيَّة القادمة من الشرق، فأصبح غالبيَّة الطورانيين يعبدون الأوثان. ويُحتمل أنَّ النضال بين البوذيَّة والمجوسيَّة في بلاد ما وراء النهر، اتخذ صورته بين عرقين لا بين عقيدتين وحسب، وكان أولياء العقيدة الأولى الطورانيُّون الذين تلقُّوها في التبت، وبإزائهم طفق الإيرانيُّون يُدافعون في حميَّةٍ طبيعيَّةٍ عن ديانتهم القوميَّة.
ومن أبرز الدلائل على انتشار البوذيَّة بِقُوَّة في بلاد ما وراء النهر اسم «بُخارى» نفسه، ذلك لِأنَّ «بُخار» لا يزال يعني حتَّى اليوم العلم المغولي المرفوع على المعبد أو الدير البوذي (على أنَّ مصادر أُخرى تقول بِأنَّ «بُخارى» أصلها صغدي، وتعني «مكان الحُظُوظ السعيدة»). وعلى ضوء ما كان من انتشار نُفُوذ الصين بين تُرك الشمال، فيما بين صحراء غوبي حتَّى بحر قزوين، قبل مولد المسيح وإبَّان حُكم أُسرة هان في الصين (163 ق.م - 196م)، فإنَّهُ يُمكن القول أنَّ العقائد البوذيَّة قد وجدت لها أتباعًا على ضفاف نهر الصُّغد في القُرُون المسيحيَّة الأولى. وقد ذكر الرحَّالة البوذيُّون عن ازدهار البوذيَّة في تُركستان الشرقيَّة في القرن الخامس الميلاديّ، ولا يُستبعد امتداد ذلك الازدهار حتَّى مناطق سيحون وجيحون. وكان في بلاد ما وراء النهر أقليَّة من النساطرة المسيحيين، نزحوا إليها هربًا من بلاد الروم نتيجةً لِمُطاردة الإمبراطوريَّة البيزنطيَّة لِلنساطرة المُنشقين على الكنيسة، فانطلق أولئك المُضطهدون يلتمسون مجالًا لِنشاطهم في الشرق الأقصى، فمهَّدت كراهيَّتهم لِلروم البيزنطيين لِكسب عطف الفُرس الساسانيين عليهم، وقد اتَّخذت المسيحيَّة مركزًا في سمرقند حيثُ أنشأت لها أُسقُفيَّة فيما بين سنتيّ 411 و415م.

### الأوضاع العسكريَّة

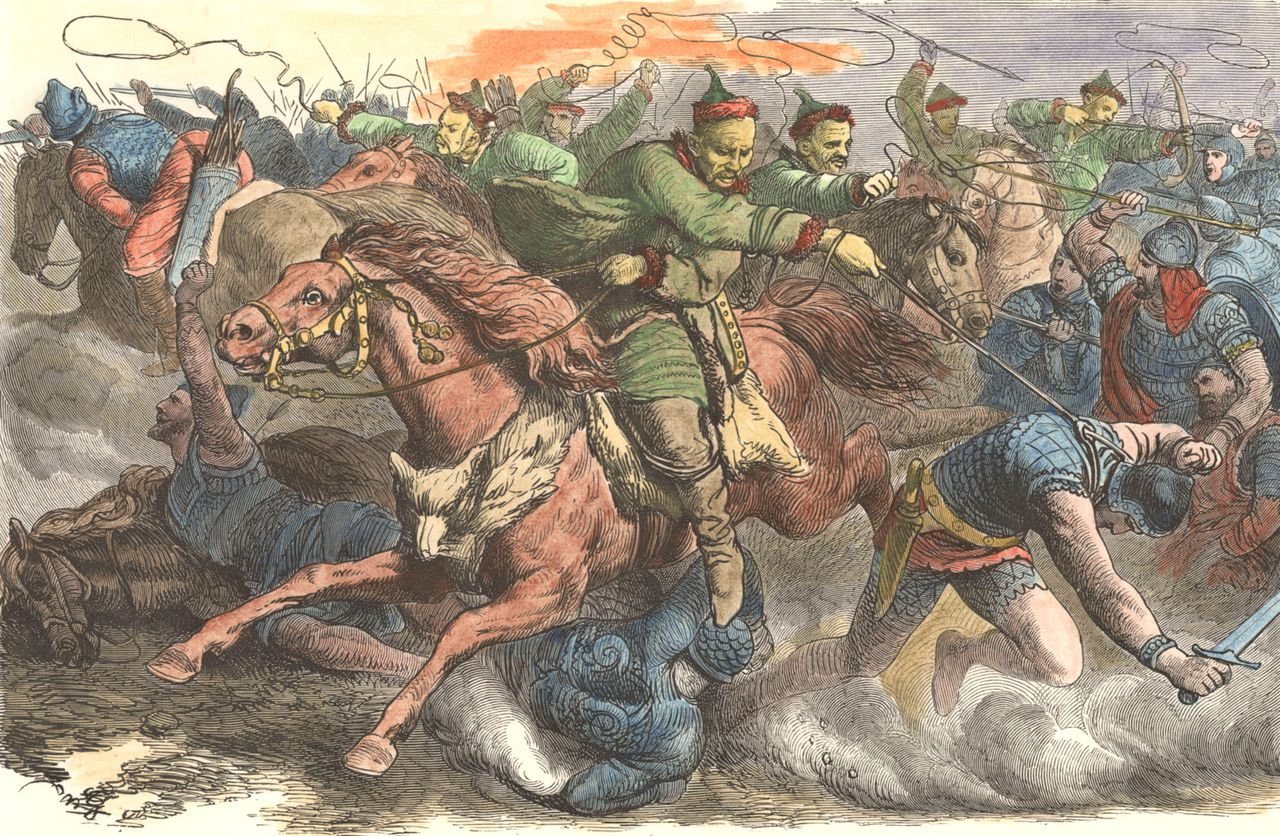
رسمٌ لِلهياطلة التُرك وهُم يُقاتلون الآلانيُّون الإيرانيُّون.

أهم المصادر التي تتحدث عن أوضاع التُرك العسكريَّة وأساليب قتالهم وأسلحتهم وتكتيكاتهم الحربيَّة قبل الإسلام هي كرَّاسة «الإستراتيجيَّة» (باليونانية: Στρατηγικόν) التي وضعها الإمبراطور البيزنطي موريس في أواخر القرن السادس الميلادي. وفي هذه الكرَّاسة يتحدث الإمبراطور البيزنطي قائلًا أنَّ التُرك قومٌ مُخادعون خبيرون في الشؤون العسكريَّة والحربيَّة، يميلون إلى المكر بِأعدائهم، ويُهاجمونهم على حين غفلة، ويقطعون عليهم خُطوط الإمداد. وكانوا إذا ذهبوا إلى الحرب اصطحبوا معهم عددًا كبيرًا من الخُيُول إلى جانب خُيُولهم التي يركبوها، بحيث يبدو لِجيش العدو أنهم أكثر عددًا مما هم عليه. ينصُ هذا المصدر أيضًا على أنَّ قبائل التُرك لم تتخذ مُعسكرات لِجُنُودها المُقاتلين، بل كانت جماعاتهم تنتشرُ عبر السُهُول والحُقُول خارج أوقات القتال لِترعى خُيُولها، ثُمَّ تعود فتتجمَّع في جيشٍ واحدٍ كبيرٍ ما أن ينبلجُ الفجر ويُنادي الخان بِالمسير. وتنص الكرَّاسة أيضًا على أنَّ التُرك كانوا يُعينون حُرَّاسًا يقفون في مناطق مُتفرِّقة وعلى بُعد مسافاتٍ كبيرةٍ من بعضهم لِلحيلولة دون أي هُجومٍ مُباغتٍ على قلب الجيش. أضف إلى ذلك، قيل بأنَّ التُرك لم يُشكِّلوا خُطوطًا عسكريَّةً كما الروم والفُرس في ميادين المعارك، بل كانوا ينتظمون في وحداتٍ مُتفاوتة الأعداد تصطف إلى جانب بعضها لِتُشكِّل خطًا، ويُبقون فرقةً مُنفصلةً على مُقرُبةٍ من موقع القتال كاحتياطٍ لِسد حاجتهم من الجُنُود بحال كثُر فيهم القتل، ولِمُباغتة الأعداء أيضًا ومُهاجمتهم على حين غرَّة. يقول المُؤرِّخ النمساوي أوتو جون مينشن هلفن أنَّ الهياطلة كانت تشكيلاتهم العسكريَّة تعكس انتمائاتهم العشائريَّة والعائليَّة، بحيثُ تكوَّنت كُل فرقة عسكريَّة من أعضاء عشيرةٍ واحدة يرأسها زعيمها الذي يحملُ لقب «كور»، وكان هذا اللقب يتوارثه الأبناء عن الآباء. تنص كرَّاسة الإستراتيجيَّة أنَّ التُرك كانوا يميلون إلى ارتداء الزرد واستخدام الأقواس والنبال والرماح والسُيُوف، وأنَّ أغلب المُحاربين التُرك كانوا يحملون رمحًا وقوسًا يستخدمونها بِالتناوب حسب ما تقتضي الحاجة، كما كانوا يكسون خُيُولهم بِالكتَّان المُبطَّن أو الصوف، وفي بعض الأحيان يضعون عليها دُروعًا حديديَّة مُبطَّنة بِالقفطان.

## دوافع فتح ما وراء النهر والغزوات الأولى

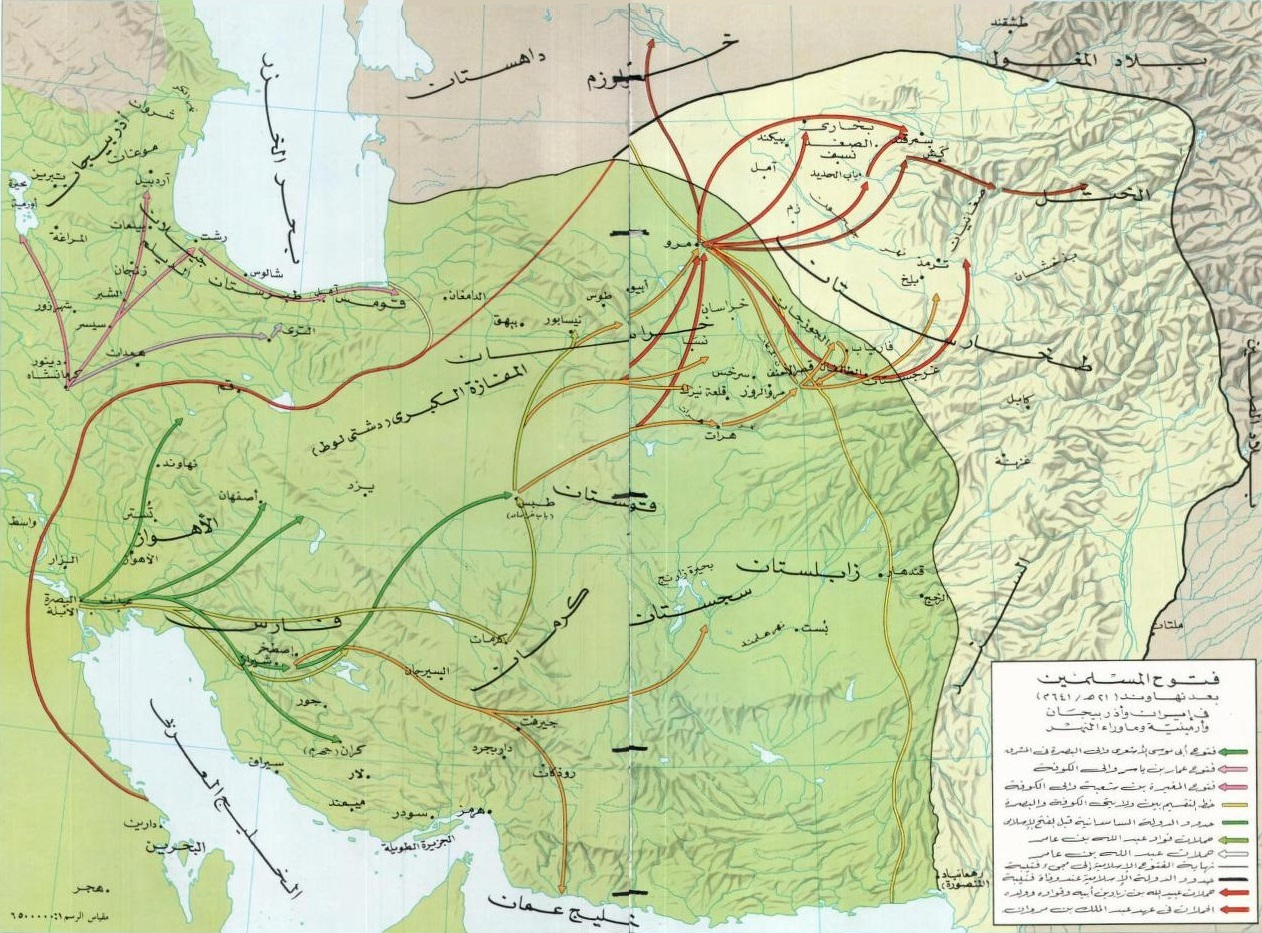
مسار المُسلمين لِفتح ما وراء النهر بعد الانتهاء من فُتُوحات فارس.

طرق المُسلمون أبواب بلاد ما وراء النهر مُنذُ استقرارهم في خُراسان، ولكن لم تكن هُناك خطَّة لِفتحها في عهد الخُلفاء الراشدين، وجل ما وقع من أحداث ارتبط بِتثبيت أقدام المُسلمين في خُراسان والقضاء على فُلُول الفُرس وتأمين حُدود دولة الخِلافة من الغارات. فبعد أن جرَّد المُسلمون الشاه يزدجرد الثالث من كُلِّ أرضه، اضطرَّ إلى الفرار حتَّى آخر حُدود إمبراطوريَّته، ولمَّا سقطت خُراسان لم يبقَ أمامه سوى الالتجاء لِجيرانه وطلب مُساعدتهم. وفعلًا، فقد كتب إلى ثلاثة مُلوك يستمدُّهم ويستنجد بهم، وهم: خاقان التُرك وملك الصغد وإمبراطور الصين. ولمَّا فتح المُسلمون آخر ما تبقى من أراضي الإمبراطوريَّة الساسانيَّة، فرَّ يزدجرد عبر نهر جيحون إلى خاقان التُرك الذي توافقت مصالحهُ مع مصالح العاهل الفارسيّ، وقد خشي من الامتداد الإسلامي باتجاه بلاده. وتعاون الرجُلان في مُقاومةٍ فاشلة حيثُ جنَّدا جيشًا وهاجما المُسلمين في خُراسان، فاستطاعا بدايةً استعادة مدينة بلخ من المُسلمين والانتصار على حاميتها المحليَّة. وخشي الخاقان من السيطرة الإسلاميَّة على المدينة المذكورة كونها كانت مفتاح السيطرة على بلاد ما وراء النهر بِخاصَّةٍ منها بلاده، فرأى أنَّ الخُطوة التالية لِفتح بلخ هي عُبُور المُسلمين نهر جيحون وفتح بلاد ما وراء النهر وتهديد بلاده تهديدًا مُباشرًا بعد ذلك. ولم يسكت المُسلمون على اندحار حامية بلخ المحليَّة أمام جيش الخاقان، فبادروا فورًا بِالزحف على بلخ بِقيادة الأحنف بن قيس التميمي على رأس قُوَّاته الضاربة الأصليَّة، فقاتل المُسلمون جيش التُرك وانتصروا عليهم بِسُهولةٍ ويُسر، وأجبروهم على الانسحاب عن بلخ. وانتهى الأمر بانسحاب خاقان التُرك إلى بلاده مُقتنعًا بما تناهى إلى أسماعه من أنَّ المُسلمين لن يعبروا النهر، بناءً على تعليمات الخليفة عُمر بن الخطَّاب. أمَّا يزدجرد فقد نزل ضيفًا على مرزبان مرّو، المدعو «ماهويه»، والذي لم يكن يتمنّى غير التخلُّص من ضيفه الذي رفض أن يُزوِّجه ابنته، وتحالف مع «نيزك طرخان» التابع لِمرزبان طُخارستان. فأرسل نيزك جماعة لأسره، فاشتبكوا معه وهزموه، فمضى هاربًا حتَّى انتهى إلى بيت طحَّان على شاطئ نهر المرغاب، فمكث ليلتين وماهويه يبحث عنه. فلمَّا أصبح اليوم الثاني دخل الطحَّان إلى بيته فرأى يزدجرد بِهيئته الملكيَّة وهو لا يعرفه، فبهت، وطمع به، فقتلهُ بعد أن وشى به إلى ماهويه، وطرح جُثَّته في النهر، وذلك سنة 31هـ المُوافقة لِسنة 652م، ولمَّا يبلغ الثامنة والعشرين من عُمره. وقد خلَّف ابنين وثلاث بنات. وبمقتل يزدجرد تمَّ القضاء على الإمبراطوريَّة الساسانيَّة تمامًا، وانقضت سُلالة مُلوكها. واستعاد الأحنف بن قيس فتح مدينة بلخ، فكتب إلى الخليفة عُمر يُخبره بما حصل. وجمع عُمر الناس حين تسلَّم كتاب الأحنف بِالفتح، فبشَّرهم بِهذا الفتح وخطبهم، وأمر بِفتح الكتاب فقُرئ على الناس، وقال في خِطبته: «أَلَا وَإِنَّ اللهَ قد أَهلَكَ مَلِكَ المَجُوسِيَّةِ، وَفَرَّقَ شَملَهُم فَلَيسُوا يَملِكُونَ مِن بِلَادِهِم شِبرًا يَضِيرُ بِمُسلِمٍ. أَلَا وَإِنَّ اللهَ قد أَورَثَكُم أَرضَهُم وَدِيَارَهُم وَأَموَالَهُم وَأَبنَاءَهُم لِيَنظُرَ كَيفَ تَعمَلُون، فَقُومُوا فِي أَمرِهِ عَلَى وَجَلٍ، يُوفِ لَكُم بِعَهدِهِ وَيُؤتِكُم وَعدَهُ وَلَا تُغَيِرُوا يَستَبدِلُ قَومًا غَيرَكُمُ، فَإني لَا أَخَافُ عَلَى هَذِهِ الأُمَّةِ أِن تُؤتَى إِلَّا مِن قِبَلِكُم».

### الفتح الأوَّل لِطُخارستان

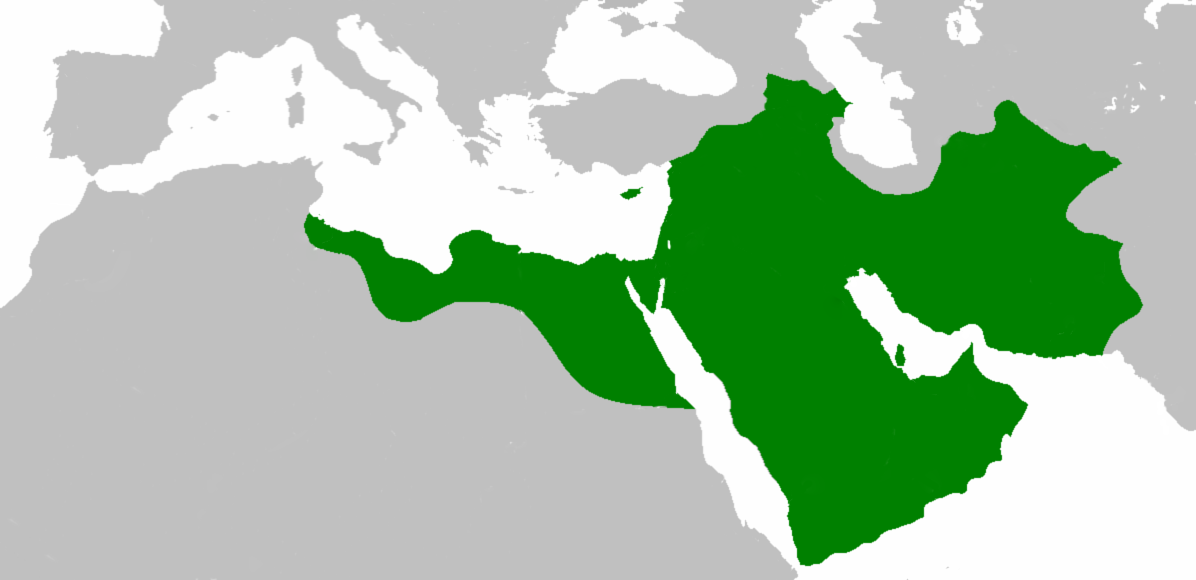
أقصى الحُدود التي بلغتها دولة الخِلافة الرَّاشدة خِلال عهد الخليفة الثالث عُثمان بن عفَّان، سنة 654م، بعد تمام الفُتُوحات الأوليَّة في ما وراء النهر.

لمَّا قُتل عُمر بن الخطَّاب سنة 23هـ المُوافقة لسنة 644م، نقض أهل خُراسان العهد الذي كان بينهم وبين المُسلمين وغدروا بهم، فأرسل الخليفة الجديد عُثمان بن عفَّان والي البصرة عبدُ الله بن عامر بن كُريز العبشمي إلى خُراسان لاستعادة فتحها، فقام بهذه المُهمَّة بِمُساعدة الأحنف بن قيس التميمي سنة 31هـ المُوافقة لِسنة 651م، وفتح بعض مُدن خُراسان عنوةً وبعضها الآخر صُلحًا. وكان لا بُد لابن عامر أن يُؤمِّن مكاسب المُسلمين في هذه البلاد ويحول دون أي انتفاضات جديدة، فأرسل الأحنف بن قيس إلى طُخارستان في سنة 32هـ المُوافقة لِسنة 652م لفتح ما تيسَّر من بلادها وتأمين مُقدمة ديار الإسلام. فسار الأحنف على رأس جيشٍ كبير فمرَّ بِرُستاقٍ من رُساتيقُها يُدعى «سوانجرد» وضرب الحصار عليه، وعندما شدَّد الحصار تقدَّم الأهالي بِطلب الصُلح، فصالحهم الأحنف على ثلاثمائة ألف درهم، وقال لهم: «أُصَالِحُكُم عَلَى أَن يَدخُلَ رَجُلٌ مِنَّا القَصرَ فَيُؤَذِّنَ فِيهِ ويُقِيمُ فِيكُم حَتَّى يَنصَرِف»، فرضوا بِذلك، وكان الصُلح على جميع الرستاق الذي عُرف مُنذُ ذلك الوقت بِـ«قصر الأحنف». ومضى الأحنف إلى مرُّو الروذ فقاتلهُ أهلها، فهزمهم وحصرهم، ولمَّا رأى مرزبانُها أنَّ لا طاقة لهُ بِقتال المُسلمين كتب إلى الأحنف يطلب الصُلح، فصالحهُ على ستُمائة ألف درهم. وسيَّر الأحنف سريَّةً فاستولى على رستاق «بغ» وصالح أهله، واستاق منهُ مواشي. ولم يلبث أهالي بعض المُدن المفتوحة إلَّا أن نقضوا العهد مع المُسلمين مُجددًا، فجمع لهم أهل طُخارستان وجاءهم أهل الجوزجان والطالقان والفارياب، وانضمَّ إليهم أهل الصغانيان من وراء النهر، فبلغوا ثلاثين ألفًا.
ولمَّا بلغت مسامع الأحنف أنباء هذا الجمع العظيم، أعلن حالة الاستنفار القُصوى في الجيش الإسلامي الذي بلغ تعداده خمسة آلاف مُقاتل، وسار حتَّى التقاهم، فتقاتل الطرفان قتالًا شديدًا استمرَّ مُنذُ صلاة العصر حتَّى ذهب عامَّة الليل، واستمرَّت المعركة بِضراوةٍ وعُنفٍ شديدين قاتل خلالها الأحنف قتالًا عنيفًا، فقتل من الأعداء ثلاثة ممن معهم الطُبُول، وهاجمهُ ملك الصغانيان يُريدُ قتله، فأهوى لهُ بِالرُمح، فانتزع الأحنف الرُمح من يده وطرحهُ أرضًا، فلاذ بِالفرار وانسحب معهُ أغلب الجيش، واتجه أغلبهم إلى مدينة «رسكن»، وهي على بُعد اثنيّ عشر فرسخًا من قصر الأحنف، فيما لحق بعضهم الآخر بِالجوزجان. رأى الأحنف أن يقسم الجيش لِيقضي على فُلُول الأعداء المُنهزمين الذي تشتتوا في أكثر من جهة، ويفتتح بلادهم بشكلٍ أسرع، فوجَّه الأقرع بن حابس بن عُقال التميميّ في خيلٍ إلى الجوزجان، وقال: «يَا بَنِي تَمِيمٍ، تَحَابُّوا تَجتَمِعْ كَلِمَتُكُم، وَتَبَاذَلُوا تَعتَدِلْ أَموَالَكُم، وابدَؤُوا بِجِهَادِ بُطُونِكُم وَفُرُوجِكُم يُصلِحْ لَكُم دِينَكُم، وَلَا تَغلُّوا يَسلمْ لَكُم جِهَادِكُم».
فسار الأقرع فلقيَّ العدُوُّ بِالجوزجان، فهُزم المُسلمون بدايةً، ثُمَّ عادوا فهزموا الجيش الآخر وفتحوا الجوزجان عنوةً، فيما كان الأحنف في ذلك الوقت يفتتح الطالقان صُلحًا، كما فتح الفارياب. ثُمَّ سار الأحنف إلى بلخ عاصمة طُخارستان فصالحهُ أهلها على أربعمائة ألف درهم، وقيل سبعمائة ألف، واستعمل على بلخ أسيدًا بن المُتشمِّس بن مُعاوية التميمي، ثُمَّ سار إلى خوارزم وحاول فتحها، فلم يقدر عليها، فقرر - بعد استشارة أصحابه - العودة إلى بلخ. ولمَّا تمَّ لابن عامر هذا الفتح، قرَّر الذهاب إلى مكَّة لِأداء العُمرة شُكرًا لِله، واستخلف على خُراسان قيس بن الهيثم السلمي، فسار قيسٌ بعد شُخوصه في أرض طُخارستان فلم يأتِ بلدًا منها إلَّا صالحهُ أهلها وأذعنوا له، حتَّى أتى سمنجان فامتنعوا عليه، فحاصرهم حتَّى فتحها عنوةً.

### خُرُوج التُرك مع ملكهم قارِن
لم تركن قبائل التُرك وبعض أهالي المُدن المفتوحة حديثًا في أطراف ما وراء النهر، إلى الهُدوء، فما كاد المُسلمون يتوقفون عن إرسال الحملات العسكريَّة ويرجعون للاستقرار في خُراسان، وما أن ترامى إلى أسماع التُرك خبر خُروج الوالي ابن عامر إلى مكَّة، حتَّى خرجت جُمُوعٌ منهم من ناحية الإقليم المذكور في أربعين ألفًا، بِقيادة أحد مُلُوكهم المدعو «قارِن»، فسار الأخير على رأس جُيُوشه سنة 32هـ حتَّى انتهى إلى كورتيّ الطبسين، واجتمع لهُ أهل باذغيس وهراة وقهستان. وكان يتولَّى خُراسان آنذاك قيس بن الهيثم السلمي كما أُسلف، فكتب إلى ابن عامر يُخبره باستعدادات التُرك، فعاد أدراجه إلى ولايته في البصرة وكتب عهدًا إلى ابن عمِّه عبدُ الله بن خازم يوليه خُراسان إذا خرج منها قيس بن الهيثم، فلمَّا أقبلت جُمُوعُ التُرك قال قيس لابن خازم: «ما ترى؟» فنصحهُ أن يخرج من البلاد لأنَّ عهد ابن عامر بحوزته لِيتولَّاها، فترك مُنازعته وذهب إلى ابن عامر، فلمَّا خرج أُشهر عهد ابن عامر لابن خازم بِالولاية عند مغيب قيس، وسار ابن خازم لِلقاء التُرك في أربعة آلاف وأمر الناس أن يحملوا معهم الودك، فلمَّا قرُب من قارِن أمر الناس أن يُدرك كُلُّ رجُلٍ منهم على زُجّ رمحه خرقة أو قطنًا ثُمَّ يمسحها بالدُهن، ثُمَّ سار حتَّى حلَّ المساء، فأمر مُقدمة الجيش - وكانوا ستمائة - بالسير نحو المُعسكر التُركي، ثُمَّ تبعهم بباقي الجُنُود، وأمر هؤلاء أن يُشعلوا النيران في أطراف الرماح المُشبعة بِالدُهُون. وصلت مُقدمة الجيش الإسلامي إلى مُعسكر التُرك في نصف الليل، فناوشوهم بعد أن أخذوهم على حين غرَّة، فهاج هؤلاء من دهشتهم، وما لبث ابن خازم أن وصل على رأس باقي الجيش، فرأى التُرك النيران تُحيطُ بهم من اليمين واليسار، تتقدَّم وتتأخَّر وتُخفض وتُرفع، فهالهم ذلك وأصابهم التشويش، فوقع الكثيرون منهم تحت سُيُوف مُقدمة الجيش، ثُمَّ غشيهم ابن خازم وقاتلهم مع باقي جُنُوده، فأكثروا فيهم القتل، وكان من بين القتلى الملك قارِن نفسه، فانهزم التُرك وانسحبوا من الميدان تاركين آلاف القتلى، ووقع كثيرٌ آخرون في الأسر، فأخذهم المُسلمون ورجعوا بهم إلى خُراسان، وكتب ابن خازم بِالنصر إلى ابن عامر، فرضي وأقرَّهُ على ولايته.

## موجة الفُتُوح في العصر الأُموي

### توقُّف حركة الفتح عامَّةً
قُتل ثالث الخُلفاء الراشدين عُثمان بن عفَّان في 18 ذي الحجَّة سنة 35هـ المُوافق فيه 17 حُزيران (يونيو) 656م، على يد بعض الثائرين الذين كانوا مُستائين من عُمَّاله على الولايات وطريقة إدارته لِلأُمور، وفق ما تُشير إليه مُعظم المراجع العربيَّة والإسلاميَّة، وقد أثقلت هذه الحادثة الخطيرة خِلافة عليّ بن أبي طالب، الذي بُويع بعد عُثمان، بالتبعات الكبيرة والمشاكل الداخليَّة الكثيرة. وكان لا بُدَّ أن تُؤثِّر فتنة مقتل عُثمان وما تلاها من الأحداث في نشاط الفُتوح الإسلاميَّة، إذ لم يكن من الميسور لِلقادة والجُند أن يستمرّوا فيما كانوا آخذين فيه من فُتوح بعد أن شبَّت نيران الفتنة بين المُسلمين، ولا شكَّ أنَّ الإمدادات قد انقطعت عنهم، وتوقعوا أن تحول حُروب الدَّاخل دون إرسال الجُند إلى الأطراف، فتركوا ما بِأيديهم، ولبث بعضهم حيثُ هو ينتظر نتيجة الصراع المُحتدم، وعاد البعض إلى الحجاز والشَّام والعراق لِيُسهم بِنصيبٍ في هذه الفتنة العنيفة. واستمرَّت حركة الفُتوح مُتوقفة طيلة ست سنواتٍ تقريبًا (35 - 41هـ)، وهي الفترة التي ظلَّت خلالها الفتنة قائمة بين المُسلمين، وخِلال هذه الفترة انتفضت بعض مناطق خُراسان وأطراف ما وراء النهر المفتوحة ضدَّ المُسلمين، وكانت مدينة بلخ من المُدن الخُراسانيَّة التي انتفضت حينذاك. تولَّى الإمام عليّ بن أبي طالب الخِلافة بعد عُثمان، وقُتل في العُشر الأواخر من شهر رمضان (وقيل في السَّابع عشر منه) سنة 40هـ، المُوافق في أوائل سنة 661م، على يد الخارجي عبد الرحمٰن بن ملجم، وعلى أثر المُفاوضات التي جرت بين الحسن بن عليّ ومُعاوية بن أبي سُفيان، خلع الحسن نفسه من الخِلافة وسلَّم مُعاوية أمر المُسلمين، وبُويع الأخير بعد ذلك من قِبل الناس، وعُرف هذا العالم بِعام الجماعة لاجتماع الأُمَّة فيه على خليفةٍ واحد. وكان طبيعيًّا أن تعود الفُتوح سيرتها الأولى بعد استقرار الأُمور لِمُعاوية، لأنَّ أنصاره ورجاله كانوا هُم قادة الجُنود ورجال الفُتوح الذين كانوا يترقبون الفُرصة للعودة إليها، وأعان على ذلك أنَّ جُلَّة هؤلاء أصبحوا أعلام الدولة الجديدة، فوجد الأُمويّون في ردِّهم إلى الولاية والقيادة شيئًا من حُسن الجزاء الذي استحقوه بما نصروا قضيَّتهم وأعزوا جانبهم، وإلى هذا تُعزى بعض أسباب النشاط الواسع المدى الذي أبدته الدولة الأُمويَّة في دور الفُتوح الثاني.

### فُتُوحات الأطراف والثُغُور

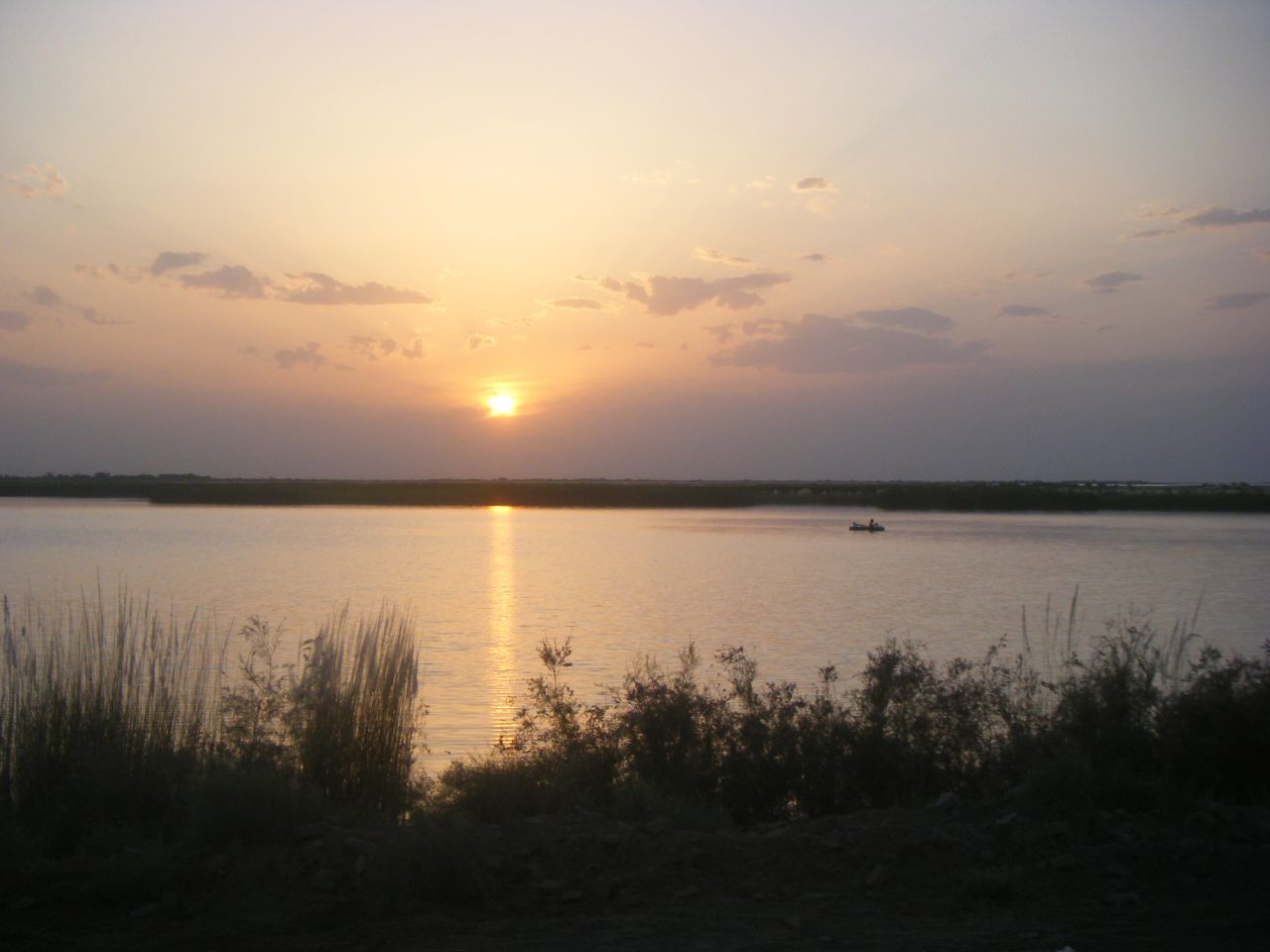
نهر جيحون الفاصل بين خُراسان وبلاد التُرك. كان الحكم بن عمرو الغفاري أوَّل القادة المُسلمين الذين عبروه تمهيدًا لِفتح بلاد التُرك وضمها لِديار الإسلام.

لمَّا استقرَّت الأُمُور في عهد مُعاوية بن أبي سُفيان، بدأ المُسلمون يستطلعون بلاد ما وراء النهر عن طريق إرسال السرايا والبُعُوث، كما فعلوا في مُعظم فُتُوحاتهم، ولِكي يُمهدوا لِفتحها اتخذوا مرو الشاهجان قاعدةً لِلفتح، في خُراسان المُقابلة لِبلاد ما وراء النهر، بحيثُ كانت المدينة المذكورة أشبه بِالثغر، فأنزلوها جُنُودهم مُنذُ سنة 45هـ المُوافقة لِسنة 665م. وفي السنة المذكورة، عيَّن مُعاوية بن أبي سُفيان زياد بن أبيه واليًا على العراقين (عراق العرب وعراق العجم)، فعيَّن الأخير الحكم بن عمرو الغفاري عاملًا على خُراسان وجعل معهُ رجالًا على كُورٍ مُتعددة، وأمرهم بطاعته وجباية الخِراج، وفي سنة 48هـ المُوافقة لِسنة 668م، غزا الحكم طُخارستان مُجددًا فغنم غنائم كثيرة، ثُمَّ سار إلى جبال الغُور بين هراة وغزنة وغزا أهلها الذين ارتَّدوا عن الإسلام، فأخذهم بِالسيف عنوةً وفتحها وأصاب منها مغانم كثيرة. وغزا الحكم بعض جبال التُرك بِثُغُور خُراسان بما فيها جبل الأشل، إلَّا أنَّ التُرك سيطروا على شعاب وطُرق الجبل المذكور فحاصروا المُسلمين فيها ولم يُمكنوهم من الخُروج، فاحتار الحكم بِالأمر ولم يتمكن من إخراج جُنُوده من هذا المأزق، فولَّى أحد دُهاة المُسلمين شؤون الحرب، وكان هذا الرجل هو المُهلَّب بن أبي صفرة الأزدي، فنصب فخًا استدرج إليه أحد القادة التُرك عن طريق الخدعة وأسره، وهدَّده بِالقتل إن لم يُخرج المُسلمين من هذا الضيق، فنصحهم بإشعال النيران في إحدى الطُرق وتسيير الأثقال نحوه، ففعل ذلك، مما جعل قبائل التُرك المُحاصرة تتوجه نحو ذلك الطريق أملًا بِالقضاء على الجيش الإسلامي، فباغتوهم وخرجوا من الجبل من طريقٍ آخر قبل أن يُدركوهم، فسلموا بما معهم من الغنائم. وفي سنة 48هـ المُوافقة لِسنة 668م، قطع الحكم نهر جيحون وعبر إلى ما وراء النهر، فكان أوَّل قائدٍ مُسلمٍ يعبره، وكان أوَّل من شرب من مائه هو أحد موالي الحكم ، فقد اغترف بِترسه من ماء النهر، فشرب وناول الحكم فشرب وتوضَّأ وصلَّى ركعتين، فكان أوَّل من فعل ذلك من المُسلمين. ومن الواضح أنَّ فتح الصغانيان كان سنة 48هـ المُوافقة لِسنة 668م أو سنة 49هـ المُوافقة لِسنة 669م، لِأنَّ الحكم رجع من غزو جبال الغور سنة 47هـ المُوافقة لِسنة 667م، ومات سنة 50هـ المُوافقة لِسنة 670م على أرجح الأقوال، فكانت سنة ثمانٍ وأربعين الهجريَّة وتسعٍ وأربعين الهجريَّة هي المُدَّة التي بقيت من حياته لِلنُهُوض بِفتح الصغانيان، لِأنَّهُ قضى سنة خمسين الهجريَّة - آخر سنيّ حياته - في غزو جبل الأشل، فلمَّا عاد من غزوته هذه مات. أضف إلى ذلك، قال الإمام عبدُ الله بن المُبارك المروزي لِرجُلٍ من أهل الصغانيان: «مَن فَتَحَ بِلِادِك؟»، فقال الرجُل: «لا أدري»، فقال ابنُ المُبارك: «فَتَحَهَا الحَكَمُ بْنُ عَمْرُو الغِفَارِيُّ».
وفي سنة 51هـ المُوافقة لِسنة 671م عيَّن زياد بن أبيه الربيع بن زياد الحارثي عاملًا على خُراسان وكلَّفه بِتوطيد أقدام المُسلمين والإسلام فيها، فنقل الناس عيالاتهم إلى خُراسان، ووُطِّنوا بها. وما أن وصل الربيع إلى خُراسان حتَّى قرَّر استرجاع ما تيسَّر لهُ ما بلاد ما وراء النهر التي خرجت عن الطاعة أثناء قيام الفتن الداخليَّة بين المُسلمين، فغزا مدينة بلخ أولًا وفتحها صُلحًا من جديد وأمَّن أهلها على أنفسهم ومُمتلكاتهم وأموالهم. ولمَّا كانت مدينة بلخ على الدَّوام باب بلاد ما وراء النهر الجنوبي، وكانت باستمرار عُرضةً لِهجمات التُرك القادمين من وراء النهر وممرهم نحو خُراسان لِيغزونها، لِذلك قرَّرت الخِلافة في دمشق فتح بلاد ما وراء النهر لِلدفاع عن بلخٍ بِخاصَّةٍ وخُراسان بِعامَّةٍ، لأنَّ الهُجُوم أنجح وسائل الدفاع، فكان أن أصبحت بلخ القاعدة المُتقدمة لِلمُسلمين في فتح بلاد ما وراء النهر. وفتح الربيع بن زياد قهستان عنوةً، وكانت بناحيتها أتراك، فقاتلهم وهزمهم. تُوفي زياد بن أبيه بِالكوفة سنة 53هـ المُوافقة لِسنة 672م، وكان قُبيل وفاته قد نقل حوالي 50,000 جُنديٍ مُسلمٍ من البصرة والكوفة وأسكنهم وعائلاتهم بِمرو لِجعلها قاعدة انطلاق فُتُوحاتٍ أُخرى نحو بلاد ما وراء النهر، ولِتعليم التُرك والفُرس حديثي الإسلام فيها مبادئ الدين الإسلامي وأُصُوله. وبعد وفاة زياد بن أبيه عيَّن مُعاوية بن أبي سُفيان عُبيد الله بن زياد بن أبيه عاملًا على خُراسان وأوصاه باستكمال عمل والده، فسار عُبيد الله من الشَّام في آخر سنة 53هـ المُوافقة لِسنة 672م مُتوجهًا نحو مقر ولايته الجديدة. وعندما وصل خُراسان سنة 54هـ، قطع النهر إلى جبال بُخارى على الإبل في أربعةٍ وعشرين ألفًا، فكان عُبيد الله أوَّل من قطع من المُسلمين جبال بُخارى في جُندٍ، ففتح «راميثن» و«نسف» وبيكند؛ فأرسلت خاتون ملكة بُخارى إلى التُرك تستمدهم، فجاءها منهم عددٌ كبير، فلقيهم المُسلمون وهزموهم بعد قتالٍ شديدٍ وانتصروا عليهم؛ فبعثت خاتون تطلب الصُلح والأمان، فصالحها عُبيد الله على ألف ألف درهم، ولم يفتتح بُخارى واكتفى بِفتح بيكند وعاد بِرجاله إلى خُراسان. وكان قتال عُبيد الله التُرك من المعارك التاريخيَّة الأبرز في تاريخ خُراسان، نظرًا لِبأسه الشديد ولِضُروب الشجاعة والمهارة التي أظهرها كُلٌ من المُسلمين والتُرك في ميدان القتال، فقد ذكر شاهدٌ عيان فقال: «مَا رَأَيْتُ أَحَدًا أَشَدَّ بأْسًا مِنْ عُبَيْدِ اللَّهِ بْنِ زِيَادِ! لَقِينَا زَحفُ التُّركِ بِخُرَاسَانِ، فَرَأَيتُهُ يُقَاتِلُ فَيَحمِلَ عَلَيهِمُ فَيَطعَنُ فِيهِمُ وَيَغِيبُ عَنَّا، ثُمَّ يَرفَعُ رَايَتِه تِقطِرُ دَمًا». وبقي عُبيد الله بِخُراسان سنتين، إذ ولَّاهُ مُعاوية البصرة سنة 55هـ، فقدم معهُ البصرة خلقٌ من أهل بُخارى بلغوا ألفان.

### فتح بُخارى وسمرقند

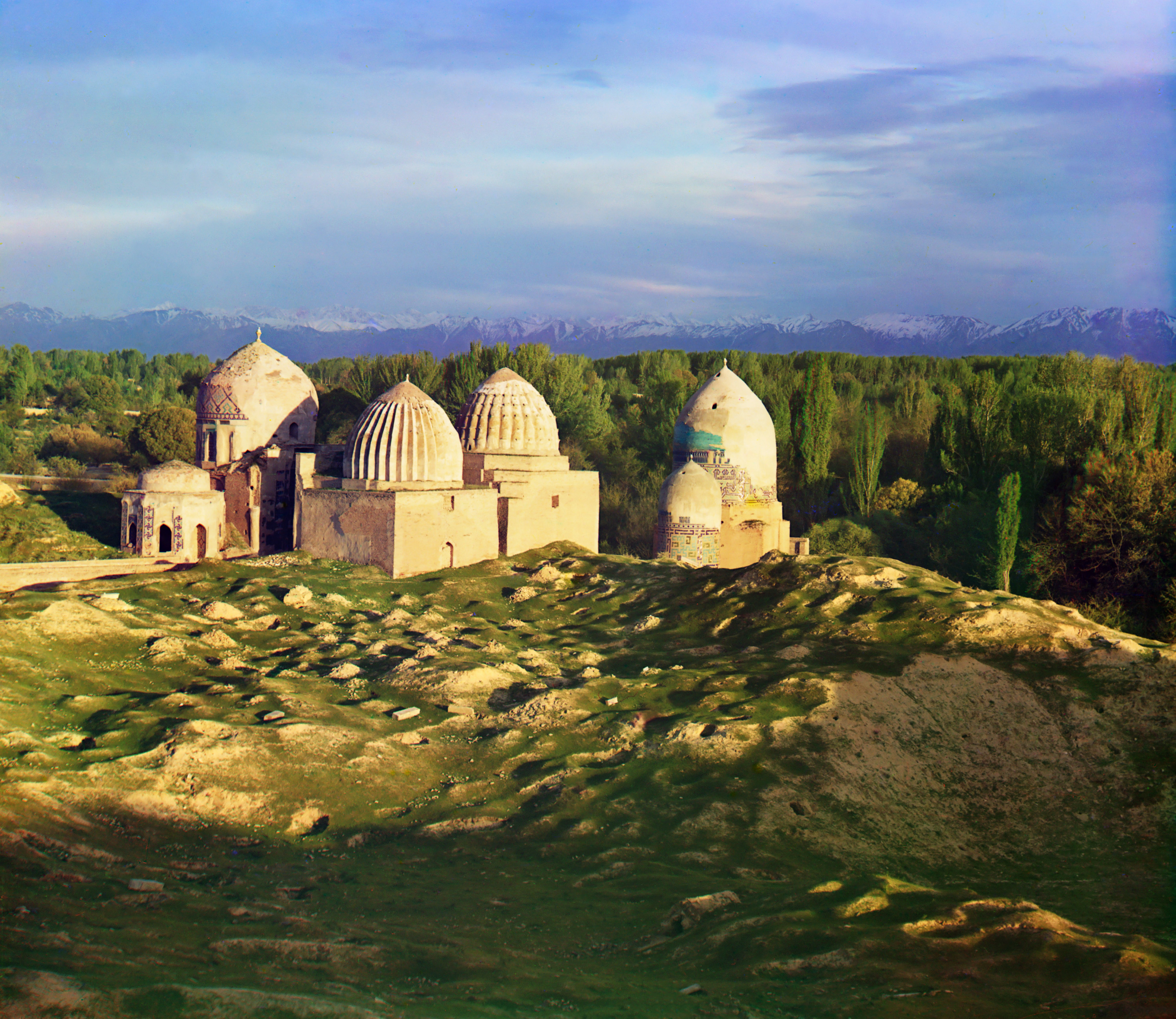
ضريح قُثم بن العبَّاس في سمرقند بِأوزبكستان المُعاصرة. أُقيم تكريمًا لِقُثم بن العبَّاس بن عبد المُطلب ابن عم الرسول مُحمَّد بعد أن لقي حتفه خِلال حصار المُسلمين لِسمرقند بِقيادة سعيد بن عُثمان بن عفَّان سنة 56هـ. يُعرف هذا الضريح محليًا باسم «شاه زنده» أي «الملكُ الحي».

بعد عزل عُبيد الله بن زياد، ولَّى مُعاوية بن أبي سُفيان سعيد بن عُثمان بن عفَّان على خُراسان سنة 56هـ المُوافقة لِسنة 675م. وقدم سعيد خُراسان، فقطع نهر جيحون إلى سمرقند، فكان أوَّل من قطع نهر بلخ من العرب. وبلغ خاتون ملكة بُخارى عُبُور المُسلمين النهر، فحملت إلى سعيدٍ بن عُثمان الصُلح الذي صالحت عليه عُبيد الله بن زياد، فأقرَّه لها ولأهل مدينتها. خِلال تلك الفترة، تناهى إلى مسامع أهل الصُّغد وكش ونسف خبر عُبُور المُسلمين مُجددًا إليهم، فأقبلوا إليهم في مائة وعشرين ألفًا، فالتقوا بِبُخارى حيثُ أمل هؤلاء أن يرُدوا المُسلمين على أعقابهم نحو خُراسان. وتشجَّعت خاتون لمَّا رأت الجُمُوع مُحتشدةً لِقتال المُسلمين وندمت على أدائها الأتاوة ونكثت العهد؛ ولكنَّ بعض الجُمُوع المُحتشدة لِقتال المُسلمين انصرفوا، فتضعضعت معنويَّات الآخرين؛ فلمَّا رأت خاتون ذلك، أعادت الصُلح، فدخل سعيد مدينة بُخارى فاتحًا. وطلب سعيدٌ من خاتون أن تبعث إليه بِرهائن ضمانًا لِتنفيذ ما تصالحا عليه، فبعثت إليه بِثمانين من أعيان بلادها ممن كانوا على رأس الخارجين عليها، وممن تخشى غدرهم بها وتهديدهم لِعرشها، فتخلَّصت بِذلك من أشد أعدائها خطرًا على عرشها وحاضرها ومُستقبلها. بعد ذلك، سار سعيد بن عُثمان على رأس جيش المُسلمين، فغزا سمرقند، وأعانتهُ خاتون بِأهل بُخارى، فنزل على باب سمرقند وحلف ألَّا يبرح حتَّى يفتحها؛ فقاتل أهلها ثلاثة أيَّام، وكان أشدُّ قتالهم في اليوم الثالث حيثُ فُقئت عينُ سعيد. ولزم أهلُ سمرقند مدينتهم وقد كثُر فيهم الجرحى، فأتى رجلٌ منهم سعيد بن عُثمان ودلَّهُ على قصرٍ فيه أبناء مُلُوكهم وعُظمائهم، فسار إليهم وحاصرهم. وخاف أهلُ سمرقند أن يفتح سعيد ذلك القصر عنوةً ويقتل من فيه، فطلبوا الصُلح، فصالحهم على سبعُمائة ألف درهم، وعلى أن يُعطوه رهنًا من أبناء عُظمائهم، وعلى أن يدخل المدينة ومن شاء ويخرج من الباب الآخر، فأعطوه خمسة وعشرين من أبناء مُلُوكهم، ويُقال أنهم أعطوه أربعين، وقيل أيضًا ثمانين.
وكان من بين القادة المُسلمين يومذاك: المُهلَّب بن أبي صفرة الأزدي وقُثم بن العبَّاس بن عبد المُطلب ابنُ عمِّ الرسول مُحمَّد وأكثر الناس شبهًا به، وهو آخر من طلع من لحده، وقد كان من جُملة المُسلمين الذين لقوا حتفهم خِلال حصار سمرقند، فدُفن بِالمدينة المذكورة ومازال ضريحة قائمًا فيها. وانصرف سعيد بعد ذلك إلى ترمذ ففتحها صُلحًا.

### فتح خوارزم وبُخارى ثانيةً

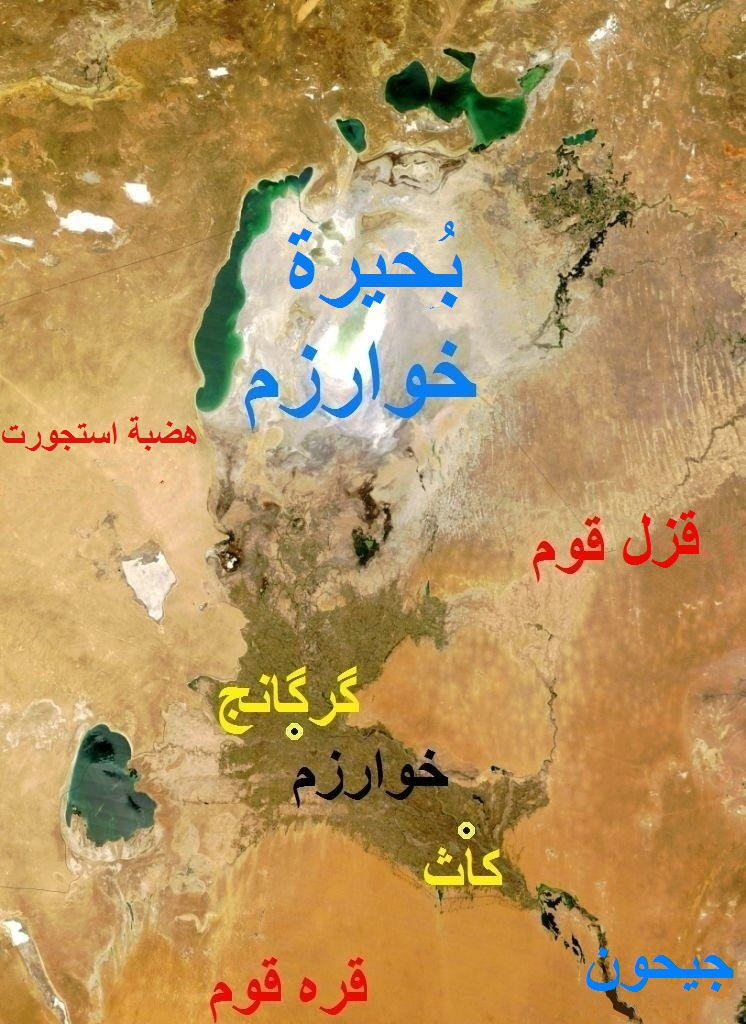
صُورة ساتليَّة لِبلادُ خوارزم التي فتحها المُسلمون صُلحًا بُعيد تولية سَلم بن زياد بن أبيه خُراسان. لاحظ أنَّ «گرگانج» هي نفسُها الجُرجانيَّة.

عزل مُعاوية بن أبي سُفيان عن خُراسان سعيد بن عُثمان بن عفَّان سنة 57هـ المُوافقة لِسنة 676م، وأُضيفت إلى ولاية عُبيد الله بن زياد وفق إحدى الروايات. وفي روايةٍ أُخرى، أنَّ مُعاوية ولَّى خُراسان عبد الرحمٰن بن زياد، فلم يصنع شيئًا في مجال الفتح، وكان ذلك سنة 59هـ المُوافقة لِسنة 678م. ومات مُعاوية وعلى خُراسان عبدُ الرحمٰن بن زياد، وتولَّى الخلافة بعده ابنه يزيد، فولَّى خُراسان وسجستان سنة 61هـ المُوافقة لِسنة 680م سَلم بن زياد بن أبيه. ولمَّا سار سلم إلى خُراسان، كتب معهُ يزيد إلى أخيه عُبيد الله بن زياد في العراق، ينتخب لهُ ستة آلاف فارس، وقيل ألفيّ فارس، ليذهبوا معهُ إلى ولايته الجديدة ومنها ينطلقون لاستكمال الفُتُوحات في ما وراء النهر. فاختار لهُ أبرز الفُرسان والمُقاتلين المُسلمين، من جُملتهم: عمران بن الفُضيل البُرجُمي والمُهلَّب بن أبي صفرة وعبدُ الله بن خازم السُّلمي وطلحة بن عبدُ الله الخُزاعي وحنظلة بن عرادة ويحيى بن يعمر العدواني، وخلقٌ كثيرٌ من رؤساء البصرة وأشرافهم، فأخذ هؤلاء الفُرسان معهُ من البصرة وتجهَّز، ثُمَّ سار إلى خُراسان. بدأ سلم عهده بِغزو خوارزم، فصالحه أهلها على أربعمائة ألف درهم، وحملوها إليه. وقطع سلم نهر جيحون ومعهُ امرأته أُم مُحمَّد بنت عبد الله بن عُثمان بن أبي العاص الثَّقفي، وكانت أوَّل امرأةٍ عربيَّةٍ عُبر بها النهر، فأتى سمرقند، فصالحهُ أهلها وأعطوه ألف ديَّة. ولمَّا بلغ المُسلمون بُخارى وجدوا الملكة خاتون قد نقضت العهد مُجددًا، واستنجدت بجيرانها من الصُّغد وتُرك الشمال، فجاء جيشُ الصُّغد بِقيادة أحد طراخنة الصغد واسمه «بندون» أو «بيدون»، كما جاء ملكُ التُرك «قُتلق إيلتريش» في عسكرٍ كثيفٍ. ولم تُؤثِّر تلك الحُشُود الضخمة من القُوَّات المُعادية في معنويات المُسلمين، فحاصروا بُخارى دون أن يهجموا عليها، لِيقفوا أولًا على تفاصيل قُوَّات أعدائهم ومواضعها، وهي مُتربِّصة بهم في مواضع ليست بعيدة عن بُخارى. أمر سلم المُهلَّب بن أبي صفرة أن يستطلع أحوال العدوُّ، فاقترح المُهلَّب أن يُكلَّف غيره بِهذه المُهمَّة لأنَّ غيابه عن مُعسكر المُسلمين قد يُفشي سرَّ الواجب الذي أُلقي على عاتقه، لا سيَّما وأنه معروفٌ بين قومه الأزد وسائر المُسلمين، ومُهمَّة استطلاع أحوال العدوِّ يجب أن تبقى سرًا مكتومًا حتَّى تُنجز بسريَّة تامَّة وكتمان شديد، لِأنَّ إفشاءه يُعرِّض المُسلمين لِخطرٍ جسيمٍ. ولكنَّ سلم أصرَّ على إيفاد المُهلَّب دون غيره في هذا الوجب الحيوي الذي قد يعجز غيره عن القيام به كما ينبغي، وأرسل معهُ ابن عمِّه ورجُلًا من كُل لواء من ألوية المُسلمين.

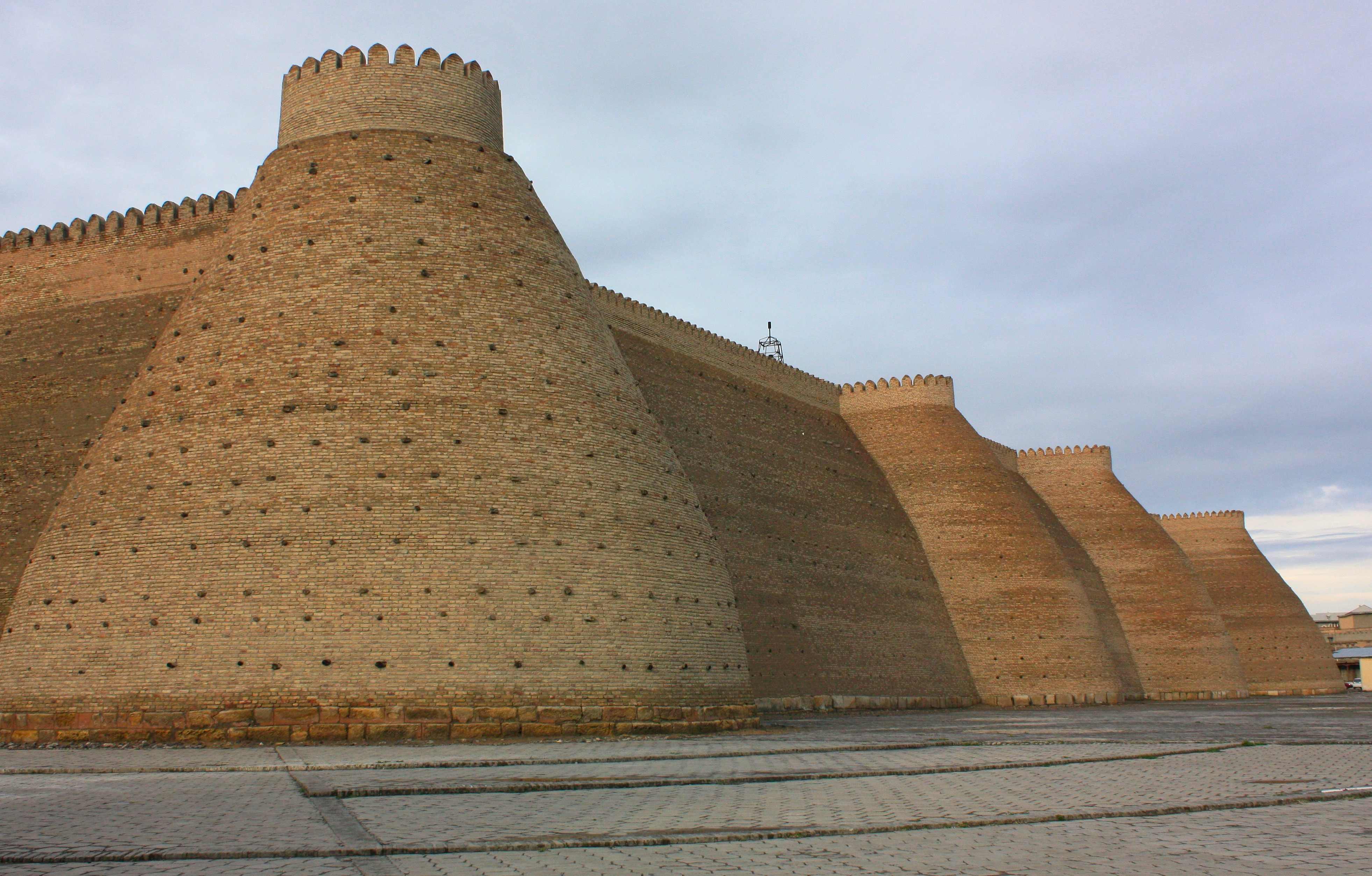
أسوار بُخارى القديمة التي ضرب الجيش الإسلامي الحصار عليها بعد مسير التُرك إلى المدينة ونقض خاتون الصُلح القائم بينها وبين المُسلمين.

مضى المُهلَّب إلى سبيله ليلًا مع جماعته الاستطلاعيَّة، فكمن في موضعٍ مستورٍ، واستطلع قُوَّات العدو دون أن يشعروا بِموضعه المخفي المستور. ويبدو أنَّ قوم المُهلَّب والمُسلمين افتقدوه في صلاة الفجر يومذاك، فألحُّوا على سلم بِالسُؤال حتَّى عرفوا أنَّه انطلق لِلتجسس على الجيش المُعادي، فأسرع جمعٌ من المُسلمين بِالرُكُوب وتوجَّهوا صوب موضع المُهلَّب المستور فكشفوا موضعه وموضع رجاله لِلعدوّ. اضطرَّ المُهلَّب أن يبذل قُصارى جُهده لِمُعالجة موقفه الخطير وتدارُك ما يُمكن تدارُكه بعد أن انكشف لِلأعداء، فنظَّم الفُرسان الذين التحقوا به صُفوفًا، وكانوا تسعُمائة فارس، وما كاد يفعل ذلك حتَّى هاجمهم التُرك وأبادوا منهم أربعمائة فارس، ولاذ الباقون منهم على قيد الحياة بِالفرار. وأُحيط بِالمُهلَّب ومن بقي معهُ من جماعته الاستطلاعيَّة ذات العدد المحدود، ولكنهم ثبتوا ثباتًا راسخًا، ووصلت أصوات الرجال والقتال إلى مُعسكر المُسلمين القريب، الذي كان على بُعد نصف فرسخ من موضعه المُواجه لِلعدوّ، فبادر فورًا إلى نجدة المُهلَّب فريقٌ من قومه الأزد، فشاغلوا التُرك ريثما أقبل المُسلمون خِفاقًا لِنجدته على عجلِ بِقيادة سلم. ونشب القتال بين الجانبين، فقاتل المُسلمون التُرك حتَّى هزموهم هزيمة نكراء، حيثُ هربوا من ساحة المعركة مُخلِّفين أموالهم وأثقالهم، فغنمها المُسلمون حتَّى أصاب كُلُّ فارس ألفين وأربعمائة درهم في إحدى الروايات، وعشرة آلاف درهم في روايةٍ أُخرى. وطارد المُسلمون التُرك المُنهزمين، فلم ينجُ منهم إلَّا القليل، وكان من بين القتلى الطرخون بندون، قائد جيش الصُّغد. ولم يكن أمام خاتون ملكة بُخارى إلَّا أن تُعيد الصُّلح من جديد مع المُسلمين، فاستعادوا فتح بُخارى. وبعث سلم وهو بِالصُّغد جيشًا من المُسلمين إلى خُجندة وفيهم الشاعر أعشى همدان، فهُزم المُسلمون، فقال الأعشى:
وكانت عادة عُمَّالُ خُراسان قبل سلم الغزو صيفًا، فإذا ما أقبل الشتاء رجعوا إلى مرو الشاهجان، وكان مُلُوك خُراسان يجتمعون حينها في إحدى المُدن مما يلي خوارزم، فيتعاقدون أن لا يغزوا بعضهم بعضًا ويتشاورون في أُمُورهم وفي كيفيَّة رد المُسلمين على أعقابهم. فلمَّا قدم سلم غزا في الشتاء، وألحَّ عليه المُهلَّب بن أبي صفرة وسأله التوجُّه إلى تلك المدينة التي اتخذها مُلُوك خُراسان مقرًا شتويًا لهم، فوجَّههُ في ستَّة آلاف مُقاتل، وقيل أربعة آلاف، فحاصرها، فطلب أهلها والمُلُوك الخُراسانيين أن يُصالحهم على أن يفدوا أنفسهم، فأجابهم إلى ذلك، وصالحهم على نيِّفٍ وعشرين ألف ألف درهم. وعاد سلم إلى مرو بعد جهاد هذه السنة الذي استمرَّ سنتيّ إحدى وستين واثنتين وستين الهجريتين. ويبدو أنه قطع النهر ثانيةً في سنة 63هـ المُوافقة لِسنة 682م، لأنَّهُ علم بِأنَّ الصُّغد قد جمعت له، فقاتلهم وقتل قائدهم. ولكنهُ عاد مُسرعًا إلى مرو لِيُعالج مشاكل المنطقة الداخليَّة، فقد حلَّت الفتن مُجددًا بعد أن مات الخليفة يزيد بن مُعاوية.

### تَوقُّف حركة الفتح مُجددًا

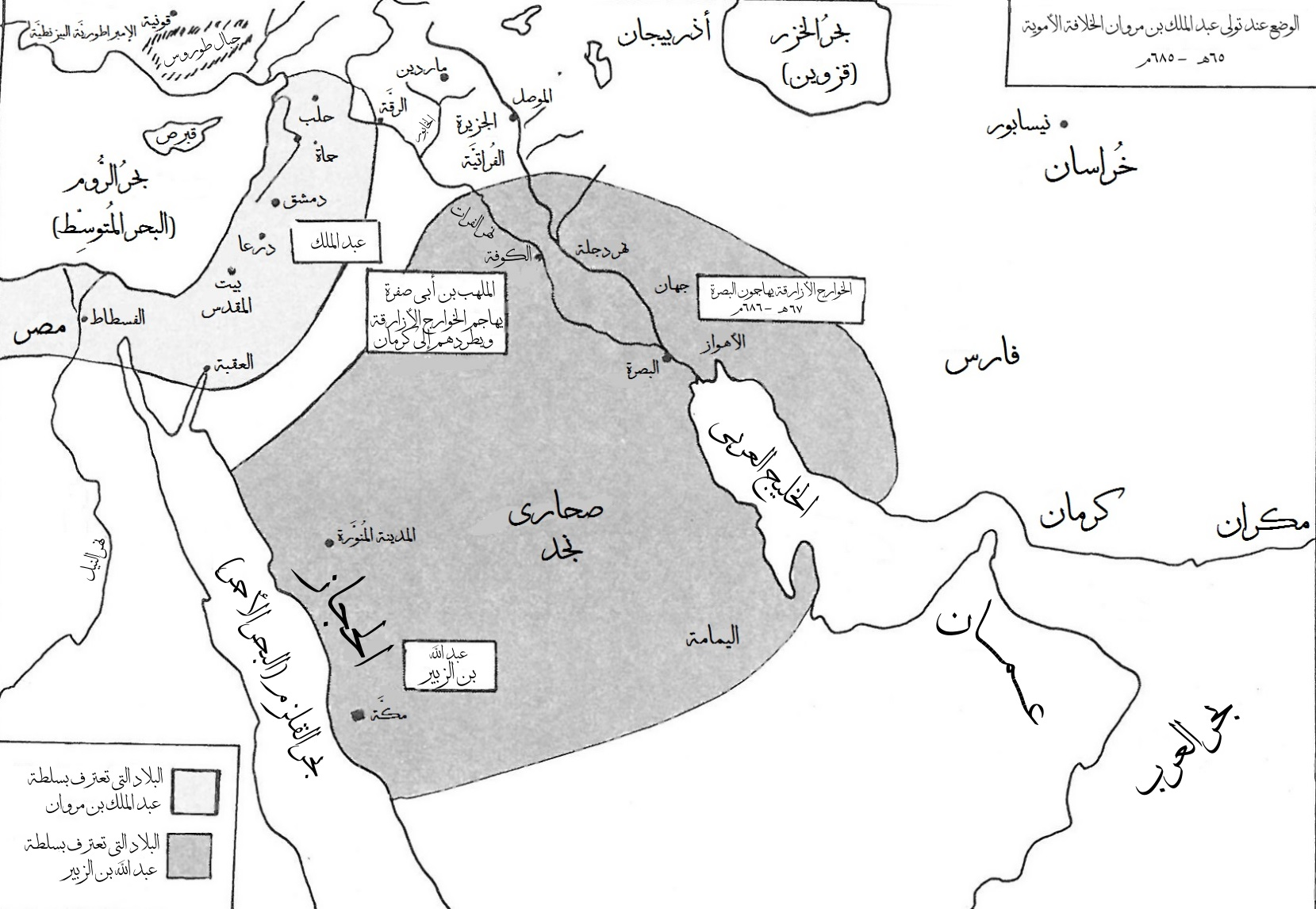
النفوذ السياسي بين الخليفتين ابن الزبير وابن مروان سنة 65هـ المُوافقة لِسنة 685م. أدَّى هذا الانقسام حول زعامة المُسلمين إلى توقُّف حركة الفُتُوح في بلاد ما وراء النهر.

مات يزيد بن مُعاوية سنة 64هـ المُوافقة لِسنة 683م، فبُويع بعده ابنه مُعاوية، فلم يمكث إلَّا ثلاثة أشهر حتَّى توفى، وقيل بل مَلَك أربعين يومًا ثُمَّ مات. ولمَّا بلغ سلم موت يزيد بن مُعاوية كتم ذلك، ولكنَّ الخبر انتشر بين الناس في خُراسان بسُرعة لاستحالة كتمانه لِفترة طويلة، ولمَّا علم سلم بانتشار خبر موت يزيد بين الناس، أعلن موته وابنه مُعاوية كذلك، ودعا الناس إلى البيعة على الرضى حتَّى يستقيم أمر الناس على خليفة، فبايعوه ثُمَّ نكثوا بعد شهرين، وخلعته بعض القبائل العربيَّة من باب العصبيَّة، ووثب أهلُ خُراسان بِعُمَّالهم فأخرجوهم، وغلب كُل قوم على ناحية، فوقعت الفتنة بين الناس، ونشب الاقتتال بين القبائل العربيَّة، وانقسمت خُراسان إلى مناطق في كُلٍ منها قائد وأمير، وتساقطت القتلى من العرب والمُسلمين، فتوقفت الفُتُوحات ومُحاولات استعادة المناطق الخارجة عن الطاعة. وفي تلك الفترة قامت حركة عبدُ الله بن الزُبير ضدَّ بني أُميَّة في الشَّام، والتي شكَّلت امتدادًا لِنقمة الحجازيين وغيرهم من المُسلمين على الأُمويين بسبب ما أحدثهُ مُعاوية بن أبي سُفيان من تغييرٍ في منهجيَّة الحُكم، من الراشدي الشوري إلى الملكي الوراثي. وقد استغلَّ ابن الزُبير حادثة كربلاء التي وقعت في خِلافة يزيد بن مُعاوية، وخُرُوج أهل المدينة المُنوَّرة عليه من بعدها، والفراغ السياسي والقيادي الذي حصل بعد وفاة مُعاوية، والنقمة الشديدة على يزيد نفسه في العالم الإسلامي، لِيقود حركة مُسلَّحة ضدَّ بني أُميَّة مُنطلقًا من مكَّة لِيُعيد الخِلافة إلى منبتها الأوَّل في الحجاز، فطرد عُمَّال الأُمويين من مكَّة والمدينة المُنوَّرة وأعلن نفسهُ خليفةً في الأخيرة، في الوقت الذي أُعلنت فيه خلافة مُعاوية بن يزيد في دمشق. في تلك الفترة انصرف سلم بن زياد عن ما وراء النهر وكتب عهدًا على خُراسان إلى عبدُ الله بن خازم وأعانهُ بِمائة ألف درهم، ولكنَّ جمعًا غفيرًا من بكر بن وائل وغيرهم، رفضوا ولاية ابن خازم، فأغاروا على متاعه، فقاتلهم حتَّى كفُّوا، كما عصاه رجلٌ يُدعى سُليمان بن مرثد أحد بني سعد بن مالك، فنشب القتال بينهُما وقُتل سُليمان، وتوسَّع نطاق الفتنة بين المُسلمين حتَّى اغتنم التُرك هذه الفُرصة، فأخذوا يُغيرون على المُسلمين حتَّى بلغت جُيُوشهم قُرب نيسابور. وفي تلك الفترة تولَّى عبد الملك بن مروان الخِلافة في دمشق، فبعث بِولاية خُراسان إلى ابن خازم، فلم يقبلها منه لأنَّهُ كان يدعم حركة عبد الله بن الزُبير ويعتبره الخليفة الحق، فعيَّن عبد الملك بُكير بن وشاح واليًا على خُراسان وأرسله إليها مع عددٍ كبيرٍ من الرجال، فتقاتلا حتَّى انهزم ابن خازم وقُتل. وتعصَّب قومٌ لابن خازم ووقع الاختلاف، وصارت طائفةٌ مع بُكير بن وشاح وطائفةٌ عليه. واستمرَّ هذا التطاحن المرير لِمُدَّة عشر سنين (64هـ - 74هـ \ 683م - 693م) وعمَّت الفتنة أرجاء خُراسان وما وراء النهر، ولم تتوقف حتَّى كتب وُجُوه خُراسان إلى عبد الملك بن مروان يُعلمونه أنَّهُ لا تصلح خُراسان بعد الفتنة إلَّا على رجلٍ من قُريش لا يحسدونه ولا يتعصَّبون عليه، فعزل بُكير بن وشاح عن خُراسان وولَّاها أُميَّة بن عبد الله.

### فتح بُخارى والخُتل مُجدداً
بذل أُميَّة قُصارى جُهده في إصلاح ما فسد من خُراسان حتَّى سنة 77هـ المُوافقة لِسنة 696م، فلمَّا استتبَّ لهُ الأمر، عزم على غزو بُخارى مُجددًا بعد أن خلعت ملكتها الطاعة مُجددًا، على أن يعود منها إلى ترمذ. وتجهَّز أُميَّة لِلغزو وتجهَّز الناس معه، وساروا باتجاه هدفهم بُخارى، فلمَّا بلغوا نهر جيحون أمر أُميَّة بُكير بن وشاح أن يسير إلى مرو مع حفنة من الفُرسان لِيُدير شُؤون خُراسان أثناء غيابه في ما وراء النهر، نظرًا لأنَّ ابن أُميَّة ما يزال غُلامٌ حدث لا خبرة له بِشُؤون الحُكم والسياسة، فتوجَّه بُكير بن وشاح إلى مرو بناءً على أمر الوالي، فلمَّا وصلها أخذ ابن أُميَّة أسيرًا وخلع طاعة أبيه. وبلغ أُميَّة الخبر، فصالح أهل بُخارى على فديةٍ قليلة وتوجَّه نحو مرو وحاصرها وقاتل بُكير ومن والاه حتَّى أجبره على الاستسلام وطلب الصُلح، فأجابه أُميَّة. ولم يلبث بُكير بن وشاح أن عاد إلى التآمُر، وخطَّط لِخلع أُميَّة أو قتله، فقبض أُميَّة على بُكير وعلى ابنيّ أخيه وقتلهم. وفي هذه السنة أيضًا، عبر أُميَّة النهر لِلغزو، فحُوصر حتَّى جُهد وأصحابه ثُمَّ نجوا بعدما أشرفوا على الهلاك، فانصرف هو ومن معهُ من الجُند إلى مرو.
وفي أوائل سنة 78هـ المُوافقة لِسنة 697م، غزا أُميَّة الخُتل، وكان أهلها قد نقضوا العهد بعد أن صالحهم سعيد بن عُثمان بن عفَّان، فاستعاد فتحها. ولكنَّ عبد الملك بن مروان عزل أُميَّة هذه السنة عن خُراسان، وضمَّها إلى ولاية الحجَّاج بن يُوسُف الثقفي، فبعث الحجَّاج على خُراسان أحد أبطال وقادة الفُتُوح السَّابقة، ألا وهو المُهلَّب بن أبي صفرة الأزدي.

### فتح كش وخُجندة وباذغيس واسترداد الخُتل

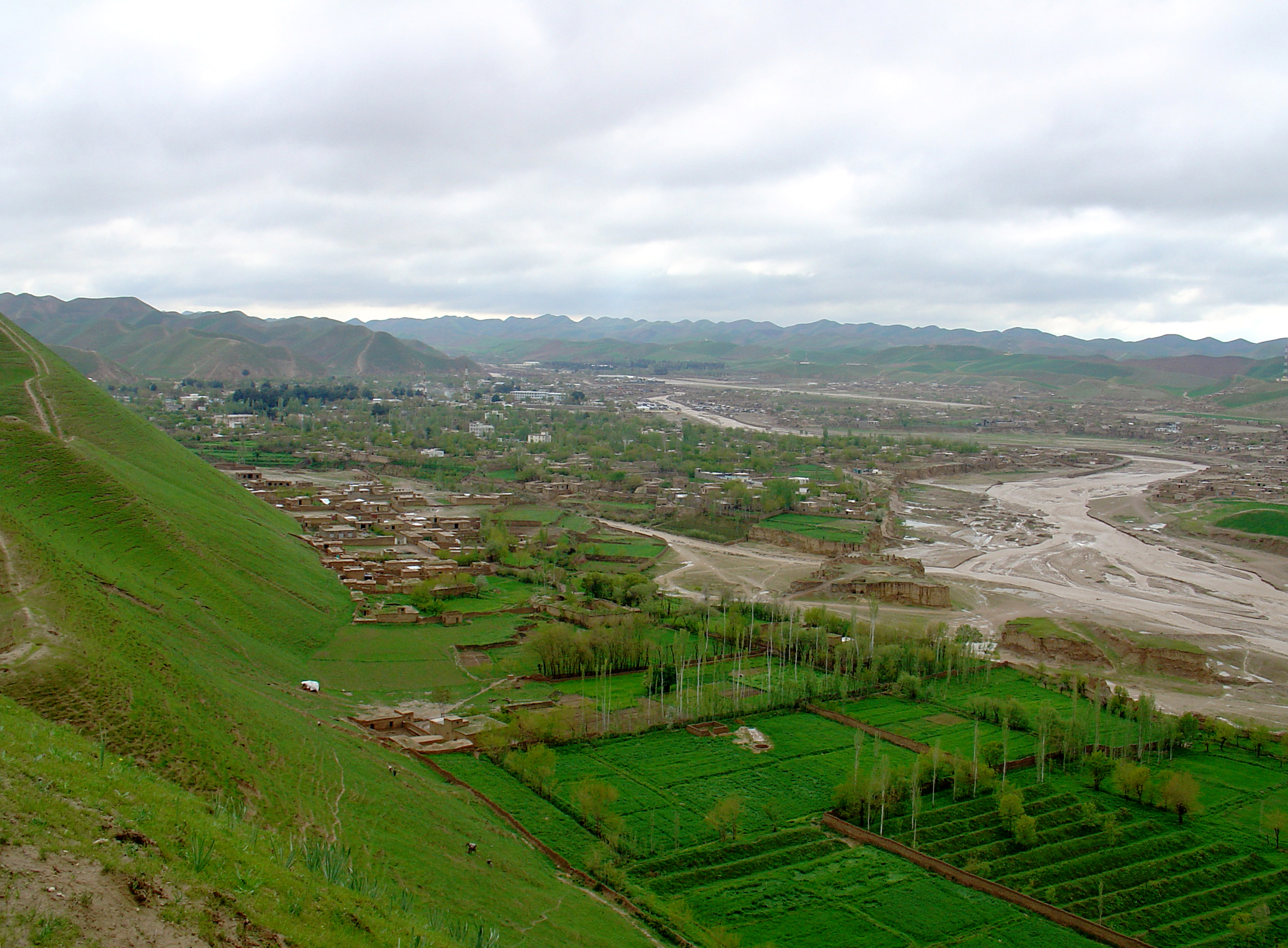
جانب من بلاد باذغيس حيثُ يُحتمل أنَّ قلعة نيزك البرقشي كانت تقوم زمن الفتح الإسلامي.

أخذت الغزوات الإسلاميَّة تتخذ طابعًا مُنظمًا في بلاد ما وراء النهر مُنذُ أن تولَّى المُهلَّب خُراسان بِأمر الحجَّاج بن يُوسُف الثقفي. ففي سنة ثمانين لِلهجرة قطع المُهلَّب نهر بلخ على رأس جيشٍ تعداده ثمانية آلاف رجل، فحاصر مدينة كش، وفي أثناء الحصار أتاه ابن عم ملك الخُتل يُخبره بنقض ملكها المدعو «السَّبل» العهد مع المُسلمين، ودعاه إلى غزو بلاده واستردادها، فوجَّه المُهلَّب ابنه يزيد إلى الملك المذكور، فضرب الحصار على قلعته من جهة بينما ضرب ابن عمِّ الملك الحصار من الجهة الأُخرى، وتذكر المصادر أنَّ الأخير ظفر بِالسَّبل فقتله، وأنَّ أهالي الخُتل صالحوا المُسلمين وحملوا فديةً إلى يزيد، فتركهم ورجع إلى المُهلَّب. ووجَّه المُهلَّب ابنه حبيبًا لِيُوافي صاحب بُخارى «طغشاد» ابن خاتون سالِفة الذِكر، التي يبدو أنها تُوفيت آنذاك، ويُساعده في قتال بعض العُصاة، فسار إليهم بِجيشه المُؤلَّف من أربعة آلاف رجل، فهزمهم وأحرق القرية التي التجأوا إليها، فسُميت تلك القرية باسم «المُحترقة»، ثُمَّ رجع حبيب إلى أبيه. أقام المُسلمون على أسوار كش طيلة سنتين دون أن يتقدموا إلى ما وراء ذلك، حتَّى دبَّ اليأس في قلب المُهلَّب فقال: «لَيتَ حَظِّيَ مِن هّذِهِ الغُزَاةِ سَلَامَةُ هَذَا الجُندَ وَعَودُهُم سِالِمِين». وخِلال هذه الفترة بعث المُهلَّب بعض الجُنُود ففتحوا خُجندة، وأدَّت إليه الصغد الأتاوة، وغزا مدينة نسف. وأخيرًا صالح المُهلَّب أهل كش على فديةٍ يأخذها منهم، ثُمَّ عاد إلى مرو. فلمَّا وصل إلى قريةٍ يُقال لها «زاغول» من أعمال مرو الروذ، فمرض ومات بعد أن عهد بِقيادة الجُند إلى إبنه يزيد.
وبعد موت المُهلَّب، أصبح يزيد سنة 82هـ المُوافقة لِسنة 701م واليًا وقائدًا على خُراسان، فأرسل ابنه مُخلَّد وفتح حصن البُتَّم في جبال فرغانة، في الوقت الذي غزا يزيد خوارزم واستعاد فتحها. وليس هُناك من نص يُشير إلى سنة فتح البُتَّم وخوارزم، ولكن يزيد بقي على خُراسان من سنة 82هـ إلى سنة 85هـ المُوافقة لِما بين سنتيّ 701 و704م، فلا بُدَّ أن يكون فتح هذين الإقليمين خِلال هذه الفترة. وفي سنة 84هـ المُوافقة لِسنة 703م، غزا يزيد قلعة باذغيس مقر حُكم «نيزك البرقشي» صاحب هذه الناحية، فوضع عليه العُيُون وانتظره حتَّى خرج منها، فسار نحوها وطوَّقها مُباغتًا صاحبها، وكانت من أحصن القلاع وأمنعها. فلمَّا بلغ نيزك قُدُوم المُسلمين رجع إلى قلعته وصالح يزيد على أن يدفع لهُ ما في القلعة من الخزائن ويرتحل عنها بِعياله.
ومن الواضح أنَّ هذه القلعة الحصينة كانت من جيبًا من جُيُوب المُقاومة المُعادية لِلمسلمين، فكان فتحها إيذانًا بِالسيطرة الكاملة على منطقة باذغيس بِأكملها. وفي سنة 85هـ المُوافقة لِسنة 704م، عزل الحجَّاج عن خُراسان يزيد بن المُهلَّب وولَّى مكانه أخاه المُفضَّل، فغزا باذغيس واستعاد فتحها بعد أن غدر نيزك البرقشي بِالمُسلمين وقاتلهم وأخذ منهم أسرى ونقض العهد معهم، ثُمَّ فتح مدينتيّ أخرون وشومان. ولم يلبث المُفضَّل على ولايته غير تسعة أشهر فقط، ثُمَّ عُزل بِقُتيبة بن مُسلم الباهلي.

### انتظام حركة الفُتُوحات في ما وراء النهر
انتظمت حركة الفُتُوحات الإسلاميَّة في بلاد ما وراء النهر بعد أن تولَّى الوليد بن عبد الملك الخِلافة في دمشق، إذ كانت أوضاع الدولة الأُمويَة قد استقرَّت، وأصبح بِإمكان السُلطة المركزيَّة أن تصب اهتمامها على توسيع نطاق سيطرتها. ولمع في ذلك الوقت نجم قائد يافع هو قُتيبة بن مُسلم الباهلي، الذي كان قد تدرَّب على الإدارة وقيادة القطاعات العسكريَّة خِلال ولايته لِلريّ، وكان مُقرَّبًا من الحجَّاج بن يُوسُف الثقفي ومن كبار الناصحين له، وشارك في قتال الخوارج والقضاء على أحد أبرز زُعمائهم، وهو شبيب الخارجي، فكافأهُ الحجَّاج بِتوليته خُراسان بعد يزيد بن المُهلَّب، وكان ذلك سنة 86هـ المُوافقة لِسنة 705م. وكان قُتيبة نفسه يتوق لِلجهاد وإعلاء شأن الإسلام، كما يبدو أنَّ الحجَّاج كان قد عقد العزم بفتح بلاد ما وراء النهر فتحًا نهائيًّا وإيقاف حرب الكر والفر بين المُسلمين والتُرك، بِإيعازٍ من الخِلافة في دمشق. وبِهذا اجتمعت نيَّة القائد الشاب وعزم الوالي وتصميمه، وقُوَّة الدولة واستقرارها، واتخذت حركة فتح ما وراء النهر طابعها الجدِّي. وما أن وصل قُتيبة إلى خُراسان، حتَّى وقف في جيشه خطيبًا، فقال:

### استعادة الطالقان والصغانيان وطُخارستان

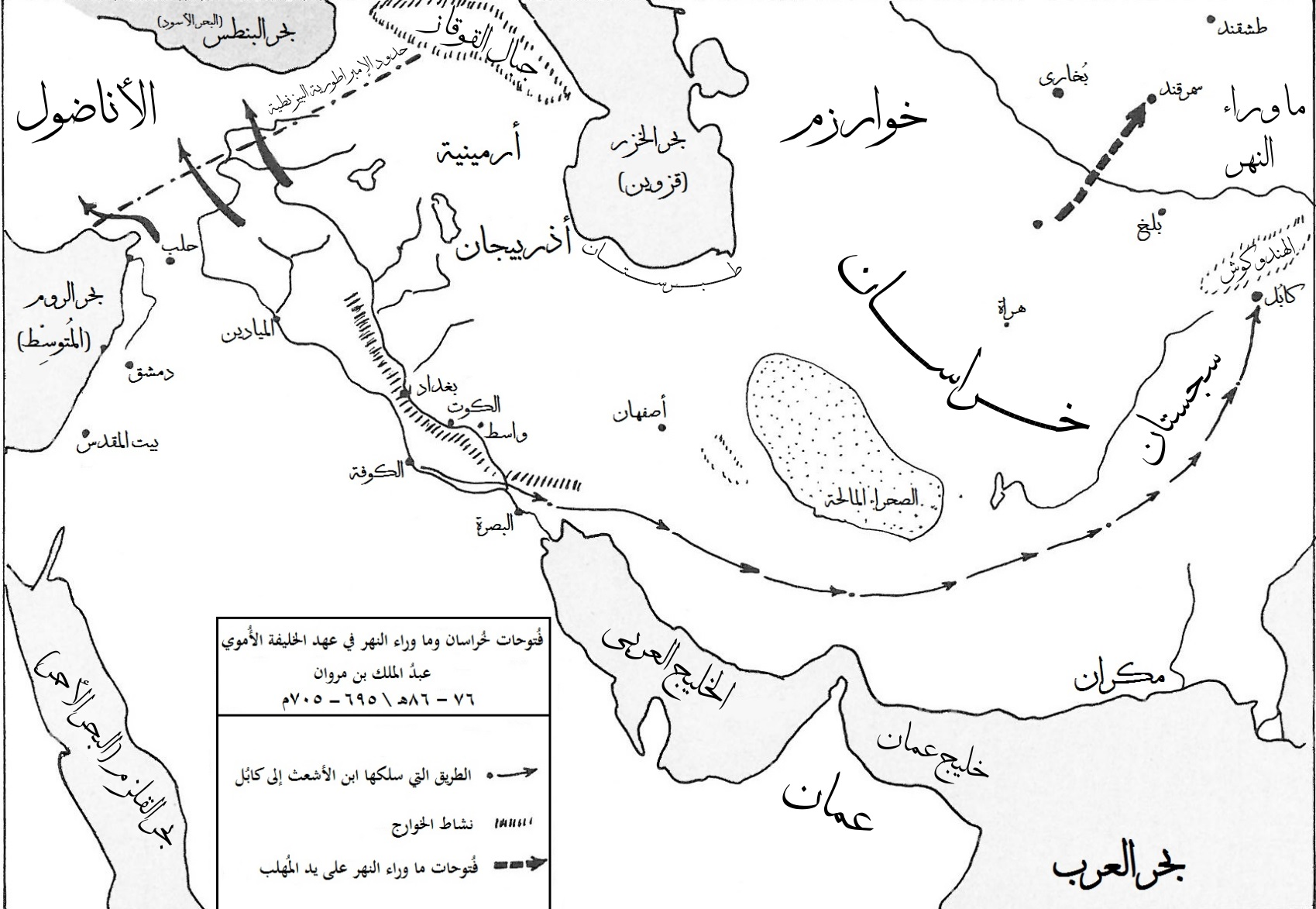
مسار فُتُوحات بلاد ما وراء النهر بِقيادة المُهلَّب بن أبي صفرة الأزدي، ومن بعده قُتيبة بن مُسلم الباهلي.

كانت الهيمنة الإسلاميَّة على أغلب أنحاء بلاد ما وراء النهر مُتزعزعةً بِفعل الفتن الداخليَّة التي قامت بين المُسلمين، فكانت المُدن والبلدات تنتفض على الحُكم الإسلامي بِمُجرَّد عودة المُسلمين إلى خُراسان وانشغالهم بِالحُروب الأهليَّة. فرأى قُتيبة أن يُنزل العِقاب بِهؤلاء الذين نقضوا العُهُود مع المُسلمين أولًا ثُمَّ يفتتح بلادًا جديدة، فعرض جُندهُ وحثَّهم على الجهاد وسار غازيًا من مرو باتجاه الشرق مع أعالي نهر جيحون في بلاد طُخارستان مارًا بِمُدن أندخوي وبلخ وخُلم حتَّى استقرَّ في الطالقان. ولمَّا كان في الإقليم المذكور أتاه دهاقين بلخ لِمُساعدته في عُبور النهر والسير معه إلى الحرب، فقطع الجيشان النهر ليجدا ملك الصغانيان «تيش» بالانتظار، فتلقَّى المُسلمين بِالهدايا والترحاب، ودعاهم إلى بلاده، وسلَّمها لِقُتيبة صُلحًا، وتذكر المصادر أنَّ ذلك كان بسبب سوء جيرة ملك شومان وأخرون، إذ كانت مُلُوك تلك البلاد تُهاجم الصغانيان باستمرار، والراجح أنَّ قُتيبة كان يُراسل ملك الصغانيان مُنذ فترة، واتفق معهُ على تسليم بلاده دون قِتال وأمَّنهُ على نفسه وذُريَّته وشعبه. ثُمَّ تقدَّم قُتيبة نحو أخرون وشومان وقد انضمَّ إلى جيشه الملك تيش ملك الصغانيان انتقامًا من ملك شومان عدُوُّه، فاضطرَّ الأخير إلى الاستسلام وقُبُول الصُلح بِشُروط قُتيبة، وحمل إليه فدية. بعد ذلك انصرف قُتيبة مع قسمٍ من جيشه عائدًا إلى مرو واستخلف على باقي الجُند أخاه صالح بن مُسلم، ففتح صالح بعد رُجُوع قُتيبة مُدن كاشان وأورشت وأخسيكث. وبِهذا استهلَّ قُتيبة بن مُسلم ولايته في خُراسان، فتمكَّن بعد هذه السلسلة من الحملات العسكريَّة الناجحة من تطويع جميع الذين انتفضوا على الحُكم الإسلامي، وأعاد فتح أقاليم طُخارستان والطالقان والصغانيان. ويبدو أنَّ متاعب قُتيبة مع أُمراء هذا الإقليم لم تنتهِ، خاصَّةً نيزك البرقشي صاحب باذغيس، الذي سبق وصالح المُسلمين في عهد المُهلَّب بن أبي صفرة، فقد استغلَّ نيزك هذا خُرُوج الجيش الإسلامي من المنطقة، فنقض الصُلح الذي أبرمهُ مع المُسلمين وكوَّن حلفًا من أُمراء طُخارستان ضدَّ الوُجود الإسلامي، فاضطرَّ قُتيبة إلى العودة إلى طُخارستان لِإخضاعه، وتمكَّن من القضاء على الحلف الذي شكَّله ثُمَّ قبض عليه وقتله.

### فتح بيكند
كانت خطَّة قُتيبة هي الشُرُوع بِالتحرُّكات العسكريَّة في الربيع والعودة قبل حُلُول الشتاء إلى مرو، لكي يُجنِّب الجُند الشتاء القاسي فيما وراء النهر ولكي يُعد العدَّة لِحملةٍ جديدةٍ ويُريح الجُنُود ويُعيد تنظيمهم. وكانت مدينة بيكند تقع على مسافة أربعين كيلومترًا إلى الجنوب الغريي من بُخارى على نهر زرفشان وعلى الطريق التجاري المُهم الذي يربط بُخارى بِمرو عبر مدينة آمُل على نهر جيحون. وكانت من أهم المُدن التجاريَّة بين الصين وبحر الخزر (قزوين) وخُراسان، علاوةً على أنها منطقة زراعيَّة إذ تقع في سهل بُخارى الغني بِمياه نهر زرفشان، وكانت المدينة مُحاطة بِأسوارٍ ضخمة وتحرسها حامية كبيرة. تقدَّم قُتيبة بِقُوَّاته المُسلمة مُعززة بِجُيُوشٍ من خُراسان وطُخارستان والصغانيان، وكان فيها حاكمُ بلخ وتيش الصغانيائي، فعبروا نهر جيون من جهة مدينة زم في خُراسان واتجهوا ناحية شمال غرب جيحون قاصدين بيكند. ولمَّا بلغت أنباء مسير المُسلمين وحُلفائهم لِحصار بيكند استعدَّت حاميتها وتجهَّزت، بينما استنجد حاكم المدينة بِالصغد، فأتوه في جمعٍ كثيرٍ من الشاش وأشروسنة وغيرها. ضرب المُسلمون الحصار على المدينة، وحاولوا اقتحام الأسوار لكنهم فشلوا لِمناعتها، ونظرًا لِمعرفة الأهالي بِطبيعة أراضيهم وتضاريسها، فقد تمكنوا مع حُلفائهم الصغد من تطويق الجيش الإسلامي المُحاصر، فقطعوا كافَّة خُطُوط مُواصلاته وبات في ضيقٍ شديدٍ، وانقطعت أخباره عن الحجَّاج في العراق. حاول الصغد حمل قُتيبة على التراجع، فأخذوا يُهاجمون المُسلمين يوميًّا، واتسمت هجماتهم بِالشدَّة الكبيرة، واستغلُّوا تفوقهم العددي على المُسلمين، لكنَّ قُتيبة كان يصُدُّهم في كُل مرَّة، فحاولوا ردِّه عبر بث الشائعات عن موت الحجَّاج، فقتل قُتيبة المدسوسين الذين قالوا أنَّ الحجَّاج مات لِيُحاولوا إضعاف همَّة المُسلمين، وأمر أصحابهُ في الجدِّ بِالقتال، فهاجموا الصغد والتحموا معهم وقاتلوهم قتالًا شديدًا انتهى بِهزيمة الصغد هزيمة نكراء، ففرَّ قسمٌ منهم فيما حاول قسمٌ آخر اللُجوء إلى بيكند، فقُتل منهم خلقٌ كثير. حاول قُتيبة بعد ذلك نقر الأسوار وثقبها، فأمر الفَعَلة (فئة من الجُند مسؤولين عن إصلاح الطُرق وقطع الأشجار وما إلى ذلك) أن يقوموا بِفتح ثغراتٍ في أسفل الأسوار، إلَّا أنَّ حامية المدينة طلبت الصُلح، فوافق قُتيبة وصالحهم بعد أن حاصر المدينة خمسين يومًا، وعيَّن لها حاكمًا من قادة الجيش هو ورقة بن نصر، وعاد إلى مرو. وما أن ابتعد المُسلمون عن بيكند 5 فراسخ - أي 30 كيلومترًا - حتَّى وصلتهم الأخبار تُفيد بِنقض بيكند لِلصُلح ومقتل ورقة بن نصر، فاستدار قُتيبة بِالجيش وعاد إلى المدينة، فحاصرها شهرًا ونصب عليها المجانيق هذه المرَّة، وضرب أسوارها، فحاولت حاميتها طلب الصُلح مُجددًا لكنَّ قُتيبة رفض وأصرَّ على فتح المدينة عنوةً، واستمرَّ يضرب الأسوار حتَّى هدمها، فاقتحم المُسلمون المدينة وقبضوا على الحامية العسكريَّة وأعدموا كُل أفرادها. وكانت حامية بيكند مُدججة بِالسلاح وفيها مخازن ومُستودعات كبيرة لِلأسلحة، لِهذا قرَّر قُتيبة مُصادرة الأسلحة لِتسليح الجُنُود المُسلمين، وكان فتح بيكند في سنة 78هـ المُوافقة لِسنة 706م.

### فتح نُومشكث وكرمينية ورامتنة
استقرَّ قُتيبة في مرو أيام الشتاء للراحة وإنجاز الاستحضارات الإداريَّة لِجيشه وإعداد رجاله لِلقتال، فلمَّا كان الربيع ندب الناس واستعَّد لِلسير لِفتح بلادٍ جديدةٍ. ونظرًا لِلتجربة التي خاضها المُسلمون في فتح بيكند، ولِتفوُّق الصغد وحُلفائهم من التُرك والأشروشيين عدديًّا، اتخذ قُتيبة بن مُسلم قرارين مُهمين في سير الحركات العسكريَّة، وهُما أن يتقدَّم بِبُطءٍ وحذرٍ، وأن يعزل بُخارى، وذلك بِفتحها لِوحدها مُستقبلًا. وفي سنة 88هـ المُوافقة لِسنة 706م، تقدَّم الجيش الإسلامي من مرو وعبر نهر جيحون من رم، ففتح نومشكث وكرمينية صُلحًا، وهُما إلى الشرق من بُخارى، ثُمَّ تقدَّم قُتيبة إلى رامتنة الكائنة شمال بُخارى فاستسلمت دونما قتال وقبلت الصُلح، فعاد المُسلمون أدراجهم. وكان ملكُ الصغد الجديد «وردان خُذاه» - الذي خلع طغشاد ابن خاتون عن العرش - قد استنجد بِجيرانه حُكَّام الدُول والدُويلات الشرقيَّة من التُرك والفرغانيين والأشروشيين والأويغوريين، فتقدَّم جيشٌ عظيمٌ من هؤلاء الحُلفاء، بلغ تعدادهم مائتيّ ألف بِقيادة قاپاغان خاقان التُرك، وهاجموا مُؤخرة الجيش الإسلامي وأخذوا منهم الأسلحة والأدوات النُحاسيَّة التي حملوها معهم، وكان على السَّاقة (مُؤخرة المُؤخرة) عبدُ الرحمٰن بن مُسلم شقيق قُتيبة، فقاتل العدو حتَّى كاد يُهزم، إلَّا أنَّ ظُهُور قُتيبة بنفسه في ميدان المعركة رفع من معنويَّات الجُنُود، ودارت معركة طاحنة بين المُسلمين وجيش الحُلفاء المذكور استمرَّت حتَّى الظهر، وتلقَّى هؤلاء طعنات ساحقة فاضطرُّوا إلى التراجع نحو الشرق، فأعاد قُتيبة تنظيم قطاعاته العسكريَّة واستمرَّ في انسحابه نحو مرو.

### الفتح النهائي لِبُخارى
في سنة 89هـ المُوافقة لِسنة 707م، كان قُتيبة بن مُسلم قد عزل بُخارى بعد أن أخضع في السنة الماضية المناطق المُحيطة بها، فكتب إلى الحجَّاج بن يُوسُف الثقفي يُخبره ويصف لهُ المدينة وإقليمها وصفًا دقيقًا، فأرسل لهُ الحجَّاج توصياته بِالتحرُّكات العسكريَّة القادمة، وأوَّلُها التقدُّم نحو قرية وردانة الكائنة إلى الشمال من بُخارى. ووردانة هذه كانت مقر حُكم وردان خُذاه الذي اغتصب مُلك بُخارى من طغشاد بن خاتون، ثُمَّ نزح عنها إلى بُخارى. تقدَّم قُتيبة بِجيشه نحو وردانة، وما أن عبر نهر جيحون من ناحية زم، حتَّى لقيه الصغد وأهل كش ونسف وقاتلوه، فانتصر عليهم، ومضى إلى الأمام ونزل قرية خرقانة السُفلى على يمين وردان، لِيكتشف أنَّ ملك بُخارى قد جمع لهُ جمعًا غفيرًا من الصغديين وغيرهم، فتقاتل الجمعان قتالًا شديدًا دام يومين وليلتين، وكان النصر في النهاية إلى جانب المُسلمين، فدحروا الأعداء وطاردوا وردان خُذاه حتَّى أجبروه على الاحتماء في قرية وردانة والتحصُّن بها، ولم يتمكَّن قُتيبة من الظفر بِالملك المهزوم، فتركه وعاد إلى مرو لِإعادة تنظيم الجيش. وكتب قُتيبة إلى الحجَّاج يُخبره بما حدث، فأتاه ردٌ من الحجَّاج شديد اللهجة يأمره فيه بالتوبة عن انصرافه عن ملك بُخارى، ثُمَّ أمره أن يصف له المدينة كأنه يراها ففعل قُتيبة، وردَّ الحجَّاج بِرسالةٍ نصح فيها أن تبدأ التحرُّكات العسكريَّة بِتطهير منطقة كش، ثُمَّ مُهاجمة مدينة نسف، ثُمَّ مُهاجمة قرية وردانة، وأن يحرص قُتيبة على أن لا يُطوَّق جيشه، وأن يُسرع نحو أهدافه بِخطٍ مُستقيمٍ ويتجنَّب مُنعطفات الطُرق، وعرَّفهُ بِالموضع الذي يجب أن يدخل المدينة منه.

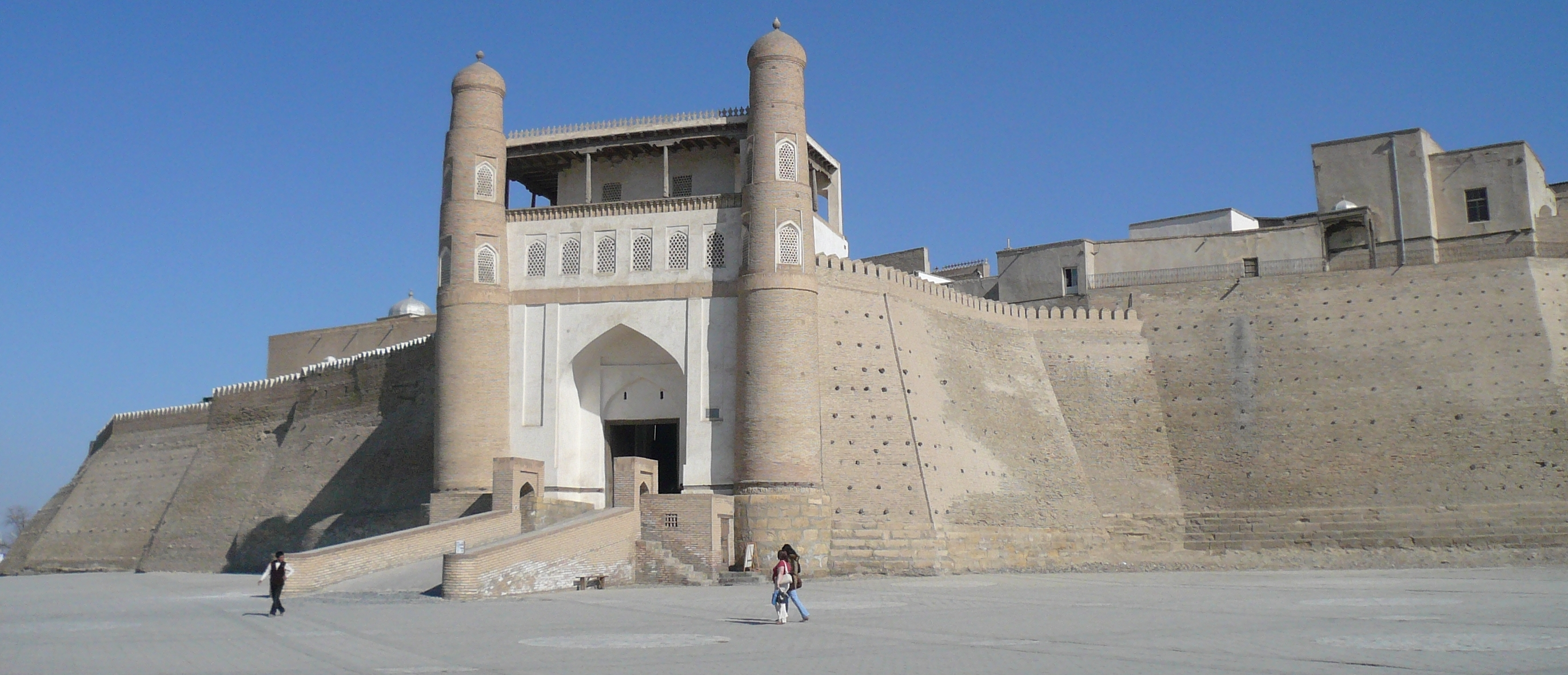
بوَّابة بُخارى القديمة التي دخل منها المُسلمون إلى المدينة بُعيد فتحها.

تقدَّم قُتيبة بِجيشه سنة 90هـ المُوافقة لِسنة 707م، فتمكَّن من تطويق بُخارى وضرب الحصار عليها، فأرسل وردان خُذاه إلى الصغد والتُرك ومن حولهم يستنصرهم، فأتوه في جُموعٍ غفيرة. وتشجَّعت حامية بُخارى لمَّا رأت الإمدادات، فخرجوا إلى المُسلمين لِيُقاتلوهم، فدار أعنف قتال شهدتهُ المعركة بين الجيش الإسلامي وحُلفاء بُخارى، وحاول قُتيبة دحر الحُلفاء بِهجماتٍ مُتتاليةٍ دونما طائل، لِذلك قرَّر أن يُقدِّم الفرقة الأزديَّة في مُحاولةٍ لِخرق صُفوف الأعداء، فقاتلت الفرقة الأزديَّة قتالًا ضاريًا بِهجماتٍ مُتتاليةٍ إلَّا أنها فشلت في تحقيق أهدافها، فأوعز لها قُتيبة بِمُواصلة القتال ريثما دفع بِكتائب الخيَّالة الإسلاميَّة بِحركة إحاطة التُرك من الجانبين (تكتيك الكمَّاشة)، فأثَّرت الإحاطة الراكبة هذه على الموقف، وتراجع الحُلفاء إلى مُرتفعٍ عبر نهر زرفشان. ثُمَّ أوعز قُتيبة إلى الفرقة التميميَّة بِالتقدُّم وعُبُور النهر وتأسيس رأس جسر وإزاحة المُقاومة الصغديَّة على التل، فتقدَّم قائد الفرقة وكيع بن حسَّان بن قيس التميميّ وتمكَّن من دفع العدوِّ إلى ما وراء النهر، ثُمَّ أمر وكيع بِنصب جسرٍ من خشب على الزرفشان، فعبر الفُرسان المُسلمين النهر ودارت بينهم وبين الصغديين والتُرك معركة عنيفة صمد فيها الصغديُّون والأتراك، ولِإزالة المُقاومة، طلب وكيع بن حسَّان من قائد فرقة الخيَّالة هُريم بن أبي طلحة القيام بِحركة إحاطة لِلموقع بغية إشغال العدوّ وجلب انتباهه لِحركة الإطاحة والتطويق، فدار قتالٌ عنيفٌ على المُرتفع تخللهُ مُهاجمة وكيع لِلتُرك وهم غافلون، فانهزموا وتراجعوا بِغير انتظام، ولكي يضرب قُتيبة ضربته الحاسمة، أوعز بِمُطاردة شديدة لِلعدوّ. وُجرح في تلك المعركة قاپاغان خاقان وابنه. ولم يلبث ملك بُخارى أن طلب الصُلح، إلَّا أنَّ قُتيبة رفض وأعدَّ كمينًا لِكي يهجم على الباب فور فتحه وأخذ المدينة عنوةً، وبعد أن فتحت حامية بُخارى الباب هاجمها الفُرسان المُسلمون وتغلبوا عليها، فدخل المُسلمون المدينة فاتحين. وفي روايةٍ أُخرى أنَّ قُتيبة قبل الصُلح ودخل المدينة دون قتال مع حاميتها. ولمَّا دخل قُتيبة بُخارى، أعاد طغشاد بن خاتون على عرشها، فأسلم الأخير وصفا لهُ المُلك وبقي على عرش مدينته ثلاثين سنة، أمَّا وردان خُذاه فقد هرب إلى تُركستان ومات هُناك بعد فترة.

### فتح شومان وكش ونسف
قضى قُتيبة سنتيّ 90 و91هـ في توطيد الأمن ببعض أنحاء أفغانستان بعد الفتن التي قامت فيها نتيجة مقتل نيزك البرقشي سالِف الذِكر. وفي أواخر سنة 91هـ المُوافقة لِسنة 709م، سار قُتيبة إلى مدينة شومان بعد أن طرد ملكها عامل قُتيبة من عنده، وأشهر عصيانه وامتنع عن أداء الجزية. فأرسل قُتيبة رسولين: أحدهُما من العرب اسمه عيَّاش بن عبد الله الغنوي، والآخر خُراساني، يدعُوان ملك شومان أن يُؤدِّي ما كان صالح عليه؛ فخرج أهلها ورموهما بِالنِّبال، فانصرف الخُراساني وقاتلهم عيَّاش حتَّى قُتل. وبلغ قُتيبة قتله، فسار إلى شومان بِنفسه وأرسل صالح بن مُسلم أخاه إلى ملكها وكان صديقًا له، يأمره بِالطَّاعة ويضمن لهُ رضا قُتيبة إن رجع إلى الصُلح، فأبى وقال أنَّهُ أمنع المُلُوك حصنًا وأنَّهُ لا يخشى حصار المُسلمين لِدياره، فأتاهُ قُتيبة فوضع عليه المجانيق ورمى الحصن فهشَّمه تهشميًا. وخاف الملك أن يدخل إليه المُسلمون، ففتح القلعة وخرج لِقتالهم، فقاتلهم حتَّى قُتل، وفتح قُتيبة القلعة عنوة. سار المُسلمون بعد ذلك إلى كش ونسف ففتحوها صُلحًا، وامتنعت عليهم الفارياب، فأحرقها قُتيبة وسُمِّيت «المُحترقة». وسيَّر قُتيبة من كش ونسف أخاه عبدُ الرحمٰن إلى الصغد وملكُها طرخون، فقبض عبدُ الرحمٰن من طرخون ما كان صالحهُ عليه قُتيبة، ورجع إلى قُتيبة بِبُخارى، فرجعوا إلى مرو.

### الفتح النهائي لِخوارزم
في سنة 93هـ المُوافقة لِسنة 711م، تقدَّم قُتيبة من مرو وعبر جيحون مُتجهًا نحو خوارزم بناءً على طلب ملكها. وكان هذا الملك ضعيفًا فغلبهُ أخوه «خُرَّزاد» الأصغر منه سنًا وسيطر على مقاليد الأُمور في البلاد، فطغى وتجبَّر وعاث فسادًا في خوارزم، ولم يكن الملك قادرًا على ردعه، واشتكى إليه الكثير من الناس حتَّى امتلأ غيظًا، فراسل المُسلمين يطلب المدد واتفق مع قُتيبة في السر أن يُسلِّمهُ أرضه، وبعث إليه بِمفاتيح مدائن خوارزم، واشترط عليه أن يُسلِّمه شقيقه الطاغية كي يحكم فيه بنفسه، وأن يُساعده أيضًا في القضاء على ملكٍ مُجاورٍ له يُدعى «خام جرد» كان من ألد أعداءه ويغزوه باستمرار، ومُقابل ذلك يسمح الملك لِلمُسلمين بِدُخول خوارزم وينضم إليهم برجاله وعتاده كحليفٍ مُهمٍ في بلاد ما وراء النهر. أشاع قُتيبة - قبل مسيره نحو خوارزم - أنهُ يهدف التقدُّم نحو الصغد، وقد ساعد ذلك ما تحدَّث به ملك خوارزم لِشعبه، بأنَّ قُتيبة يُريد الصغد وليس خوارزم، وما هي إلَّا عدَّة أيَّام حتَّى استدار قُتيبة بِجيشه نحو الغرب فوصل إلى مدينة «هزار أسپ» على جيحون، وعند هذه النُقطة فقط تنبَّه أهالي خوارزم لِلخطر، فاجتمع أصحاب الملك لمُناقشة الموقف وطالبوا قتال المُسلمين، لكنَّ الملك رفض وعلَّل رفضه بأنَّ المُسلمين هزموا من هم أقوى وأشدُّ شوكةً من الخوارزميين، وأنَّ الجُنُوح إلى السلم أفضل. فسار ملك خوارزم بِجيشه إلى مدينة الفيل، وهي أحصن بلاده والمُواجهة لِمدينة هزار أسپ التي فيها قُتيبة، واتفقا على أن يدفع الخوارزميُّون عشرة آلاف رأس غنم على أنَّ يُعيِّن قُتيبة الملك الخوارزمي على مملكة خام جرد عدُّوه. ولمَّا كان خُرَّزاد قد التجأ إلى خام جرد، فقد أرسل قُتيبة جيشًا بِقيادة أخيه عبد الرحمٰن بن مُسلم، فقضى على جيش خام جرد، وعاد بِأربعة آلاف أسير بينهم شقيق ملك خوارزم وسلَّمهم له، وولَّى قُتيبة أخاه عبد الله بن مُسلم حاكمًا على خوارزم، ثُمَّ قفل وعاد إلى هزار أسپ.

### الفتح النهائي لِسمرقند

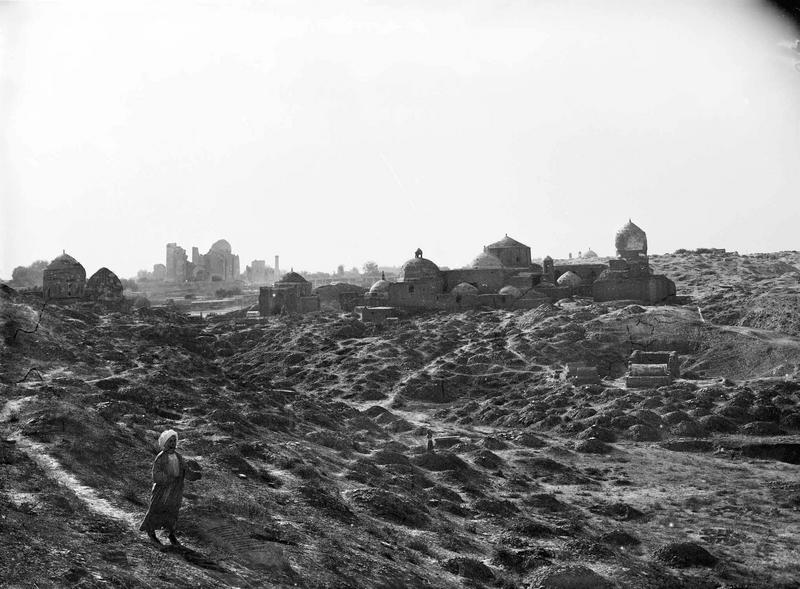
أطلال سمرقند القديمة التي فتحها المُسلمون بِقيادة قُتيبة بم مُسلم الباهلي سنة 93هـ المُوافقة لِسنة 711م.

كانت سمرقند تُشكِّلُ أمنع حُصُون الصغد وأقوى المُدن الحصينة في بلاد ما وراء النهر، وكان ملكها «غورك» قد استولى على الحُكم بعد مقتل ملكها «طرخون» الذي سبق أن قبل بِالصُلح مع المُسلمين، ولقَّب نفسهُ بِلقب «قيصر الصغد». ويبدو أنَّ أهل الصغد ثاروا على طرخون بسبب قُبُوله الصُلح مع المُسلمين، فاتهموه بالرضاء بِالذُل واستطياب الجزية رُغم كِبر سنِّه، فحبسوه وولُّوا غورك، فقتل طرخون نفسه. جمع قُتيبة الفرق العسكريَّة الإسلاميَّة وألقى فيهم خطابًا أوضح فيه أنَّ بلاد الصغد شاغرة، وأنَّهم قد نقضوا العهد ونكَّلوا بِالحامية المُسلمة، وأنهُ قد عزم على فتح سمرقند، فقال: «إِنَّ الله قَد فَتَحَ لَكُمُ هَذِهِ البَلدَة فِي وَقتٍ الغَزوُ فِيهِ مُمكِنٌ، وَهَذِهِ سَمَرَقَندُ شَاغِرَةٌ بِرِجْلِهَا، قَد نَقَضُوا العَهدَ الذِي كَانَ بَينَنَا، مَنَعُونَا مَا كُنَّا صَالَحَنَا عَلَيهِ طَرَخُونَ، وَصَنَعُوا بِهِ مَا بَلَغَكُم، وَقَد قَالَ الله: ﴿فَمَن نَّكَثَ فَإِنَّمَا يَنكُثُ عَلَى نَفْسِهِ﴾، فَسَيرُوا عَلَى بَرَكَةِ اللهِ، فَإنِّي أَرجُو أَن يَكُونَ خُوَارِزمُ وَسَمَرَقَندُ كَالنَّضِيرِ وَقُرَيظَة، وَقَد قَالَ الله: ﴿وَأُخْرَىٰ لَمْ تَقْدِرُوا عَلَيْهَا قَدْ أَحَاطَ اللَّهُ بِهَا ۚ﴾». وفي صباح اليوم التالي أرسل قُتيبة أخاه عبدُ الرحمٰن إلى مرو على سبيل التمويه، ثُمَّ كتب إليه في المساء يُخبره أن يتوجَّه نحو سمرقند وأنَّهُ في أثره. ثُمَّ تقدَّم قُتيبة فوصل سمرقند بعد عبد الرحمٰن بِثلاثة أو أربعة أيَّام، وقدم معهُ أهلُ بُخارى وخوارزم، فحاصر المدينة شهرًا تخللها بعضُ القتال. استنجد غورك ملك الصغد بعد خوفه من طول الحصار بِملك الشاش وبِملك فرغانة، وكتب إليهما يقول: «إِنَّ العَرَبَ إِن ظَفَرُوا بِنَا عَادُوا عَلَيكُمُ بِمِثلِ مَا أَتُونَا بِهِ، فَانظُرُوا لِأَنفُسِكُم». فأجمع ملك الشاش وفرغانة على نجدة الصغد، وأرسلا يقولان له أن يُشاغل قُتيبة ومن معه كي يُفاجئونهم على حين غرَّة. حاول قُتيبة اقتحام المدينة عدَّة مرَّات إلَّا أنَّهُ كان يصطدم بِمُقاومةٍ عنيفةٍ، وقد بذل الطرفان جُهدًا جبَّارًا في الصراع من أجل النصر، لِأنَّ الطرفان كانا يعتبران معركة سمرقند حاسمة.

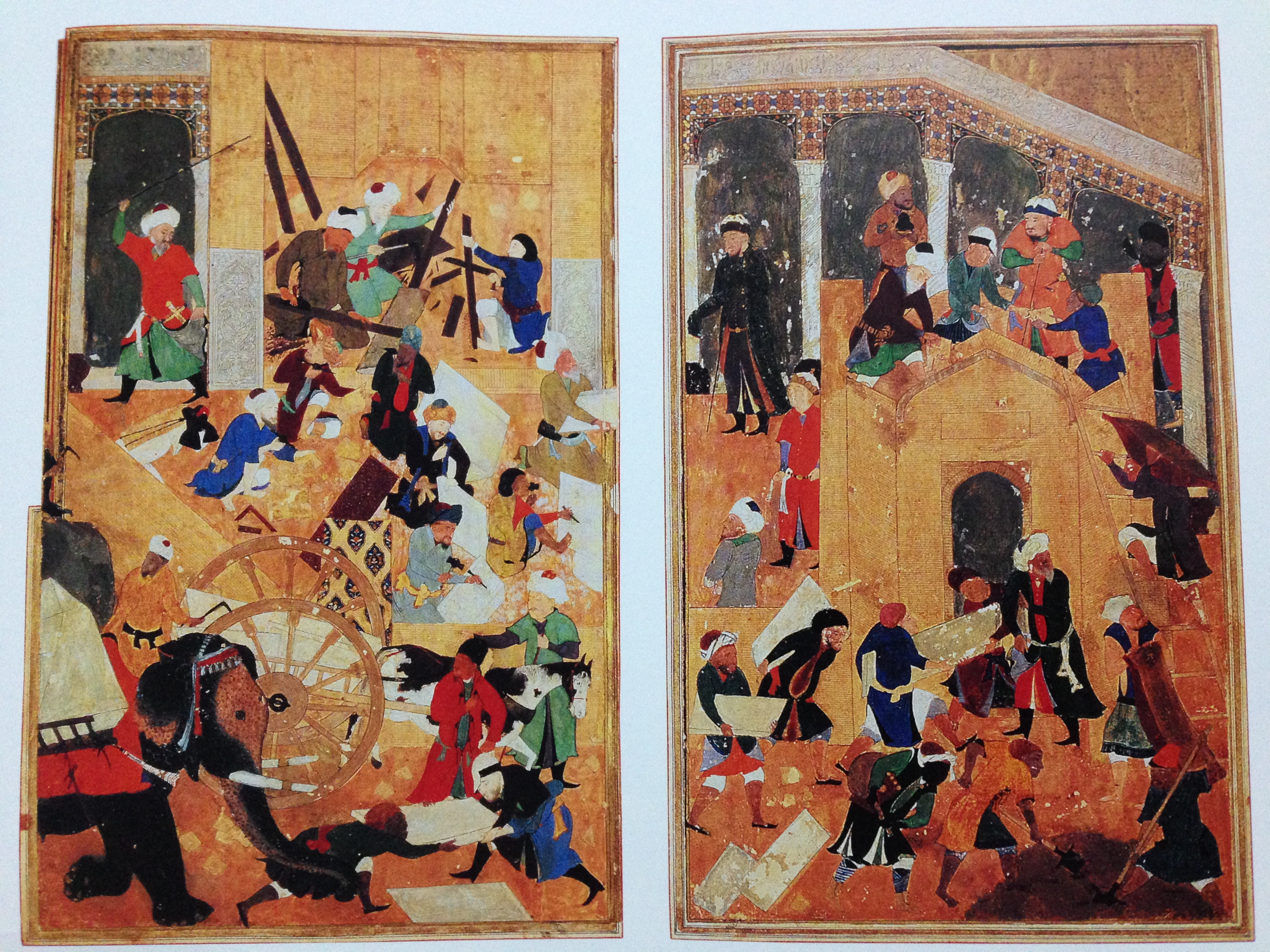
رسمٌ يرجع لِحوالي سنة 1480م، في عهد سلاطين المغول المُسلمين، يُصوِّرُ بناء مسجد سمرقند الذي عُرف لاحقًا بِـ«مسجد قُتيبة».

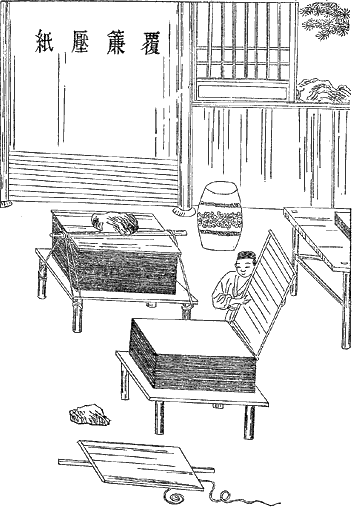
نموذج عن مصانع الورق التي عرفها المُسلمون بُعيد فتحهم سمرقند ونقلوها إلى دمشق وغيرها من الحواضر في المشرق العربي والمغرب والأندلُس وصقلية خِلال العصر العبَّاسي، ومنها انتقلت إلى أوروپَّا خِلال القرن الثاني عشر الميلادي.

ولمَّا طال حصار المُسلمين لِلمدينة تمكَّنت النجدات التُركيَّة من الشاش وأشروسنة وفرغانة من الوُصُول إلى ميدان المعركة، وانتخب الفرغانيُّون والشاشيُّون خيرة جُنُودهم وفُرسانهم وأبطالهم وكان من بينهم أبناء الخاقان والأُمراء، وولُّوا قيادة جيش النجدة هذا لِلابن الأصغر لِخاقان التُرك واسمه «إينال خاقان»، تقديرًا منهم أنَّ النصر واجب وضروري في هذه المعركة. عندما بلغ قُتيبة نبأ النجدات القادمة باتجاه سمرقند لِفك الحصار عنها، انصرف إلى دراسة الموقف العسكري مُجددًا، وعلى ضوء الظُرُوف الجديدة والقوى الكبيرة التي ستدخل ميدان الصراع، لِذلك انتخب قُتيبة ستمائة فارس من خيرة فُرسان المُسلمين، وشكَّل منهم كتيبة بِقيادة أخيه صالح بن مُسلم، وأمرهُ أن يتقدَّم على الطريق ويكمن على مسافة فرسخين (12 كيلومترًا) وأن يقطع رتل النجدات بِهُجُومٍ ليليٍّ مُباغتٍ. تحرَّك صالح وكتيبته، وقرَّر بعد استطلاع المنطقة الكائنة شرقيّ سمرقند تقسيم الكتيبة إلى قسمين: أحدهُما يمين الطريق والآخر يساره. ولمَّا وصل جيشُ التُرك وجاز في منطقة الكمينين لِمُدَّةٍ مُناسبةٍ، باشر الكمينان بِهُجومٍ صاعقٍ ليلًا، فبوغت التُرك مُباغةً تامَّة وانتشرت الفوضى في صُفوفهم، وقُتل منهم الكثير، وكان قُتيبة قد سحب أكثر فرقه العسكريَّة من وراء أسوار سمرقند بسريَّةٍ تامَّة وشنَّ هُجُومًا صاعقًا على جبهة رتل العدو لِيُخفف الضغط على كتيبة أخيه، فدارت أشرس معارك ما وراء النهر في تلك الليلة، وخرج منها المُسلمون مُنتصرين. وبعد هذا النصر، عاد قُتيبة مُسرعًا إلى أسوار سمرقند، وقرَّر أن يدُكَّها ويفتح المدينة مهما كلَّف الأمر، فنصب عليها المجانيق ورمى أسوارها ليلًا نهارًا حتَّى أحدث فيها ثلمة، ولمَّا رأى أهل سمرقند أنَّ لا سبيل لهم إلى زحزحة المُسلمين عن هذه الثلمة وأنَّ مدينتهم على وشك أن تؤخذ عنوةً، أرسلوا وفدًا إلى قُتيبة يطلبون منه الصُلح، فصالحهم قُتيبة على مبلغٍ من المال يُؤدونه لِلمُسلمين كُل عام، وأن يُخلوا المدينة من المُقاتلين، وأن يبني فيها مسجدًا، فيدخل ويُصلَّي فيه ويخطب فيه كُلَّما أراد، وأن تُهدم بُيُوت النيران المجوسيَّة وتُزال الأصنام، فقبل الأهالي وقبل الملك غورك، فاستسلم وفتح أبواب المدينة ودخلها المُسلمون. وحرص قُتيبة على تحطيم هياكل المجوس بنفسه، وبنى المسجد وصلَّى فيه، وأبقى حاميةً مُسلمةً كبيرةً داخل سمرقند وجعل عليها عاملًا مُسلمًا، وأعلن قسمٌ من الأهالي إسلامهم بعد ما رأوا أنَّ أحدًا لم يتعرَّض لهم أحد في أنفسهم وعائلاتهم وأموالهم، وترك غورك حاكمًا عليها لِدرايته بِشُؤونها، إلَّا أنَّ الأخير فضَّل الرحيل عنها بعد مُدَّة، ويظهر أنَّهُ لم يستحمل تدمير الأصنام المجوسيَّة بِرمزيَّتها الكبيرة، كما أنَّ الكثير من تلك الأصنام كان يُحلَّى ويُطعَّم بِالذهب، فأذابهُ قُتيبة وجمعهُ فكان أكثر من خمسين ألف مثقال.
كان فتحُ سمرقند سنة 93هـ المُوافقة لِسنة 711م، وتكمن أهميَّة هذا الحدث أنَّ المدينة ضمَّت مصنعًا لِلورق، وهي صناعةٌ صينيَّةٌ نقلتها جماعةٌ من الحرفيين الصينيين إلى هذه المدينة، فحمل المُسلمون هذه الصناعة إلى دمشق ثُمَّ إلى بغداد بعد ذلك في العصر العبَّاسي، وإلى القاهرة والمغرب وصقلية والأندلُس، ومنها انتقلت إلى أوروپَّا في القرن الثاني عشر الميلادي.

### فتح الشاش وفرغانة
بعد أن عاد قُتيبة إلى مرو فور انتهائه من فتح سمرقند، وجد أنَّهُ من المُستحيل استتباب الأمن والنظام ما لم يقضِ نهائيًّا على جُيُوش الدُويلات الثلاث الباقية إلى الشرق من الصغد، وهي الشاش وعاصمتها «بنكث» (أو «الطاربند» عند البلاذري)، وأشروسنة وعاصمتها خُجندة، وفرغانة وعاصمتها «أخسيكث». وكانت خطَّته تقضي بِالتقدُّم على جميع تلك الدُويلات في آنٍ واحدٍ، وكان هدفه تجميد القُوَّات العسكريَّة لِكُل دويلةٍ داخل حُدودها، وعدم السماح لهم بِنجدة الواحدة لِلأُخرى، لِذلك وضع خطَّة لِلتقدُّم بِرتلين: الأوَّل هو الرتل الجنوبي بِقيادته هو نفسه، يتقدَّم على طريق سمرقند - خُجندة - فرغانة - قاسان، وكان الرتلُ مُؤلفًا من العرب المُسلمين - إذ أنَّهُ توقَّع مُقاومةً شديدةً، سيَّما وأنَّهُ سيقوم بِحركات ضدَّ دولتين، أمَّا الرتل الشمالي فتألَّف من مُحاربي المناطق المفتوحة من مُسلمي خوارزم وبُخارى وسمرقند وكش ونسف وغيرهم، وتقدَّم على طريق سمرقند - طشقند، على أن يلتقي بِالرتل الجنوبي في قاسان. وفي سنة 94هـ المُوافقة لِسنة 712م، تقدَّم قُتيبة من مرو عابرًا نهر جيحون، وتوجَّه إلى منطقة الحشد العسكري في سمرقند، ومنها سار على رأس الرتل الجنوبي على محور سمرقند - خُجندة فأخضعها بعد معارك شديدة، كما قام بِحركاتٍ في المناطق الجبليَّة من أشروسنة بِالإضافة إلى سُهُولها لِفتح كُل أراضي الدُويلة، ثُمَّ اندفع نحو خُجندة - فرغانة، ففتح فرغانة بعد عدَّة معارك مع الفرغانيين، ولم يلقَ أي مُقاومة تُذكر في تلك الدُويلة. وتقدَّم الرتل الشمالي على محور سمرقند - طشقند فخاض معركةً عنيفةً حول عاصمة الشاش التي أبدت مُقاومةً شديدةً انتهت بِإحراقها، ولِلقضاء على أي مُقاومة تُذكر في بلاد الشاش، دفع قُتيبة الرتل الشمالي إلى مدينة إسفيجاب (جيمكند أو شيمكنت المُعاصرة) الكائنة على مسافة 120 كيلومترًا إلى الشمال من طشقند، ففتحها الرتل ثُمَّ انحدر جنوبًا عائدًا إلى قاسان حيثُ التقى بِالرتل الجنوبي الذي وصلها قبله، وانصرفت الجُمُوع عائدةً إلى مرو لِقضاء فصل الشتاء. وفي سنة 95هـ المُوافقة لِسنة 713م، أرسل الحجَّاج بن يُوسُف إلى قُتيبة جيشًا من العراق، فغزا بهم الشاش مُجددًا نظرًا لِوُجود تمرُّدٍ قضى عليه بِسُهولة، وبينما هو بِالشاش بلغهُ نبأ وفاة الحجَّاج، فاغتمَّ لِموته وحزن حُزنًا شديدًا، ورثاهُ قائلًا:
وأدرك الخليفة الوليد بن عبد الملك تأثير وفاة الحجَّاج على قُتيبة، فبعث لهُ بِرسالة مُواساةٍ وتشجيعٍ وثناء، قال فيها: «قَد عَرَفَ أَميرُ المُؤمِنِينَ بَلَاءَكَ، وَجَدَّكَ فِي جِهَادِ أَعدَاءِ المُسلِمِين، وَأَميرُ المُؤمِنِين رَافِعُك، وَصَانِعٌ بِكَ كَالذِي يَجِبُ لَك، فَالمِم مَغَازِيَكَ، وَانتَظِر ثَوَابَ رَبِّكَ، وَلَا تَغِيبَ عَن أَمِيرِ المُؤمِنِينِ كُتُبِك، حَتَّى كَأنِي أَنظُرُ إِلَى بِلَادِكَ وَالثَّغرُ الذِي أَنتَ بِهِ». فأحدثت تلك الرسالة أثرًا طيبًا في نفس قُتيبة.

### فتح كاشغر

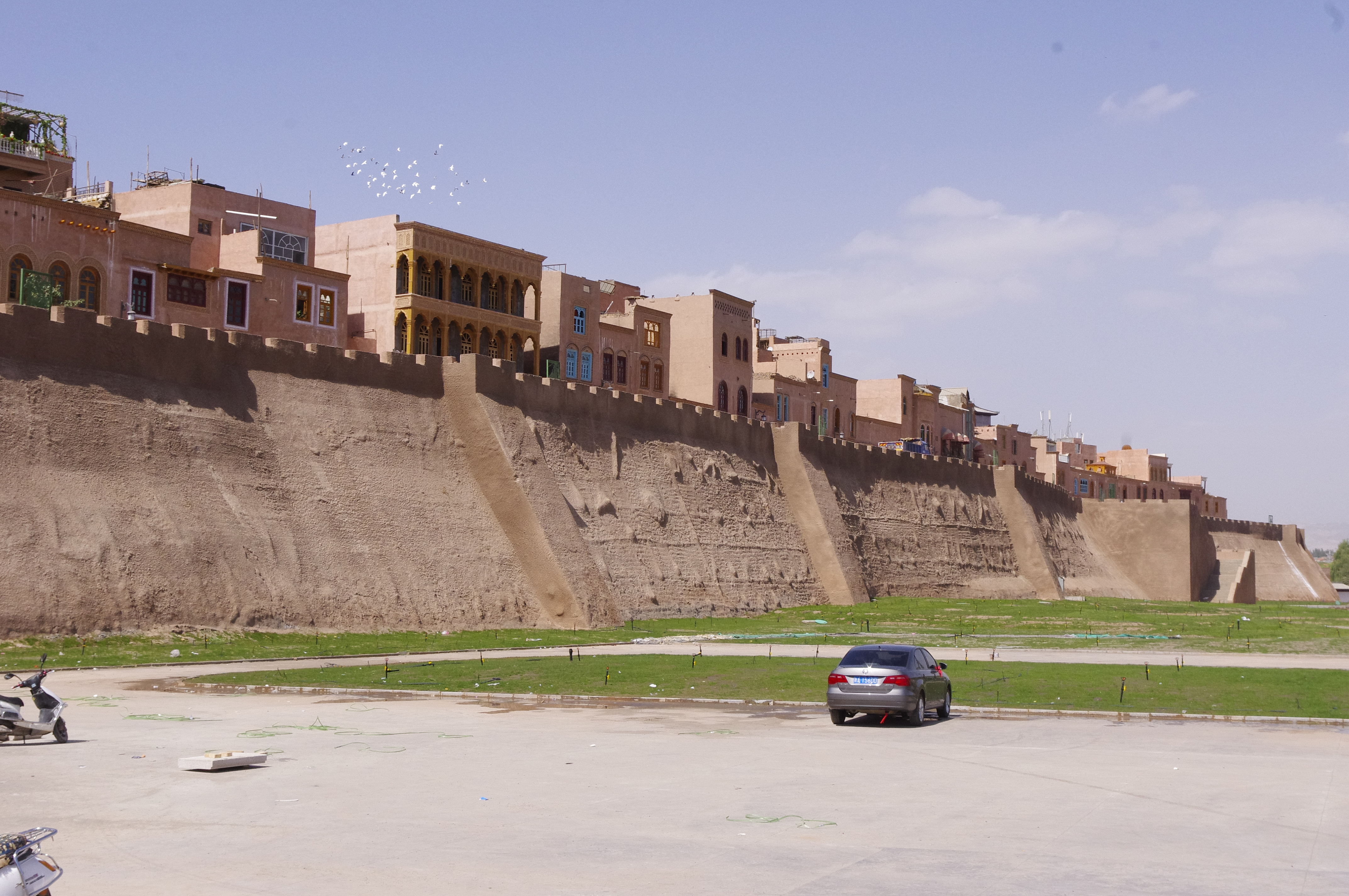
أسوار مدينة كاشغر القديمة التي حاصرها المُسلمون وافتتحوها، فكانت آخر ما فُتح من بلاد ما وراء النهر.

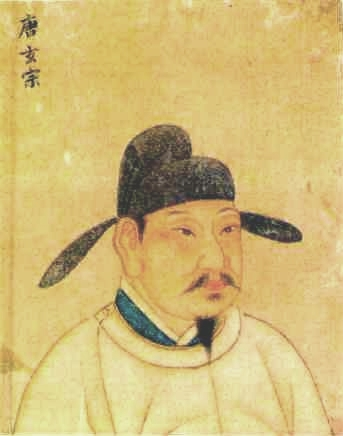
إمبراطور الصين شوانزونگ، أرسل إليه قُتيبة بن مُسلم سفارة لِأغراضٍ سياسيَّة وتجاريَّة.

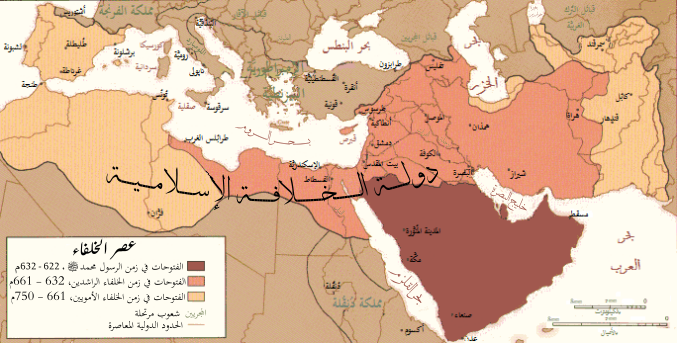
حُدود الدولة الأُمويَّة التقريبيَّة بعد تمام فُتُوحات بلاد ما وراء النهر والأندلُس، مع بيان الحُدُود التقريبيَّة لِديار الإسلام خلال العصر النبوي وعصر الخُلفاء الراشدين.

بعد تمام فُتُوحات الشاش وفرغانة، حوَّل قُتيبة أنظاره ناحية الصين، وهي ما يلي تلك المناطق من بلاد، وشجَّعهُ على ذلك الوضع السياسي المُضطرب في تُركستان الشرقيَّة، إذ كان الأُمراء الأويغوريين مُتفرقين وفي تناحُرٍ مُستمرٍ فيما بينهم، فوجد بِذلك قُتيبة فُرصةً طيِّبةً لِلتقدُّم إلى بلادهم وفتح ما تيسَّر منها. ويبدو أنَّ قُتيبة أراد تحقيق إنجاز إسلامي على الحُدُود مع الصين، في مُقدمته ردع أُمراء الأويغور من التدخُّل في المناطق المفتوحة حديثًا، سيَّما وأنهم كثيرًا ما ساندوا حُكَّام فرغانة في معاركهم. وضع قُتيبة مدينة كاشغر نصب عينيه أولًا، وكانت خطَّته لِلتقدُّم إلى المدينة المذكورة تتضمَّن حشد أكبر قُوَّة مُسلمة مُمكنة واتخاذ إجراءات انضباطيَّة شديدة ووضع حامية على ممر نهر جيحون، تمنع العودة إلى الوراء إلَّا بِإجازةٍ من قُتيبة، وكذلك التقدُّم على الطريق التجاري الذي يربط بين فرغانة وبُحيرة جاتيركول واقتحام ممر تيترك في تُركستان الشرقيَّة. وفي سنة 96هـ المُوافقة لِسنة 714م، تقدَّم قُتيبة حسب الخطَّة التي وضعها، وأرسل مُقدِّمة الجيش بِقيادة كبير بن فُلان ففتح كاشغر وتوغَّل إلى ما ورائها، حتَّى بدى الاصطدام بين جيش المُسلمين والصينيين وشيكًا، فكتب إمبراطور الصين شوانزونگ إلى قُتيبة يطلب منهُ التفاوض، فوافق قُتيبة على ذلك. أرسل قُتيبة إلى الإمبراطور الصيني وفدًا بِرئاسة هُبيرة بن مُشمرج الكلابي، فاتجهوا إلى خان بالق حيثُ قابلوا الإمبراطور بعد عدَّة أيَّام، فعرض عليه هُبيرة الجزية أو الإسلام أو الحرب، فثار الإمبراطور وهدَّد بأنَّهُ سيُرسل على المُسلمين من يُهلكهم عن آخرهم، وأنَّ أعدادهم ليست شيئًا أمام جحافل جُيُوش الصين، فردَّ عليه هُبيرة أنَّ أوَّل خيل المُسلمين في الصين وآخرها في منابت الزيتون في الشَّام، وأنَّ الأعمار كُلها مُقدَّرة ومحسومة، فإن حضر الأجل فإنَّ أكرم موتٍ عند المُسلم هو القتل في ميدان الحرب، وأنَّ قُتيبة حلف ألَّا يُغادر الصين حتَّى يفتحها ويختم مُلوكها ويُعطى الجزية. ويبدو أنَّ إمبراطور الصين أُعجب بِشجاعة هُبيرة وبما ترامى إلى أسماعه عن قُتيبة وانتصاراته السابقة، وقدَّر الخسائر التي يُمكن أن تنجم عن الحرب، فعرض أن يُخرج قُتيبة من يمينه بأن يُرسل لهُ حفنة من تُراب الصين فيطأه، وأربع غلمانٍ من أبناء المُلُوك فيختمهم، وجزية عبارة عن ذهبٍ وحريرٍ وملابس صينيَّة فاخرة. قبل قُتيبة العرض الصيني، فأخذ الجزية وختم الغلمان وردَّهم إلى بلادهم ووطئ التُراب، وأغلب الظن أنَّ قُتيبة ما كان لِيقتنع بِذلك لولا وفاة الوليد وتولِّي سُليمان بن عبد الملك الخِلافة، وكان بين سُليمان وقُتيبة ما شغل الأخير عن مُواصلة نشاطه العسكري في بلاد الصين الواسعة. والرَّاجح أيضًا أنَّ هذه السفارة الإسلاميَّة إلى البلاط الصيني كانت لِأغراضٍ سياسيَّةٍ وتجاريَّة، إذ لم يكن المُسلمون بِغافلين عن أهميَّة التجارة بين الشرق والغرب، وجرت عدَّة مُحاولات مُنذُ أيَّام قُتيبة الأولى لِضبط طُرق التجارة في أواسط آسيا وحماية القوافل التجاريَّة، ويدُل تعدُّد إرسال السفارات الإسلاميَّة إلى الصين، بعد ذلك، على أهميَّة استمرار حركة التجارة بين الشرق والغرب. يُضاف إلى ذلك، لقد أدرك قُتيبة، أنَّهُ يُواجه إمبراطوريَّة قويَّة تتطلَّب منهُ استعداداتٍ وتجهيزاتٍ لم تكن مُتوفرة، مع طول خط الإمدادات وصُعُوبة الاتصالات مع الإدارة المركزيَّة، في الوقت الذي أخذت فيه بعض المُدن المفتوحة تنتفض على الحُكم الإسلامي ممَّا تطلَّب إعادة إخضاعها. من أجل ذلك، قنع قُتيبة بِنتائج من الفُتُوحات أدنى ممَّا كانت قد خطَّطت لهُ القيادة المركزيَّة، فتجمَّد التمدد الإسلامي باتجاه الصين عند هذا الحد.

## الفتح الأخير في العصر العبَّاسي

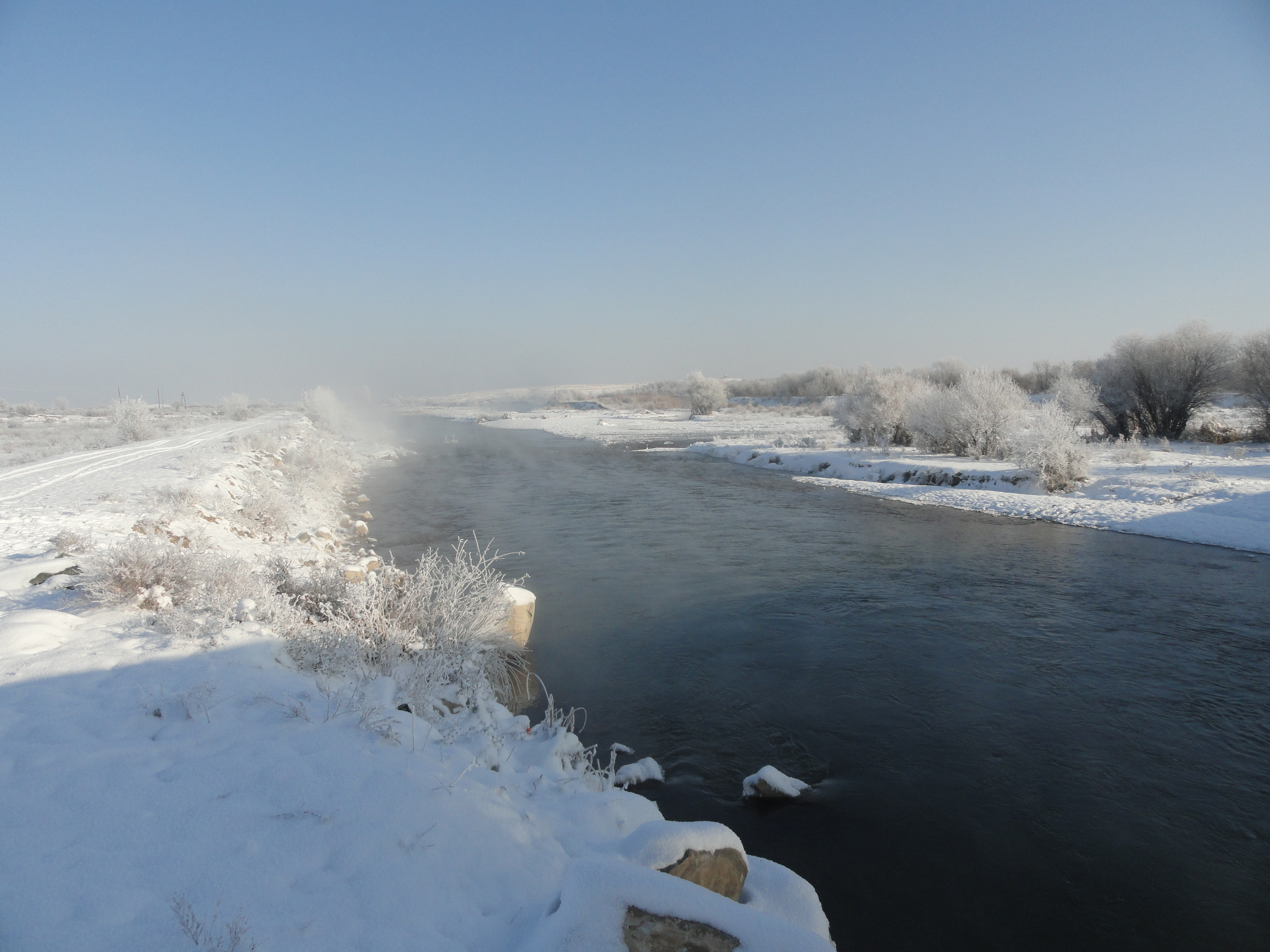
نهر طلاس، حيثُ جرت المعركة الأولى والأخيرة بين المُسلمين والصينيين وكانت آخر فتحٍ يُحققه المُسلمون في ما وراء النهر.

قُتل قُتيبة بن مُسلم في فرغانة في شهر ذي الحجَّة من سنة 96هـ المُوافقة لِسنة 715م على يد بعض الأعراب الثائرين، وانشغل عُمَّالُ خُراسان بعده في وأد الفتن التي قامت في تلك الناحية من العالم، وفي توطيد أقدام المُسلمين في تلك البلاد، ودعوة الناس إلى اعتناق الدين الجديد، فلم تتوسَّع الأعمال الحربيَّة ولم تدخل أي بلاد جديدة في حوزة الخِلافة. وفي تلك الفترة استمرَّت السفارات الإسلاميَّة في الوُصُول إلى البلاط الصيني عارضةً السلام بين الطرفين، فتتحدَّث السجلَّات الرسميَّة لِأُسرة تانگ عن أنَّ الخليفة الأُموي سُليمان بن عبد الملك أرسل سفارةً جديدةً إلى الصين، حملت معها عدَّة هدايا كانت عبارة عن عباءات منسوجة بِخُيُوط الذهب، والعقيق، فضلًا عن الخُيُول والأحزمة الفضيَّة، ورداء أحمر اللون وحزام. وبلغ اهتمام المصادر التاريخيَّة الصينيَّة بِالتطوُرات السياسيَّة الحاصلة في العالم الإسلامي أنها رصدت انهيار الدولة الأُمويَّة، وصُعُود الدولة العبَّاسيَّة، ووصفت العبَّاسيين بأنهم «أصحاب الرداء الأسود». ويبدو أنَّ الصين نظرت إلى جيرانها المُسلمين كخطرٍ يُهددها رُغم العلاقات الدبلوماسيَّة التي قامت بين الطرفين، بيد أنها لم تكن قادرة على وقف موجات الفُتُوحات الإسلاميَّة في آسيا الوسطى عسكريًّا، لذا اكتفت بِدعم زُعماء القبائل، وتحريضهم على القتال ضدَّ المُسلمين دون أن تُحقق نجاحًا يُذكر، بدليل تمكُّن القادة الأُمويين من القضاء على كُل الفتن التي قامت في وجههم. كذلك، لم يكن بمقدور الصين مُواجهة المسلمين عسكريًّا؛ نظرًا لِلمُشكلات والثورات التي عاشتها الصين نفسها في تلك الفترة، إضافةً إلى سُمعة الجيش المُسلم التي اكتسبها من خلال انتصاراته المُتعددة. وعلى الرُغم من استيلاء المُسلمين على مُعظم مناطق آسيا الوسطى، إلَّا أن الصين احتفظت ببعض المناطق المُهمَّة الباقية، والتي تتمثل في القرغيز. ولمَّا قامت الثورة العبَّاسيَّة ضدَّ بني أُميَّة، وانشغل هؤلاء بها، استغلَّت الصين الوضع وحاولت استعادة نُفوذها المفقود، فأرسلت سنة 130هـ المُوافقة لِسنة 748م حملةً عسكريَّةً بِقيادة القائد «جاو زيانزي» تمكَّنت من استرجاع بعض المُدن المُهمَّة من المُسلمين، مثل كش والطالقان وتوكماك، وهدَّدت مدينة كابُل حتَّى بِالسُقُوط، فأصبحت أغلب دُويلات الصغد التي فتحها المُسلمون دُويلات تابعة لِلإمبراطوريَّة الصينيَّة.

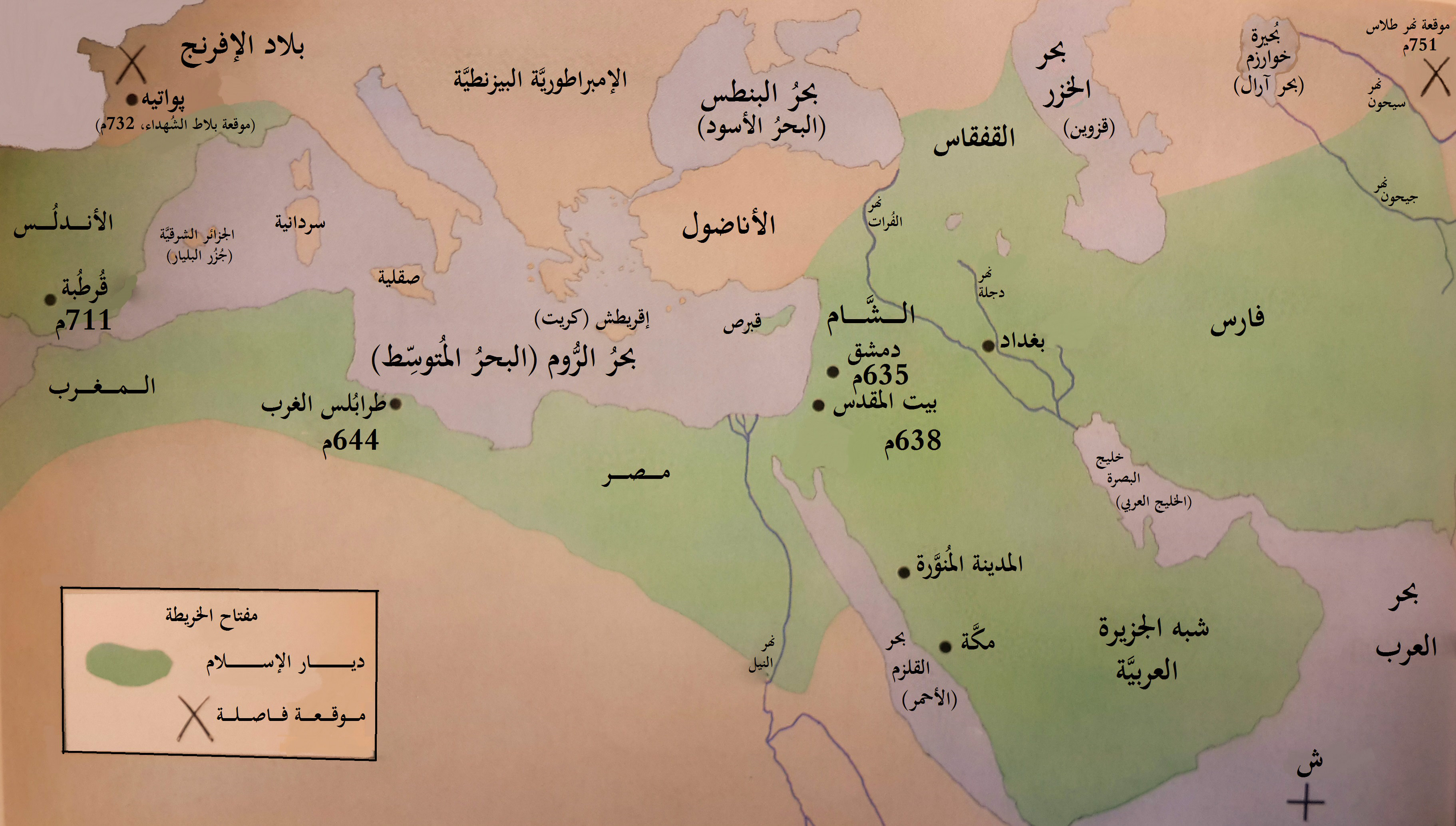
خريطةٌ تُظهرُ الحد الذي توقَّف عندهُ الزحفُ الإسلامي شرقًا (نهر طلاس) وغربًا (بيتارش أي پواتييه).

انهارت الدولة الأُمويَّة سنة 132هـ المُوافقة لِسنة 750م، وقامت على أنقاضها الدولة العبَّاسيَّة، وأدَّى وُصُول العبَّاسيين إلى سُدَّة الخِلافة إلى استقرار شُؤون المُسلمين، وبالتالي عاد التفكير إلى تأمين حُدُود الدولة، فأرسل الخليفة أبو جعفر المنصور إلى أبي مُسلمٍ الخُراساني -واليه على خُراسان- بِالتحضير لِحملة لاستعادة هيبة المُسلمين في آسيا الوُسطى، فقام أبو مُسلم بِتجهيز جيشٍ زحف به إلى مدينة مرو، وهناك وصلته قُوَّات دعم من طُخارستان، وسار أبو مُسلم بهذا الجيش إلى سمرقند، وانضمَّ بِقُوَّاته مع قوات زياد بن صالح الحارثي - الوالي السَّابق لِلكُوفة - وتولَّى زياد قيادة الجيش. حشد الصينيون جيشًا عرمرميًّا كان جاو زيانزي على رأسه، وفي مُنتصف شهر تمُّوز (يوليو) سنة 751م، اشتبكت الجُيُوش الصينيَّة مع الجُيُوش الإسلاميَّة بالقرب من مدينة طلاس، التي تقع على نهرٍ يحملُ اسمها، في إقليم القرغيز، فحاصر فُرسانُ المُسلمين الجيش الصيني بِالكامل، وأطبقوا عليه الخناق؛ ممَّا أدَّى إلى سُقُوط آلاف القتلى من الجانب الصيني، وهرب جاو زيانزي ناجيًا بِحياته، بعد أن خسر الكثير من جُنده. وبهذا افتُتح إقليم القرغيز، وانتهى نُفُوذ الصين في آسيا الوُسطى، وأخذت المنطقة تكتسي بِالصبغة الإسلاميَّة شيئًا فشئيًا.

## أثر الفُتُوحات الإسلاميَّة في ما وراء النهر

### الأثر الديني

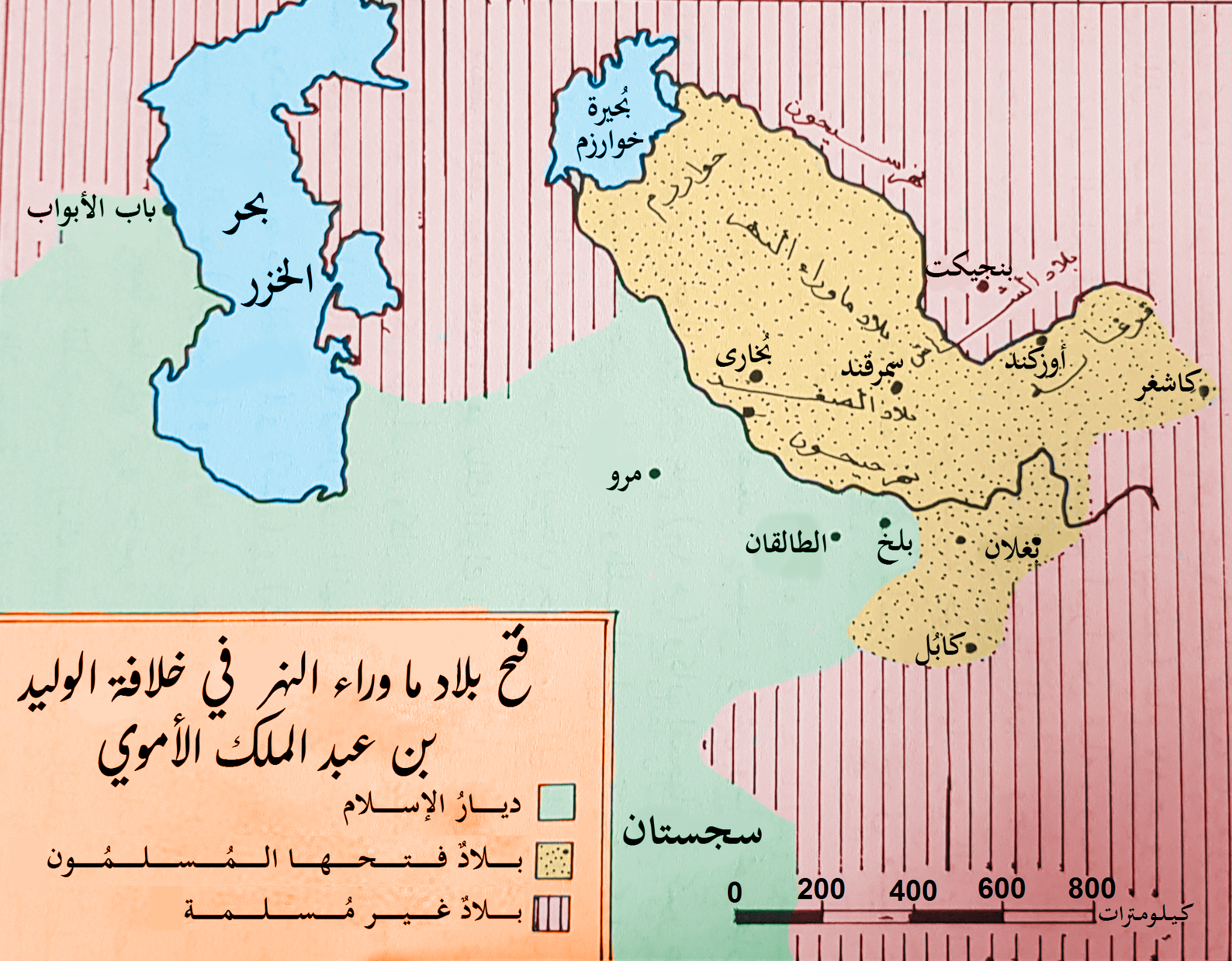
خريطة تُظهر المناطق التي فتحها المُسلمين وانتشر فيها الإسلام (الأصفر).

كان من نتيجة الفتح الإسلامي لِبلاد ما وراء النهر أن أقبلت قبائل التُرك على اعتناق الإسلام، حتَّى انتهى أغلبها إلى قُبُوله. على أنَّ أغلب الأتراك بقوا على دياناتهم الأصليَّة في العصر الأُموي، ولم يُشهر إسلامه سوى فئة بسيطة منهم آنذاك، ومن أبرزهم طغشاد بن خاتون ملك بُخارى، الذي تأثَّر بالمُسلمين وخُصوصًا بِقُتيبة بن مُسلم، فأشهر إسلامه بِحُضُوره، وسمَّى ابنه قُتيبة محبَّةً بِالقائد المُسلم. وسبب قلَّة إقبال التُرك آنذاك على اعتناق الإسلام يرجع إلى اعتماد الأُمويين على العُنصر العربي في المقام الأوَّل في إدارة شؤون الدولة وفي القيادة العسكريَّة، ثُمَّ انهماك الدولة في تثبيت أقدام الإسلام والمُسلمين في المناطق المفتوحة حاليًّا، وأخيرًا تنقُّل بلاد ما وراء النهر الكثير ما بين سُلطة المُسلمين والصينيين والأُمراء المحليين، إذ منعت هذه الأُمُور مُجتمعةً حصُول أي تفاعل حضاري مؤثِّر بين العرب المُسلمين والتُرك، واستمرَّ الأمر على هذا المنوال حتَّى قضى المُسلمين على نُفُوذ الصينيين في تلك المنطقة بانتصارهم عليهم في معركة نهر طلاس. كذلك، تميَّز إسلامُ بعضُ التُرك خِلال هذه الفترة بأنَّهُ كان لِتحقيق المصالح الشخصيَّة، أو خوفًا من نُفُوذ المُسلمين، أو نفاقًا لِغرض تحقيق بعض المُكتسبات، ومن أبرز الذين أظهروا إسلامهم وأبطنوا غير ذلك: قُتيبة بن طغشاد سالف الذِكر، الذي كان مجوسيًّا باطنًا ومُسلمًا ظاهرًا. كان دُخُول التُرك الفعلي في الإسلام خِلال العصر العبَّاسي بعد انتصار المُسلمين في معركة نهر طلاس، واستتباب الأمر لهم في ما وراء النهر، فحينها تمكَّنت القبائل التُركيَّة من التعرُّف على الإسلام بلا تشويشٍ أو ضُغُوطات، فوجد التُرك تشابهًا بين الإسلام وديانتهم التنگريَّة من جهة إيمانهم بِإلهٍ واحدٍ وبِوُجُود الشيطان وبقاء الرُوح وبِوُجُود الآخرة والجنَّة والجحيم، كما كان التُرك يُحرِّمون الزنا والسرقة والقتل بلا مُبرر، كما كان ذبح الأضاحي والسُجُود وتعدُّد الزوجات شائعًا لديهم، ولم يأكلوا لحم الخنزير أو يُربوا الخنازير بِغرض الحُصُول على لُحُومها، أضف إلى ذلك أنَّ طبيعة القبائل التُركيَّة القتاليَّة وميلهم نحو الحرب جعلهم يُحبون فكرة الغزو والجهاد في سبيل الله، فبرزوا في الجُيُوش الإسلاميَّة في وقتٍ لاحق. وبِمُرور الوقت، انتهى أغلب التُرك إلى اعتناق الإسلام، حتَّى أصبحوا من أكبر القوميَّات المُسلمة في العالم إلى جانب العرب والفُرس والبربر وغيرهم.

### الأثر الحضاري

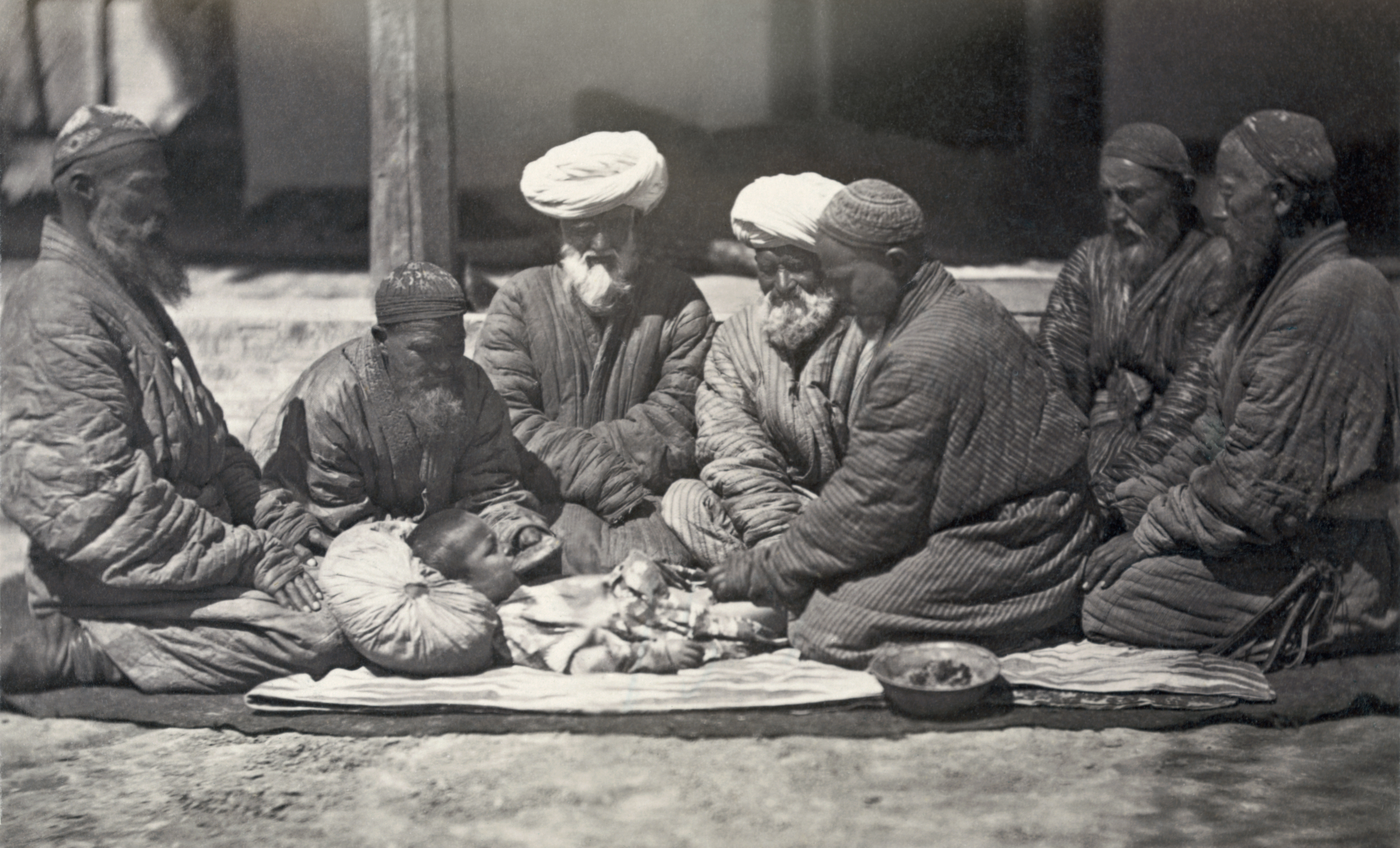
ختان صبيّ من التُرك في آسيا الوُسطى. كان الختان إحدى العادات التي انتقلت إلى أهالي ما وراء النهر بُعيد الفتح الإسلامي واعتناق الأهالي للدين الجديد. لاحظ أيضًا أنَّ العمائم الظاهرة في الصُورة أُخذت قديمًا عن المُسلمين، بِالإضافة إلى بعض العادات الثقافيَّة الأُخرى من شاكلة إطلاق اللحى مقدار قبضة. التُقطت الصورة خلال الرُبع الأخير من القرن التاسع عشر الميلاديّ.

عملت الإدارة المركزيَّة الإسلاميَّة في دمشق ومن بعدها بغداد على تطوير وتعزيز التحصينات في مُدن بلاد ما وراء النهر نظرًا لِوُقُوعها على حُدود البلاد غير المُسلمة التي ما زالت ديار حربٍ بِالنسبة لِلمُسلمين، ولأنَّ القبائل التُركيَّة الشماليَّة والجُيُوش الصينيَّة أثبتت أنها ستستمر بالإغارة على تلك النواحي في سبيل إعادة ضمها إلى ممالكها كُلما سنحت لها الفُرصة وكُلما انشغلت عنها الخِلافة لِسببٍ ما. ويبدو أنَّ الوُلاة والقادة المُسلمين قد نقلوا قسمًا من التحصينات والأفكار العسكريَّة التعبويَّة والميدانيَّة من الشَّام حيث الثُغُور البيزنطيَّة وطُرُق بنائها وهندستها، وكيفيَّة توزيع المُقاتلين فيها، وأساليب القتال والتعرُّض وتعويق القوى المُهاجمة، وإنذار القوى العسكريَّة الإسلاميَّة الرئيسة، لأنَّ لهم تجربة فريدة اكتسبوا من خلالها خبرة عالية في هكذا مناطق جبليَّة مُتشابهة ومُعقَّدة التضاريس، إلى أساليب التحصينات العسكريَّة حيثُ الربط في بلاد ما وراء النهر، كما ونقل البعض الآخر من الوُلاة في بلاد ما وراء النهر خطط المدينة الإسلاميَّة، ولا سيَّما في التركيب الداخلي للمدينة، من مُدن البصرة والكُوفة والفسطاط، فضلًا عن المُدن التي مصَّرُوها مثل الموصل ودمشق وحلب وحِمص وغيرها كثير. ولمَّا استقرَّ الأمر لِلمُسلمين في ما وراء النهر وأقبل أهلها على الإسلام، أخذت اللُغة العربيَّة تتسرَّب إليهم رُويدًا رُويدًا كونها كانت لُغة العُلُوم والآداب والدين، ويقول الدكتور مُحمَّد أحمد عامر، أُستاذ التاريخ بِجامعة الأزهر أنَّ النهضة العلميَّة التي امتازت بها بلاد ما وراء النهر كانت تعتمد في الأساس على اللُغة العربيَّة، والتي كان إتقانها شرطًا أساسيًّا لِتحصيل العُلُوم وكتابة البُحُوث. وتقول الدكتورة جنان علي؛ أُستاذة التاريخ الإسلامي في الجامعة المُستنصريَّة بِالعراق، أنَّ الحضارة العربيَّة الإسلاميَّة في بلاد ما وراء النهر بلغت أوج عظمتها واتساعها بعد فترة قصيرة من الفتح الإسلامي، وأنَّ الحضارة الإسلاميَّة استطاعت أن تمتزج مع حضارات وتُراث المُدن المفتوحة؛ وأنتجت تطورًا حضاريًّا راقيًا، فنشطت المُدن ثقافيًّا وفكريَّا، وصارت كُل مدينة تُنافس مثيلتها من المُدن في المجالات العلميَّة والثقافيَّة. ويُضيف الدكتور بدر إبراهيم الفرَّاج؛ باحث في التاريخ بِجامعة الإسكندريَّة، أنَّ من أبرز دلائل هذا التأثير الحضاري خُرُوج العديد من المُؤرخين الذين أثروا هذه الفترة ومنهم ابن الطيب السرخي صاحب كتاب «فضائل بغداد وأفضالها»، وكتاب «رحلة المُعتضد في فلسطين»، وأحمد بن طيفور صاحب كتاب «بغداد» وهو من أهم المُؤلَّفات التاريخيَّة التي أثرت التاريخ الإسلامي.

### الأثر السُكَّاني
هاجرت كثيرٌ من القبائل العربيَّة إلى بلاد ما وراء النهر بعد بدء الفُتُوحات في العصر الأُمويَّ ثُمَّ العبَّاسيّ، ووصل أبناء تلك القبائل مثل أسد وطيء والأزد وتميم وغيرهم، إلى بُخارى وسمرقند وفرغانة وحتَّى كاشغر شرقًا، وقد قسّم الباحثون المُستشرقون الرُّوس القبائل العربيَّة إلى مجموعاتٍ ثلاث، هي:
1. مجموعة القبائل العربيَّة الأصيلة التي واكبت الفتح العربي الإسلامي لِما وراء النهر.
2. مجموعات عرقيَّة ظهرت خلال القُرُون الوُسطى المُتقدِّمة، وحملت قبائلها تسميات جُغرافيَّة، ويُعتقد أن بينها قبائل عربيَّة أصيلة.
3. القبائل العربيَّة الأصيلة التي سكنت المنطقة خلال فترة لا تزيد على 100-150 سنة.

ويُشير المُستشرق الروسي ڤاسيلي بارتولد إلى أنَّ العرب احتفظوا بِقُوَّةٍ بِشخصيتهم القوميَّة، وتركيبتهم وتسمياتهم القبليَّة البدويَّة في تُركستان حتى أوائل القرن العشرين الميلاديّ، وأنهم استوطنوا ما وراء النهر في مجموعاتٍ قبليَّةٍ كبيرة. وقد انقسموا إلى شماليين وجنوبيين، كان القسم الأعظم منهم مُوزَّع على المجموعات الرئيسيَّة من القيسيين والكلبيين، وكانت القبائل الشماليَّة العربيَّة مُقسَّمة بدورها إلى نزاريين ومعديين. وتذكر المراجع التاريخيَّة الروسيَّة بِصُورةٍ خاصَّة أنَّ العرب أثناء حملاتهم الأولى لِفتح بُلدان ما وراء النهر ونشر الدين الإسلامي فيها، انتشروا في جنوب شرق سمرقند وشاهنيان ورامتنة وغيرها من المناطق القريبة من بُخارى، ثُمَّ في منطقة بُخارى نفسها وفي خُجندة وترمذ ونسف وكش وخوارزم ووادي فرغانة والشاش، وأنَّ الأخيرة تركَّزت فيها أكبر نسبة من السُكَّان المُتحدرين من أُصولٍ عربيَّةٍ. انتمى عددٌ من أهالي البلاد المفتوحة حديثًا في ما وراء النهر إلى القبائل العربيَّة ولاءً بِالحلف، وانتمى العرب إلى الأمصار التي حلُّوا بها؛ فحصل احتكاكٌ مُباشرٌ بين العُنصرين العربي والعجمي أدَّى إلى الانصهار في بوتقة واحدة، وقلَّد العرب أهل البلاد الأصليين في الملبس والمطعم، وبنوا الدُّور والمساكن، وأصبحوا ذوي أملاك زراعيَّة يحرثونها، وسُميت بعض المناطق التي استوطنها العرب بِأسماءٍ مُميزة، مثل قرية «عربخانة» القريبة من بُخارى، التي استوطنها العرب مُنذُ زمنٍ بعيد حتَّى تأثَّرت لُغتهم بِلُغة الأهالي وظهرت لهجة خاصَّة بهم عُرفت بِاللهجة البُخاريَّة. كما سكنت القبائل العربيَّة قرية «جييناو» حيثُ تطوَّرت لهجتهم إلى ما أصبح يُعرف بِاللهجة «القاشقاداريَّة»، ويُقال أنَّ هذه التسمية محليَّة أطلقها الأهالي على لهجة عرب تلك الناحية كونهم من أُصُولٍ قُرشيَّة. وفي هذا المجال، اشتهر العرب ذوي الأُصُول القُرشيَّة بِـ«الخوجة» أو «القوجة» وأولئك المُتحدرين من آل البيت بِالأسياد. ومع مُرور الوقت اختفت ملامح عرب ما وراء النهر وأصبحوا أشبه بِالتُرك نتيجة الاختلاط طويل الأمد بين الطرفين، على أنَّ الكثيرين منهم احتفظوا بشجرات عائلاتهم لِلتأكيد على نسبهم.

## أُمورٌ خِلافيَّة
- إغواء خاتون لِسعيد بن عُثمان بن عفَّان: أشارت بعض المصادر أنَّ خاتون ملكة بُخارى زارت سعيدًا في مقرِّه بُعيد فتح المدينة بِوقتٍ قصيرٍ، فطلعت عليه في زينتها الملكيَّة، وكانت نادرة الجمال على ما يُقال، فأُعجب القائد المُسلم بِجمالها إعجابًا شديدًا، فتغنَّى أهلُ بُخارى بِهذا الإعجاب طيلة قُرُون، وأنشدوا تلك الرواية في أغنياتهم الشعبيَّة. لكنَّ نظرًا لأنَّ لِعدم ذكر هذه القصَّة في المصادر العربيَّة والإسلاميَّة، فقد قال الباحثون والمُؤرخون المُسلمون المُحدثون أنها أقرب إلى خيال الأُدباء والفنَّانين منها إلى حقائق التاريخ.[124]
- إسلام أهلُ سمرقند: تنص بعض المصادر العربيَّة والإسلاميَّة أنَّ قُتيبة بن مُسلم افتتح مدينة سمرقند غدرًا من غير أن يُخيِّر أهلها بين الإسلام والجزية، وإنَّهُ أسكن المُسلمين فيها بعد هذا، فلمَّا عرف أهل سمرقند بأنَّ واجبه يقتضي أن يُخيِّرهم أولًا، أرسلوا وفدًا إلى دمشق لِيشتكوا إلى الخليفة عُمر بن عبد العزيز، فقابلوه وأخبروه بما حصل، فاستجاب لِطلبهم وكتب إلى عامله على خُراسان أن ينصب لهم قاضيًا لِلنظر في ما قالوه، فنصب لهم جميع بن حاضر الباجي، فرأى أنَّ الحق مع أهالي سمرقند وحكم بِإخراج المُسلمين من المدينة على أن يُقاتل عددٌ منهم عددًا مُساويًا من أهل المدينة فيكون صلحًا جديدًا أو ظفرًا عنوةً، ولكنَّ أهل سمرقند كرهوا الحرب واعترفوا بِعدل ذلك القاضي والخليفة، فأقرُّوا المُسلمين على الإقامة في مدينتهم.[125] وفي روايةٍ أُخرى قيل أنَّ أهالي سمرقند بعثوا رجُلًا واحدًا فقط إلى عُمر بن عبد العزيز لِينقل إليه رسالتهم، فتأثَّر هذا الرجل بِزُهد الخليفة المذكور وتواضعه، فأسلم وعاد بِورقةٍ منه إلى عامله على سمرقند، الذي استجاب إلى التعليمات المذكورة فيها ونصب جميع بن حاضر الباجي قاضيًا لِلفصل في هذه المسألة، ففصل فيها خِلال دقائق معدودة وقضى بِخُروج المُسلمين من المدينة فورًا، فتأثَّر الأهالي بِعدل القاضي والخليفة، ولمَّا خرج المُسلمين لحق بهم كهنة المدينة وبعض أهلها وأشهروا إسلامهم ثُمَّ دعوهم إلى الرُجوع إليها.[126]

### باللُغة العربيَّة
1. 1 2  الطبري، أبو جعفر مُحمَّد بن جُرير؛ تحقيق مُحمَّد أبو الفضل إبراهيم (1387هـ - 1967م). تاريخ الرُسل والمُلوك، الجُزء الرَّابع (ط. الثانية). القاهرة - مصر: دار المعارف. ص. 167 - 168. {{استشهاد بكتاب}}: تحقق من التاريخ في: |سنة= (مساعدة)
2. ↑  ابن الأثير الجزري، عزُّ الدين أبي الحسن عليّ بن أبي الكرم الشيباني؛ تحقيق: أبو الفداء عبدُ الله القاضي (1407هـ - 1987م). الكامل في التاريخ (ط. الأولى). بيروت - لُبنان: دار الكُتب العلميَّة. ج. الجُزء الرابع. ص. 83 - 84، 94، 96 - 97. {{استشهاد بكتاب}}: تحقق من التاريخ في: |سنة= (مساعدة)
3. ↑  عبدُ اللطيف، عبدُ الشَّافي مُحمَّد (1429هـ - 2008م). العالم الإسلامي في العصر الأُموي: دراسةٌ سياسيَّة (PDF) (ط. الأولى). القاهرة - مصر: دار السلام. ص. 295 - 300. ISBN:9773425878. مؤرشف من الأصل (PDF) في 9 يناير 2020. اطلع عليه بتاريخ 11 تشرين الثاني (نوڤمبر) 2017م. {{استشهاد بكتاب}}: تحقق من التاريخ في: |تاريخ الوصول= و|سنة= (مساعدة)
4. ↑  مُؤنس، حُسين (1407هـ - 1987م). أطلس تاريخ الإسلام (ط. الأولى). القاهرة - مصر: الزهراء لِلإعلام العربي. ص. 130 - 131. ISBN:9771470493. مؤرشف من الأصل في 17 أبريل 2018. اطلع عليه بتاريخ 11 تشرين الثاني (نوڤمبر) 2017م. {{استشهاد بكتاب}}: تحقق من التاريخ في: |تاريخ الوصول= و|سنة= (مساعدة)
5. ↑  "الصحيح من أحاديث الفتن: قتال التُرك وغيرهم". موقع نُصرة مُحمَّد رسول الله. 25 تشرين الثاني (نوڤمبر) 2009م. مؤرشف من الأصل في 12 تشرين الثاني (نوڤمبر) 2017م. اطلع عليه بتاريخ 12 تشرين الثاني (نوڤمبر) 2017م. {{استشهاد ويب}}: تحقق من التاريخ في: |تاريخ الوصول=، |تاريخ=، و|تاريخ أرشيف= (مساعدة)
6. ↑  المُنجِّد، الشيخ مُحمَّد صالح (6 شُباط (فبراير) 2011م). "الكلام على حديث: (اتْرُكُوا التُّرْكَ مَا تَرَكُوكُمْ)". الإسلام سؤال وجواب. مؤرشف من الأصل في 12 تشرين الثاني (نوڤمبر) 2017م. اطلع عليه بتاريخ 12 تشرين الثاني (نوڤمبر) 2017م. {{استشهاد ويب}}: تحقق من التاريخ في: |تاريخ الوصول=، |تاريخ=، و|تاريخ أرشيف= (مساعدة)
7. ↑  أحمد، إيهاب كمال (5 ربيع الأوَّل 1435هـ - 7 كانون الثاني (يناير) 2014م). "من النبوءات المُحمَّدية .. فتحُ القُسطنطينيَّة وقتال التُرك". شبكة الألوكة. مؤرشف من الأصل في 12 تشرين الثاني (نوڤمبر) 2017م. اطلع عليه بتاريخ 12 تشرين الثاني (نوڤمبر) 2017م. {{استشهاد ويب}}: تحقق من التاريخ في: |تاريخ الوصول=، |تاريخ=، و|تاريخ أرشيف= (مساعدة)
8. 1 2 3 4 5  خطَّاب، محمود شيت (1418هـ - 1998م). قادة الفتح الإسلامي في بلاد ما وراء النهر (PDF) (ط. الأولى). بيروت - لُبنان: دار ابن حزم. ص. 71 - 77. مؤرشف من الأصل (PDF) في 9 يناير 2020. اطلع عليه بتاريخ 12 تشرين الثاني (نوڤمبر) 2017م. {{استشهاد بكتاب}}: تحقق من التاريخ في: |تاريخ الوصول= و|سنة= (مساعدة)
9. ↑  الحمويّ، شهابُ الدين أبو عبدُ الله ياقوت بن عبدُ الله الروميّ (1995م). مُعجم البُلدان (ط. الثانية). بيروت - لُبنان: دار صادر. ج. الجُزء الرابع. ص. 23. {{استشهاد بكتاب}}: تحقق من التاريخ في: |سنة= (مساعدة)
10. ↑  البلاذريّ، أحمد بن يحيى بن جابر بن داود (1988م). فُتوح البُلدان، الجزء الأوَّل. بيروت - لُبنان: دار ومكتبة الهلال. ص. 408. {{استشهاد بكتاب}}: تحقق من التاريخ في: |سنة= (مساعدة)
11. ↑  ماجد، عبدُ المنعم (1998). التاريخ السياسي للدولة العربيَّة: عصر الخُلفاء الأُمويين (ط. الأولى). القاهرة - مصر: مكتبة الأنجلو المصرية. ص. 210. ISBN:9770516708. {{استشهاد بكتاب}}: تحقق من التاريخ في: |سنة= (مساعدة)
12. ↑  شاكر، محمود (2002). موسوعة الفُتُوحات الإسلاميَّة (ط. الأولى). عمَّان - الأُردُن: دار أسامة للنشر والتوزيع. ص. 151. {{استشهاد بكتاب}}: تحقق من التاريخ في: |سنة= (مساعدة)
13. ↑  الحمويّ، شهابُ الدين أبو عبدُ الله ياقوت بن عبدُ الله الروميّ (1995م). مُعجم البُلدان (ط. الثانية). بيروت - لُبنان: دار صادر. ج. الجُزء الثالث. ص. 346، 395، 408 - 410. {{استشهاد بكتاب}}: تحقق من التاريخ في: |سنة= (مساعدة)
14. ↑  ماجد، عبدُ المنعم (1998). التاريخ السياسي للدولة العربيَّة: عصر الخُلفاء الأُمويين (ط. الأولى). القاهرة - مصر: مكتبة الأنجلو المصرية. ص. 213. ISBN:9770516708. {{استشهاد بكتاب}}: تحقق من التاريخ في: |سنة= (مساعدة)
15. ↑  البلاذريّ، أحمد بن يحيى بن جابر بن داود (1988م). فُتوح البُلدان، الجزء الأوَّل. بيروت - لُبنان: دار ومكتبة الهلال. ص. 421. {{استشهاد بكتاب}}: تحقق من التاريخ في: |سنة= (مساعدة)
16. ↑  طقُّوش، مُحمَّد سُهيل (1431هـ - 2010م). تاريخ الدولة الأُمويَّة (ط. السابعة). بيروت - لُبنان: دار النفائس. ص. 106 - 107. ISBN:9789953183978. {{استشهاد بكتاب}}: تحقق من التاريخ في: |سنة= (مساعدة)
17. 1 2 3  خطَّاب، محمود شيت (1418هـ - 1998م). قادة الفتح الإسلامي في بلاد ما وراء النهر (PDF) (ط. الأولى). بيروت - لُبنان: دار ابن حزم. ص. 68 - 70. مؤرشف من الأصل (PDF) في 9 يناير 2020. اطلع عليه بتاريخ 12 تشرين الثاني (نوڤمبر) 2017م. {{استشهاد بكتاب}}: تحقق من التاريخ في: |تاريخ الوصول= و|سنة= (مساعدة)
18. ↑  ماجد، عبدُ المنعم (1998). التاريخ السياسي للدولة العربيَّة: عصر الخُلفاء الأُمويين (ط. الأولى). القاهرة - مصر: مكتبة الأنجلو المصرية. ص. 216. ISBN:9770516708. {{استشهاد بكتاب}}: تحقق من التاريخ في: |سنة= (مساعدة)
19. 1 2 3  خطَّاب، محمود شيت (1418هـ - 1998م). قادة الفتح الإسلامي في بلاد ما وراء النهر (PDF) (ط. الأولى). بيروت - لُبنان: دار ابن حزم. ص. 71 - 72. مؤرشف من الأصل (PDF) في 9 يناير 2020. اطلع عليه بتاريخ 12 تشرين الثاني (نوڤمبر) 2017م. {{استشهاد بكتاب}}: تحقق من التاريخ في: |تاريخ الوصول= و|سنة= (مساعدة)
20. ↑  خطَّاب، محمود شيت (1418هـ - 1998م). قادة الفتح الإسلامي في بلاد ما وراء النهر (PDF) (ط. الأولى). بيروت - لُبنان: دار ابن حزم. ص. 78 - 79. مؤرشف من الأصل (PDF) في 9 يناير 2020. اطلع عليه بتاريخ 12 تشرين الثاني (نوڤمبر) 2017م. {{استشهاد بكتاب}}: تحقق من التاريخ في: |تاريخ الوصول= و|سنة= (مساعدة)
21. ↑  الطبري، أبو جعفر مُحمَّد بن جُرير؛ تحقيق مُحمَّد أبو الفضل إبراهيم (1387هـ - 1967م). تاريخ الرُسل والمُلوك، الجُزء الرَّابع (ط. الثانية). القاهرة - مصر: دار المعارف. ص. 293 - 298. {{استشهاد بكتاب}}: تحقق من التاريخ في: |سنة= (مساعدة)
22. ↑  الطبري، أبو جعفر مُحمَّد بن جُرير؛ تحقيق مُحمَّد أبو الفضل إبراهيم (1387هـ - 1967م). تاريخ الرُسل والمُلوك، الجُزء الثاني (ط. الثانية). القاهرة - مصر: دار المعارف. ص. 549. {{استشهاد بكتاب}}: تحقق من التاريخ في: |سنة= (مساعدة)
23. ↑  عليّ، محمود عبدُ الهادي دسوقي (2012). الجوانب السياسيَّة في خطب الخُلفاء الراشدين (ط. الأولى). القاهرة - مصر: دار الكلمة للنشر والتوزيع. ص. 140. مؤرشف من الأصل في 1 ديسمبر 2017. {{استشهاد بكتاب}}: تحقق من التاريخ في: |سنة= (مساعدة)
24. ↑  الذهبي، شمسُ الدين أبو عبدُ الله مُحمَّد بن أحمد بن عُثمان بن قايماز (1422هـ - 2001م). سير أعلام النُبلاء. بيروت - لُبنان: مؤسسة الرسالة. ج. الجُزء الثالث. ص. 19 - 20. مؤرشف من الأصل في 2020-03-11. اطلع عليه بتاريخ 22 تشرين الثاني (نوڤمبر) 2017م. {{استشهاد بكتاب}}: تحقق من التاريخ في: |تاريخ الوصول= و|سنة= (مساعدة)
25. ↑  المعاضيدي، عبدُ القادر سلمان؛ المشهداني، مُحمَّد جاسم حمادي (1350هـ - 1930م). عُثمان بن عفَّان: ذو النورين (ط. الأولى). بغداد - المملكة العراقيَّة: دار الشُؤون الثقافيَّة العامَّة. ص. 122. {{استشهاد بكتاب}}: تحقق من التاريخ في: |سنة= (مساعدة)
26. ↑  المغلوث، سامي بن عبُد الله بن أحمد (1433هـ - 2012م). أطلس الخليفة عُثمان بن عفَّان رضي الله عنه (ط. الثالثة). الرياض - السُعُوديَّة: العُبيكان للنشر. ص. 96. ISBN:9786035032667. مؤرشف من الأصل في 12 يناير 2020. اطلع عليه بتاريخ 22 تشرين الثاني (نوڤمبر) 2017م. {{استشهاد بكتاب}}: تحقق من التاريخ في: |تاريخ الوصول= و|سنة= (مساعدة)
27. ↑  الطبري، أبو جعفر مُحمَّد بن جُرير؛ تحقيق مُحمَّد أبو الفضل إبراهيم (1387هـ - 1967م). تاريخ الرُسل والمُلوك، الجُزء الرَّابع (ط. الثانية). القاهرة - مصر: دار المعارف. ص. 312. {{استشهاد بكتاب}}: تحقق من التاريخ في: |سنة= (مساعدة)
28. ↑  ابن الأثير الجزري، عزُّ الدين أبي الحسن عليّ بن أبي الكرم مُحمَّد بن مُحمَّد بن عبدُ الكريم بن عبد الواحد الشيباني؛ تحقيق أبو الفداء عبدُ الله القاضي (1407هـ - 1987م). الكامل في التاريخ (ط. الأولى). بيروت - لُبنان: دار الكُتب العلميَّة. ج. الجزء الأوَّل. ص. 498. مؤرشف من الأصل في 1 ديسمبر 2017. {{استشهاد بكتاب}}: تحقق من التاريخ في: |سنة= (مساعدة)
29. ↑  دحلان، أحمد بن زيني (1417هـ - 1997م). الفُتُوحات الإسلاميَّة بعد مضيّ الفُتُوحات النبويَّة (ط. الأولى). بيروت - لُبنان: دار صادر. ص. 156 - 157. {{استشهاد بكتاب}}: تحقق من التاريخ في: |سنة= (مساعدة)
30. ↑  ابن خلدون، أبو زيد وليُّ الدين عبدُ الرحمٰن بن مُحمَّد الحضرمي الإشبيلي (1421هـ - 2000م). ديوان المبتدأ والخبر في تاريخ العرب والبربر ومن عاصرهم من ذوي الشأن الأكبر (ط. المُستكملة والمُقارنة). بيروت - لُبنان: دار الفكر للطباعة والنشر والتوزيع. ج. الجُزء الثاني. ص. 586. مؤرشف من الأصل في 9 يناير 2020. اطلع عليه بتاريخ 22 تشرين الثاني (نوڤمبر) 2017م. {{استشهاد بكتاب}}: تحقق من التاريخ في: |تاريخ الوصول= و|سنة= (مساعدة)
31. ↑  الطبري، أبو جعفر مُحمَّد بن جُرير؛ تحقيق مُحمَّد أبو الفضل إبراهيم (1387هـ - 1967م). تاريخ الرُسل والمُلوك، الجُزء الرابع (ط. الثانية). القاهرة - مصر: دار المعارف. ص. 416 - 417. {{استشهاد بكتاب}}: تحقق من التاريخ في: |سنة= (مساعدة)
32. ↑  مُؤنس، حُسين (1366هـ - 1947م). فتح العرب للمغرب (PDF). القاهرة - مصر: مكتبة الآداب بالجماميز. ص. 110. مؤرشف من الأصل (PDF) في 26 مايو 2020. اطلع عليه بتاريخ 25 كانون الأوَّل (ديسمبر) 2015م. {{استشهاد بكتاب}}: تحقق من التاريخ في: |تاريخ الوصول= و|سنة= (مساعدة)
33. ↑  خطَّاب، محمود شيت (1418هـ - 1998م). قادة الفتح الإسلامي في بلاد ما وراء النهر (PDF) (ط. الأولى). بيروت - لُبنان: دار ابن حزم. ص. 79. مؤرشف من الأصل (PDF) في 9 يناير 2020. اطلع عليه بتاريخ 12 تشرين الثاني (نوڤمبر) 2017م. {{استشهاد بكتاب}}: تحقق من التاريخ في: |تاريخ الوصول= و|سنة= (مساعدة)
34. ↑  ابن خيَّاط، أبو عمرو خليفة بن خيَّاط بن أبي هُبيرة الليثي العُصفوري؛ تحقيق: مُصطفى نجيب فوَّاز، وحكمت كشلي فواز (1995). تاريخ خليفة بن خيَّاط (الجُزء الأوَّل) (ط. الأولى). بيروت - لُبنان: دار الكُتب العلميَّة. ص. 182. {{استشهاد بكتاب}}: تحقق من التاريخ في: |سنة= (مساعدة)
35. ↑  الطبري، أبو جعفر مُحمَّد بن جُرير؛ تحقيق مُحمَّد أبو الفضل إبراهيم (1387هـ - 1967م). تاريخ الرُسل والمُلوك، الجُزء الرابع (ط. الثانية). القاهرة - مصر: دار المعارف. ص. 143. {{استشهاد بكتاب}}: تحقق من التاريخ في: |سنة= (مساعدة)
36. ↑  اليعقوبي، أبو العبَّاس أحمد بن إسحٰق بن جعفر بن وهب بن واضح؛ تحقيق: عبدُ الأمير مُهنَّا (1993م). تاريخ اليعقوبي، الجزء الثاني (ط. الأولى). بيروت - لُبنان: مؤسسة الأعلمي للمطبوعات. ص. 123. {{استشهاد بكتاب}}: تحقق من التاريخ في: |سنة= (مساعدة)
37. ↑  مُؤنس، حُسين (1366هـ - 1947م). فتح العرب للمغرب (PDF). القاهرة - مصر: مكتبة الآداب بالجماميز. ص. 110 - 111. مؤرشف من الأصل (PDF) في 26 مايو 2020. اطلع عليه بتاريخ 25 كانون الأوَّل (ديسمبر) 2015م. {{استشهاد بكتاب}}: تحقق من التاريخ في: |تاريخ الوصول= و|سنة= (مساعدة)
38. ↑  ماجد، عبدُ المنعم (1998). التاريخ السياسي للدولة العربيَّة: عصر الخُلفاء الأُمويين (ط. الأولى). القاهرة - مصر: مكتبة الأنجلو المصرية. ص. 217. ISBN:9770516708. {{استشهاد بكتاب}}: تحقق من التاريخ في: |سنة= (مساعدة)
39. ↑  الطبري، أبو جعفر مُحمَّد بن جُرير؛ تحقيق مُحمَّد أبو الفضل إبراهيم (1387هـ - 1967م). تاريخ الرُسل والمُلوك (PDF) (ط. الثانية). القاهرة - مصر: دار المعارف. ص. 226. مؤرشف من الأصل (PDF) في 10 أبريل 2015. اطلع عليه بتاريخ 26 تشرين الثاني (نوڤمبر) 2017م. {{استشهاد بكتاب}}: تحقق من التاريخ في: |تاريخ الوصول= و|سنة= (مساعدة)
40. 1 2 3 4 5  ابن الأثير الجزري، عزُّ الدين أبي الحسن عليّ بن أبي الكرم مُحمَّد بن مُحمَّد بن عبدُ الكريم بن عبد الواحد الشيباني؛ تحقيق أبو الفداء عبدُ الله القاضي (1407هـ - 1987م). الكامل في التاريخ (PDF) (ط. الأولى). بيروت - لُبنان: دار الكُتب العلميَّة. ج. الجزء الثالث. ص. 456. مؤرشف من الأصل (PDF) في 25 أغسطس 2019. {{استشهاد بكتاب}}: تحقق من التاريخ في: |سنة= (مساعدة)
41. ↑  البلاذريّ، أحمد بن يحيى بن جابر بن داود (1988م). فُتوح البُلدان. بيروت - لُبنان: دار ومكتبة الهلال. ج. الجزء الأوَّل. ص. 400. مؤرشف من الأصل في 31 مايو 2019. اطلع عليه بتاريخ أكتوبر 2020. {{استشهاد بكتاب}}: تحقق من التاريخ في: |تاريخ الوصول= و|سنة= (مساعدة)
42. 1 2  ابن الجوزي، أبو الفرج عبد الرحمٰن بن علي بن محمد بن علي (1415هـ - 1995م). "كتاب: المنتظم في تاريخ الملوك والأمم". نداء الإيمان. مؤرشف من الأصل في 26 تشرين الثاني (نوڤمبر) 2017م. اطلع عليه بتاريخ 26 تشرين الثاني (نوڤمبر) 2017م. {{استشهاد ويب}}: تحقق من التاريخ في: |تاريخ الوصول=، |تاريخ=، و|تاريخ أرشيف= (مساعدة)
43. ↑  خطَّاب، محمود شيت (1418هـ - 1998م). قادة الفتح الإسلامي في بلاد ما وراء النهر (PDF) (ط. الأولى). بيروت - لُبنان: دار ابن حزم. ص. 80. مؤرشف من الأصل (PDF) في 9 يناير 2020. اطلع عليه بتاريخ 12 تشرين الثاني (نوڤمبر) 2017م. {{استشهاد بكتاب}}: تحقق من التاريخ في: |تاريخ الوصول= و|سنة= (مساعدة)
44. ↑  الطبري، أبو جعفر مُحمَّد بن جُرير؛ تحقيق مُحمَّد أبو الفضل إبراهيم (1387هـ - 1967م). تاريخ الرُسل والمُلوك (PDF) (ط. الثانية). القاهرة - مصر: دار المعارف. ص. 220 - 221. مؤرشف من الأصل (PDF) في 10 أبريل 2015. اطلع عليه بتاريخ 26 تشرين الثاني (نوڤمبر) 2017م. {{استشهاد بكتاب}}: تحقق من التاريخ في: |تاريخ الوصول= و|سنة= (مساعدة)
45. 1 2 3 4 5  البلاذريّ، أحمد بن يحيى بن جابر بن داود (1988م). فُتوح البُلدان. بيروت - لُبنان: دار ومكتبة الهلال. ج. الجزء الأوَّل. ص. 401. مؤرشف من الأصل في 1 ديسمبر 2017. اطلع عليه بتاريخ أكتوبر 2020. {{استشهاد بكتاب}}: تحقق من التاريخ في: |تاريخ الوصول= و|سنة= (مساعدة)
46. ↑  اليعقوبي، أبو العبَّاس أحمد بن إسحٰق بن جعفر بن وهب بن واضح؛ تحقيق: عبدُ الأمير مُهنَّا (1993م). تاريخ اليعقوبي، الجزء الثاني (ط. الأولى). بيروت - لُبنان: مؤسسة الأعلمي للمطبوعات. ص. 211. {{استشهاد بكتاب}}: تحقق من التاريخ في: |سنة= (مساعدة)
47. ↑  ابن الأثير الجزري، عزُّ الدين أبي الحسن عليّ بن أبي الكرم مُحمَّد بن مُحمَّد بن عبدُ الكريم بن عبد الواحد الشيباني؛ تحقيق أبو الفداء عبدُ الله القاضي (1407هـ - 1987م). الكامل في التاريخ (PDF) (ط. الأولى). بيروت - لُبنان: دار الكُتب العلميَّة. ج. الجزء الثالث. ص. 345. مؤرشف من الأصل (PDF) في 25 أغسطس 2019. {{استشهاد بكتاب}}: تحقق من التاريخ في: |سنة= (مساعدة)
48. 1 2  الطبري، أبو جعفر مُحمَّد بن جُرير؛ تحقيق مُحمَّد أبو الفضل إبراهيم (1387هـ - 1967م). تاريخ الرُسل والمُلوك (PDF) (ط. الثانية). القاهرة - مصر: دار المعارف. ص. 221 - 222. مؤرشف من الأصل (PDF) في 10 أبريل 2015. اطلع عليه بتاريخ 26 تشرين الثاني (نوڤمبر) 2017م. {{استشهاد بكتاب}}: تحقق من التاريخ في: |تاريخ الوصول= و|سنة= (مساعدة)
49. ↑  ابنُ العماد الحنبليّ، شهابُ الدين أبي الفلاح عبدُ الحي بن أحمد بن مُحمَّد العكري الدمشقي (1406هـ - 1986م). شذرات الذهب في أخبارٍ من ذهب (PDF) (ط. الأولى). دمشق - سوريا: دار ابن كثير. ص. 257. مؤرشف من الأصل (PDF) في 11 مايو 2020. اطلع عليه بتاريخ 26 تشرين الثاني (نوڤمبر) 2017م. {{استشهاد بكتاب}}: تحقق من التاريخ في: |تاريخ الوصول= و|سنة= (مساعدة)
50. ↑  اليعقوبي، أبو العبَّاس أحمد بن إسحٰق بن جعفر بن وهب بن واضح؛ تحقيق: عبدُ الأمير مُهنَّا (1993م). تاريخ اليعقوبي (ط. الأولى). بيروت - لُبنان: مؤسسة الأعلمي للمطبوعات. ج. الجزء الثاني. ص. 211. مؤرشف من الأصل في 1 ديسمبر 2017. {{استشهاد بكتاب}}: تحقق من التاريخ في: |سنة= (مساعدة)
51. ↑  خطَّاب، محمود شيت (1418هـ - 1998م). قادة الفتح الإسلامي في بلاد ما وراء النهر (PDF) (ط. الأولى). بيروت - لُبنان: دار ابن حزم. ص. 82. مؤرشف من الأصل (PDF) في 9 يناير 2020. اطلع عليه بتاريخ 12 تشرين الثاني (نوڤمبر) 2017م. {{استشهاد بكتاب}}: تحقق من التاريخ في: |تاريخ الوصول= و|سنة= (مساعدة)
52. ↑  ابن عساكر الدمشقي، أبو القاسم عليّ بن الحسن بن هبة الله (1405هـ - 1985م). مُختصر تاريخ دمشق (PDF) (ط. الأولى). دمشق - سوريا: دار الفكر. ج. الجُزء التاسع. ص. 334. مؤرشف من الأصل (PDF) في 9 يناير 2020. اطلع عليه بتاريخ 26 تشرين الثاني (نوڤمبر) 2017م. {{استشهاد بكتاب}}: تحقق من التاريخ في: |تاريخ الوصول= و|سنة= (مساعدة)
53. ↑  البلاذريّ، أحمد بن يحيى بن جابر بن داود (1988م). فُتوح البُلدان. بيروت - لُبنان: دار ومكتبة الهلال. ج. الجزء الأوَّل. ص. 401 - 402. مؤرشف من الأصل في 31 مايو 2019. اطلع عليه بتاريخ أكتوبر 2020. {{استشهاد بكتاب}}: تحقق من التاريخ في: |تاريخ الوصول= و|سنة= (مساعدة)
54. ↑  ابن كثير، أبو الفداء إسماعيل بن عُمر القُرشي البصري الدمشقي؛ تحقيق عبدُ الله بن عبد المُحسن التُركي (1418هـ - 1997م). البداية والنهاية (ط. الأولى). القاهرة - مصر: دار هجر للطباعة والنشر والتوزيع والإعلان. ج. الجزء الثامن. مؤرشف من الأصل في 6 أبريل 2015. {{استشهاد بكتاب}}: تحقق من التاريخ في: |سنة= (مساعدة)
55. ↑  "آثار سمرقند. ضَرِيح الوَلِيّ قثم بن عباس (شاه زنده) والأضرحة المجاورة. القبر الذي يوجد فيه مدفن الوَلّي. قَبْر الوَلِيّ قثم بن عباس (شاه زنده) الذي توفي عام 57 هجريًا". المكتبة الرقمية العالمية. مؤرشف من الأصل في 26 تشرين الثاني (نوڤمبر) 2017م. اطلع عليه بتاريخ 26 تشرين الثاني (نوڤمبر) 2017م. {{استشهاد ويب}}: تحقق من التاريخ في: |تاريخ الوصول= و|تاريخ أرشيف= (مساعدة)
56. ↑  أبو الفداء، عمادُ الدين إسماعيل بن عليّ بن محمود بن مُحمَّد بن عُمر بن شاهنشاه الأيُّوبي. المُختصر في أخبار البشر (ط. الأولى). القاهرة - مصر: المطبعة الحُسينيَّة المصريَّة. ص. 187. مؤرشف من الأصل في 1 ديسمبر 2017. اطلع عليه بتاريخ 26 تشرين الثاني (نوڤمبر) 2017م. {{استشهاد بكتاب}}: تحقق من التاريخ في: |تاريخ الوصول= (مساعدة)
57. ↑  ابن تغري بردي، أبو المحاسن جمالُ الدين يُوسُف بن تغري بردي بن عبد الله الظاهري الحنفي؛ قدَّم لهُ وعلَّق عليه: مُحمَّد حُسين شمسُ الدين (1413هـ - 1992م). النُجوم الزاهرة في مُلوك مصر والقاهرة (ط. الأولى). بيروت - لُبنان: دار الكُتب العلميَّة. ج. الجُزء الأوَّل. ص. 149. {{استشهاد بكتاب}}: تحقق من التاريخ في: |سنة= (مساعدة)
58. ↑  ابن الأثير الجزري، عزُّ الدين أبي الحسن عليّ بن أبي الكرم مُحمَّد بن مُحمَّد بن عبدُ الكريم بن عبد الواحد الشيباني؛ تحقيق أبو الفداء عبدُ الله القاضي (1407هـ - 1987م). الكامل في التاريخ (PDF) (ط. الأولى). بيروت - لُبنان: دار الكُتب العلميَّة. ج. الجزء الثالث. ص. 521. مؤرشف من الأصل (PDF) في 25 أغسطس 2019. {{استشهاد بكتاب}}: تحقق من التاريخ في: |سنة= (مساعدة)
59. 1 2 3  الطبري، أبو جعفر مُحمَّد بن جُرير؛ تحقيق مُحمَّد أبو الفضل إبراهيم (1387هـ - 1967م). تاريخ الرُسل والمُلوك (PDF) (ط. الثانية). القاهرة - مصر: دار المعارف. ص. 471 - 473. مؤرشف من الأصل (PDF) في 10 أبريل 2015. اطلع عليه بتاريخ 26 تشرين الثاني (نوڤمبر) 2017م. {{استشهاد بكتاب}}: تحقق من التاريخ في: |تاريخ الوصول= و|سنة= (مساعدة)
60. 1 2 3 4  البلاذريّ، أحمد بن يحيى بن جابر بن داود (1988م). فُتوح البُلدان. بيروت - لُبنان: دار ومكتبة الهلال. ج. الجزء الأوَّل. ص. 581 - 582. مؤرشف من الأصل في 1 ديسمبر 2017. اطلع عليه بتاريخ أكتوبر 2020. {{استشهاد بكتاب}}: تحقق من التاريخ في: |تاريخ الوصول= و|سنة= (مساعدة)
61. 1 2 3 4  خطَّاب، محمود شيت (1418هـ - 1998م). قادة الفتح الإسلامي في بلاد ما وراء النهر (PDF) (ط. الأولى). بيروت - لُبنان: دار ابن حزم. ص. 149 - 150. مؤرشف من الأصل (PDF) في 9 يناير 2020. اطلع عليه بتاريخ 12 تشرين الثاني (نوڤمبر) 2017م. {{استشهاد بكتاب}}: تحقق من التاريخ في: |تاريخ الوصول= و|سنة= (مساعدة)
62. ↑  النرشخي، أبو بكر مُحمَّد بن جعفر؛ تعريب: أمين عبدُ المجيد البدوي ونصر الله مُبشِّر الطرازي. تاريخ بُخارى (ط. الثالثة). القاهرة - مصر: دار المعارف. ص. 65 - 67.
63. ↑  ابن الأثير الجزري، عزُّ الدين أبي الحسن عليّ بن أبي الكرم مُحمَّد بن مُحمَّد بن عبدُ الكريم بن عبد الواحد الشيباني؛ تحقيق أبو الفداء عبدُ الله القاضي (1407هـ - 1987م). الكامل في التاريخ (PDF) (ط. الأولى). بيروت - لُبنان: دار الكُتب العلميَّة. ج. الجزء الثالث. ص. 125 - 130. مؤرشف من الأصل (PDF) في 25 أغسطس 2019. {{استشهاد بكتاب}}: تحقق من التاريخ في: |سنة= (مساعدة)
64. ↑  خطَّاب، محمود شيت (1418هـ - 1998م). قادة الفتح الإسلامي في بلاد ما وراء النهر (PDF) (ط. الأولى). بيروت - لُبنان: دار ابن حزم. ص. 153 - 154. مؤرشف من الأصل (PDF) في 9 يناير 2020. اطلع عليه بتاريخ 12 تشرين الثاني (نوڤمبر) 2017م. {{استشهاد بكتاب}}: تحقق من التاريخ في: |تاريخ الوصول= و|سنة= (مساعدة)
65. ↑  الدينوري، الشيخ أبي حنيفة أحمد بن داود؛ تحقيق عبد المنعم عامر (1960). الأخبار الطوال (ط. الأولى). القاهرة - مصر: دار إحياء الكتاب العربي - عيسى البابي الحلبي وشركاه. ص. 196. مؤرشف من الأصل في 2 مايو 2019. اطلع عليه بتاريخ 30 تشرين الثاني (نوڤمبر) 2017م. {{استشهاد بكتاب}}: تحقق من التاريخ في: |تاريخ الوصول= و|سنة= (مساعدة)
66. ↑  البلاذريّ، أحمد بن يحيى بن جابر بن داود (1988م). فُتوح البُلدان. بيروت - لُبنان: دار ومكتبة الهلال. ج. الجزء الأوَّل. ص. 582. {{استشهاد بكتاب}}: تحقق من التاريخ في: |سنة= (مساعدة)
67. ↑  ابن خلدون، أبو زيد وليُّ الدين عبدُ الرحمٰن بن مُحمَّد الحضرمي الإشبيلي (1421هـ - 2000م). ديوان المبتدأ والخبر في تاريخ العرب والبربر ومن عاصرهم من ذوي الشأن الأكبر (ط. المُستكملة والمُقارنة). بيروت - لُبنان: دار الفكر للطباعة والنشر والتوزيع. ج. الجُزء الثاني. ص. 104. مؤرشف من الأصل في 9 يناير 2020. اطلع عليه بتاريخ 30 تشرين الثاني (نوڤمبر) 2017م. {{استشهاد بكتاب}}: تحقق من التاريخ في: |تاريخ الوصول= و|سنة= (مساعدة)
68. ↑  الطبري، أبو جعفر مُحمَّد بن جُرير؛ تحقيق مُحمَّد أبو الفضل إبراهيم (1387هـ - 1967م). تاريخ الرُسل والمُلوك (PDF) (ط. الثانية). القاهرة - مصر: دار المعارف. ص. 623. مؤرشف من الأصل (PDF) في 10 أبريل 2015. اطلع عليه بتاريخ 26 تشرين الثاني (نوڤمبر) 2017م. {{استشهاد بكتاب}}: تحقق من التاريخ في: |تاريخ الوصول= و|سنة= (مساعدة)
69. 1 2  البلاذريّ، أحمد بن يحيى بن جابر بن داود (1988م). فُتوح البُلدان. بيروت - لُبنان: دار ومكتبة الهلال. ج. الجزء الأوَّل. ص. 586. {{استشهاد بكتاب}}: تحقق من التاريخ في: |سنة= (مساعدة)
70. 1 2  الطبري، أبو جعفر مُحمَّد بن جُرير؛ تحقيق مُحمَّد أبو الفضل إبراهيم (1387هـ - 1967م). تاريخ الرُسل والمُلوك (PDF) (ط. الثانية). القاهرة - مصر: دار المعارف. ج. الجُزء السادس. ص. 311 - 319. مؤرشف من الأصل (PDF) في 9 يناير 2020. اطلع عليه بتاريخ 26 تشرين الثاني (نوڤمبر) 2017م. {{استشهاد بكتاب}}: تحقق من التاريخ في: |تاريخ الوصول= و|سنة= (مساعدة)
71. ↑  الهنداوي، حُسين علي (11 كانون الثاني (يناير) 2013م). "أدب الدولة الأُمويَّة في المشرق". صحيفة دُنيا الوطن. مؤرشف من الأصل في 2 كانون الأوَّل (ديسمبر) 2017م. اطلع عليه بتاريخ 2 كانون الأوَّل (ديسمبر) 2017م. {{استشهاد ويب}}: تحقق من التاريخ في: |تاريخ الوصول=، |تاريخ=، و|تاريخ أرشيف= (مساعدة)
72. ↑  خطَّاب، محمود شيت (1418هـ - 1998م). قادة الفتح الإسلامي في بلاد ما وراء النهر (PDF) (ط. الأولى). بيروت - لُبنان: دار ابن حزم. ص. 89 و206. مؤرشف من الأصل (PDF) في 9 يناير 2020. اطلع عليه بتاريخ 12 تشرين الثاني (نوڤمبر) 2017م. {{استشهاد بكتاب}}: تحقق من التاريخ في: |تاريخ الوصول= و|سنة= (مساعدة)
73. ↑  ابن خلِّكان، أبو العبَّاس شمسُ الدين أحمد بن مُحمَّد بن أبي بكر الدمشقي؛ تحقيق د. إحسان عبَّاس (1397هـ - 1977م). وفيَّات الأعيان وأنباء أبناء الزمان (ط. الأولى). بيروت - لُبنان: دار صادر. ص. 288. مؤرشف من الأصل في 10 يناير 2020. اطلع عليه بتاريخ 2 كانون الأوَّل (ديسمبر) 2017م. {{استشهاد بكتاب}}: تحقق من التاريخ في: |تاريخ الوصول= و|سنة= (مساعدة)
74. ↑  البلاذريّ، أحمد بن يحيى بن جابر بن داود (1988م). فُتوح البُلدان. بيروت - لُبنان: دار ومكتبة الهلال. ج. الجزء الأوَّل. ص. 587. مؤرشف من الأصل في 1 ديسمبر 2017. اطلع عليه بتاريخ أكتوبر 2020. {{استشهاد بكتاب}}: تحقق من التاريخ في: |تاريخ الوصول= و|سنة= (مساعدة)
75. ↑  دحلان، أحمد بن زيني (1417هـ - 1997م). الفُتُوحات الإسلاميَّة بعد مضيّ الفُتُوحات النبويَّة (ط. الأولى). بيروت - لُبنان: دار صادر. ص. 179 - 180. {{استشهاد بكتاب}}: تحقق من التاريخ في: |سنة= (مساعدة)
76. ↑  شاكر، محمود (2002). موسوعة الفُتُوحات الإسلاميَّة (ط. الأولى). عمَّان - الأُردُن: دار أسامة للنشر والتوزيع. ص. 171. {{استشهاد بكتاب}}: تحقق من التاريخ في: |سنة= (مساعدة)
77. ↑  ابن خلدون، أبو زيد وليُّ الدين عبدُ الرحمٰن بن مُحمَّد الحضرمي الإشبيلي (1421هـ - 2000م). ديوان المبتدأ والخبر في تاريخ العرب والبربر ومن عاصرهم من ذوي الشأن الأكبر (PDF) (ط. المُستكملة والمُقارنة). بيروت - لُبنان: دار الفكر للطباعة والنشر والتوزيع. ج. الجُزء الثالث. ص. 74. مؤرشف من الأصل (PDF) في 15 سبتمبر 2019. اطلع عليه بتاريخ 22 تشرين الثاني (نوڤمبر) 2017م. {{استشهاد بكتاب}}: تحقق من التاريخ في: |تاريخ الوصول= و|سنة= (مساعدة)
78. ↑  عمَّاش، صالح مهدي (1978). قُتيبة بن مُسلم الباهلي وحركات جيش المشرق الشمالي فيما وراء النهر (ط. الأولى). بغداد - العراق: منشورات وزارة الثقافة والفنون. ص. 71. {{استشهاد بكتاب}}: تحقق من التاريخ في: |سنة= (مساعدة)
79. ↑  عبدُ اللطيف، عبدُ الشَّافي مُحمَّد (1429هـ - 2008م). العالم الإسلامي في العصر الأُموي: دراسةٌ سياسيَّة (PDF) (ط. الأولى). القاهرة - مصر: دار السلام. ص. 339. ISBN:9773425878. مؤرشف من الأصل (PDF) في 9 يناير 2020. اطلع عليه بتاريخ 11 تشرين الثاني (نوڤمبر) 2017م. {{استشهاد بكتاب}}: تحقق من التاريخ في: |تاريخ الوصول= و|سنة= (مساعدة)
80. ↑  صفوت، أحمد زكي (1352هـ - 1923م). جمهرة خُطب العرب في عُصُور العربيَّة الزاهرة (ط. الأولى). القاهرة - المملكة المصريَّة: شركة ومكتبة مُصطفى البابي الحلبي وشركاه. ج. الجُزء الثاني. ص. 304 -305. مؤرشف من الأصل في 3 ديسمبر 2017. اطلع عليه بتاريخ 3 كانون الأوَّل (ديسمبر) 2017م. {{استشهاد بكتاب}}: تحقق من التاريخ في: |تاريخ الوصول= و|سنة= (مساعدة)
81. 1 2  عمَّاش، صالح مهدي (1978). قُتيبة بن مُسلم الباهلي وحركات جيش المشرق الشمالي فيما وراء النهر (ط. الأولى). بغداد - العراق: منشورات وزارة الثقافة والفنون. ص. 74 - 75. {{استشهاد بكتاب}}: تحقق من التاريخ في: |سنة= (مساعدة)
82. ↑  ابن الأثير الجزري، عزُّ الدين أبي الحسن عليّ بن أبي الكرم الشيباني؛ تحقيق: أبو الفداء عبدُ الله القاضي (1407هـ - 1987م). الكامل في التاريخ (ط. الأولى). بيروت - لُبنان: دار الكُتب العلميَّة. ج. الجُزء الرابع. ص. 114. {{استشهاد بكتاب}}: تحقق من التاريخ في: |سنة= (مساعدة)
83. 1 2 3 4  عمَّاش، صالح مهدي (1978). قُتيبة بن مُسلم الباهلي وحركات جيش المشرق الشمالي فيما وراء النهر (ط. الأولى). بغداد - العراق: منشورات وزارة الثقافة والفنون. ص. 79 - 82. {{استشهاد بكتاب}}: تحقق من التاريخ في: |سنة= (مساعدة)
84. ↑  خطَّاب، محمود شيت (1418هـ - 1998م). قادة الفتح الإسلامي في بلاد ما وراء النهر (PDF) (ط. الأولى). بيروت - لُبنان: دار ابن حزم. ص. 388. مؤرشف من الأصل (PDF) في 9 يناير 2020. اطلع عليه بتاريخ 12 تشرين الثاني (نوڤمبر) 2017م. {{استشهاد بكتاب}}: تحقق من التاريخ في: |تاريخ الوصول= و|سنة= (مساعدة)
85. ↑  الطبري، أبو جعفر مُحمَّد بن جُرير؛ تحقيق مُحمَّد أبو الفضل إبراهيم (1387هـ - 1967م). تاريخ الرُسل والمُلوك، الجُزء الخامس (ط. الثانية). القاهرة - مصر: دار المعارف. ص. 218 - 220. {{استشهاد بكتاب}}: تحقق من التاريخ في: |سنة= (مساعدة)
86. ↑  النُويري، شهابُ الدين أحمد بن عبد الوهَّاب بن مُحمَّد بن عبد الدائم القُرشي التيمي البكري (1423هـ). نهاية الأرب في فنون الأدب (ط. الأولى). القاهرة - مصر: دار الكتب والوثائق القومية. ج. الجُزء الثاني والعُشرون. ص. 285. مؤرشف من الأصل في 7 ديسمبر 2017. اطلع عليه بتاريخ 7 كانون الأوَّل (ديسمبر) 2017م. {{استشهاد بكتاب}}: تحقق من التاريخ في: |تاريخ الوصول= و|سنة= (مساعدة)
87. ↑  شاكر، محمود (2002). موسوعة الفُتُوحات الإسلاميَّة (ط. الأولى). عمَّان - الأُردُن: دار أسامة للنشر والتوزيع. ص. 174. {{استشهاد بكتاب}}: تحقق من التاريخ في: |سنة= (مساعدة)
88. 1 2  خطَّاب، محمود شيت (1418هـ - 1998م). قادة الفتح الإسلامي في بلاد ما وراء النهر (PDF) (ط. الأولى). بيروت - لُبنان: دار ابن حزم. ص. 390. مؤرشف من الأصل (PDF) في 9 يناير 2020. اطلع عليه بتاريخ 12 تشرين الثاني (نوڤمبر) 2017م. {{استشهاد بكتاب}}: تحقق من التاريخ في: |تاريخ الوصول= و|سنة= (مساعدة)
89. 1 2 3 4  عمَّاش، صالح مهدي (1978). قُتيبة بن مُسلم الباهلي وحركات جيش المشرق الشمالي فيما وراء النهر (ط. الأولى). بغداد - العراق: منشورات وزارة الثقافة والفنون. ص. 95 - 97. {{استشهاد بكتاب}}: تحقق من التاريخ في: |سنة= (مساعدة)
90. 1 2 3  الجنباز، مُحمَّد مُنير (24 ذو القعدة 1438هـ - 17 آب (أغسطس) 2017م). "فتح بُخارى سنة 90هـ". شبكة الألوكة. مؤرشف من الأصل في 7 كانون الأوَّل (ديسمبر) 2017م. اطلع عليه بتاريخ 7 كانون الأوَّل (ديسمبر) 2017م. {{استشهاد ويب}}: تحقق من التاريخ في: |تاريخ الوصول=، |تاريخ=، و|تاريخ أرشيف= (مساعدة)
91. ↑  ابن الأثير الجزري، عزُّ الدين أبي الحسن عليّ بن أبي الكرم الشيباني؛ تحقيق: أبو الفداء عبدُ الله القاضي (1407هـ - 1987م). الكامل في التاريخ (ط. الأولى). بيروت - لُبنان: دار الكُتب العلميَّة. ج. الجُزء الرابع. ص. 207. {{استشهاد بكتاب}}: تحقق من التاريخ في: |سنة= (مساعدة)
92. ↑  البلاذريّ، أحمد بن يحيى بن جابر بن داود (1988م). فُتوح البُلدان، الجزء الأوَّل. بيروت - لُبنان: دار ومكتبة الهلال. ص. 410. {{استشهاد بكتاب}}: تحقق من التاريخ في: |سنة= (مساعدة)
93. ↑  ابن خلدون، أبو زيد وليُّ الدين عبدُ الرحمٰن بن مُحمَّد الحضرمي الإشبيلي (1421هـ - 2000م). ديوان المبتدأ والخبر في تاريخ العرب والبربر ومن عاصرهم من ذوي الشأن الأكبر (PDF) (ط. المُستكملة والمُقارنة). بيروت - لُبنان: دار الفكر للطباعة والنشر والتوزيع. ج. الجُزء الثالث. ص. 79. مؤرشف من الأصل (PDF) في 15 سبتمبر 2019. اطلع عليه بتاريخ 7 كانون الأوَّل (ديسمبر) 2017م. {{استشهاد بكتاب}}: تحقق من التاريخ في: |تاريخ الوصول= و|سنة= (مساعدة)
94. 1 2 3  عمَّاش، صالح مهدي (1978). قُتيبة بن مُسلم الباهلي وحركات جيش المشرق الشمالي فيما وراء النهر (ط. الأولى). بغداد - العراق: منشورات وزارة الثقافة والفنون. ص. 103 - 104. {{استشهاد بكتاب}}: تحقق من التاريخ في: |سنة= (مساعدة)
95. 1 2 3  العفاني، سيِّد بن حُسين (1417هـ - 1997م). صلاح الأُمَّة في عُلُوِّ الهمَّة (ط. الأولى). بيروت - لُبنان: مُؤسسة الرسالة. ج. الجُزء الرابع. ص. 75 - 76. مؤرشف من الأصل في 12 يناير 2020. اطلع عليه بتاريخ 9 كانون الأوَّل (ديسمبر) 2017م. {{استشهاد بكتاب}}: تحقق من التاريخ في: |تاريخ الوصول= و|سنة= (مساعدة)
96. ↑  ابن الأثير الجزري، عزُّ الدين أبي الحسن عليّ بن أبي الكرم مُحمَّد بن مُحمَّد بن عبدُ الكريم بن عبد الواحد الشيباني؛ تحقيق أبو الفداء عبدُ الله القاضي (1407هـ - 1987م). الكامل في التاريخ (ط. الأولى). بيروت - لُبنان: دار الكُتب العلميَّة. ج. الجُزء الرابع. ص. 211. مؤرشف من الأصل في 10 ديسمبر 2017. {{استشهاد بكتاب}}: تحقق من التاريخ في: |سنة= (مساعدة)
97. ↑  الأحمد، الشيخ ناصر بن مُحمَّد (السبت 22 شوَّال 1436هـ - 8 آب (أغسطس) 2015م). "فتح سمرقند". الموقع الرسمي للشيخ الدكتور ناصر بن مُحمَّد الأحمد. مؤرشف من الأصل في 10 كانون الأوَّل (ديسمبر) 2017م. اطلع عليه بتاريخ 10 كانون الأوَّل (ديسمبر) 2017م. {{استشهاد ويب}}: تحقق من التاريخ في: |تاريخ الوصول=، |تاريخ=، و|تاريخ أرشيف= (مساعدة)
98. ↑  خطَّاب، محمود شيت (1418هـ - 1998م). قادة الفتح الإسلامي في بلاد ما وراء النهر (PDF) (ط. الأولى). بيروت - لُبنان: دار ابن حزم. ص. 399. مؤرشف من الأصل (PDF) في 9 يناير 2020. اطلع عليه بتاريخ 12 تشرين الثاني (نوڤمبر) 2017م. {{استشهاد بكتاب}}: تحقق من التاريخ في: |تاريخ الوصول= و|سنة= (مساعدة)
99. ↑  "فتح سمرقند". شبكة منهاج السُنَّة. مؤرشف من الأصل في 10 كانون الأوَّل (ديسمبر) 2017م. اطلع عليه بتاريخ 10 كانون الأوَّل (ديسمبر) 2017م. {{استشهاد ويب}}: تحقق من التاريخ في: |تاريخ الوصول= و|تاريخ أرشيف= (مساعدة)
100. 1 2  عمَّاش، صالح مهدي (1978). قُتيبة بن مُسلم الباهلي وحركات جيش المشرق الشمالي فيما وراء النهر (ط. الأولى). بغداد - العراق: منشورات وزارة الثقافة والفنون. ص. 110 - 111. {{استشهاد بكتاب}}: تحقق من التاريخ في: |سنة= (مساعدة)
101. 1 2  الجنباز، مُحمَّد مُنير (8 ذي الحجَّة 1438هـ - 31 آب (أغسطس) 2017م). "فتح سمرقند سنة 93 هـ". شبكة الألوكة. مؤرشف من الأصل في 10 كانون الأوَّل (ديسمبر) 2017م. اطلع عليه بتاريخ 10 كانون الأوَّل (ديسمبر) 2017م. {{استشهاد ويب}}: تحقق من التاريخ في: |تاريخ الوصول=، |تاريخ=، و|تاريخ أرشيف= (مساعدة)
102. ↑  عمَّاش، صالح مهدي (1978). قُتيبة بن مُسلم الباهلي وحركات جيش المشرق الشمالي فيما وراء النهر (ط. الأولى). بغداد - العراق: منشورات وزارة الثقافة والفنون. ص. 114. {{استشهاد بكتاب}}: تحقق من التاريخ في: |سنة= (مساعدة)
103. ↑  طقُّوش، مُحمَّد سُهيل (1431هـ - 2010م). تاريخ الدولة الأُمويَّة (ط. السابعة). بيروت - لُبنان: دار النفائس. ص. 109. ISBN:9789953183978. {{استشهاد بكتاب}}: تحقق من التاريخ في: |سنة= (مساعدة)
104. 1 2  عمَّاش، صالح مهدي (1978). قُتيبة بن مُسلم الباهلي وحركات جيش المشرق الشمالي فيما وراء النهر (ط. الأولى). بغداد - العراق: منشورات وزارة الثقافة والفنون. ص. 119 - 120. {{استشهاد بكتاب}}: تحقق من التاريخ في: |سنة= (مساعدة)
105. 1 2  الطبري، أبو جعفر مُحمَّد بن جُرير؛ تحقيق مُحمَّد أبو الفضل إبراهيم (1387هـ - 1967م). تاريخ الرُسل والمُلوك (ط. الثانية). القاهرة - مصر: دار المعارف. ج. الجُزء الخامس. ص. 257 - 258. {{استشهاد بكتاب}}: تحقق من التاريخ في: |سنة= (مساعدة)
106. ↑  ابن الأثير الجزري، عزُّ الدين أبي الحسن عليّ بن أبي الكرم مُحمَّد بن مُحمَّد بن عبدُ الكريم بن عبد الواحد الشيباني؛ تحقيق أبو الفداء عبدُ الله القاضي (1407هـ - 1987م). الكامل في التاريخ (PDF) (ط. الأولى). بيروت - لُبنان: دار الكُتب العلميَّة. ج. الجزء الرابع. ص. 283. مؤرشف من الأصل (PDF) في 7 سبتمبر 2019. {{استشهاد بكتاب}}: تحقق من التاريخ في: |سنة= (مساعدة)
107. ↑  الطبري، أبو جعفر مُحمَّد بن جُرير؛ تحقيق مُحمَّد أبو الفضل إبراهيم (1387هـ - 1967م). تاريخ الرُسل والمُلوك (ط. الثانية). القاهرة - مصر: دار المعارف. ج. الجُزء الخامس. ص. 264. مؤرشف من الأصل في 10 ديسمبر 2017. {{استشهاد بكتاب}}: تحقق من التاريخ في: |سنة= (مساعدة)
108. 1 2 3  عمَّاش، صالح مهدي (1978). قُتيبة بن مُسلم الباهلي وحركات جيش المشرق الشمالي فيما وراء النهر (ط. الأولى). بغداد - العراق: منشورات وزارة الثقافة والفنون. ص. 129 - 130. {{استشهاد بكتاب}}: تحقق من التاريخ في: |سنة= (مساعدة)
109. ↑  الطرشة، عدنان (1427هـ - 2006م). نهاية الأُمم: سُنَّة الله في إزالة الأُمم من نهاية قوم نوح إلى نهاية أُمَّة المُسلمين (ط. الأولى). الرياض - السُعُوديَّة: مكتبة العبيكان. ص. 281 - 282. ISBN:9960540367. مؤرشف من الأصل في 1 فبراير 2020. اطلع عليه بتاريخ 10 كانون الأوَّل (ديسمبر) 2017م. {{استشهاد بكتاب}}: تحقق من التاريخ في: |تاريخ الوصول= و|سنة= (مساعدة)
110. ↑  شلبي، أحمد (1963). موسوعة التاريخ الإسلامي (بالإنكليزية) (الأولى ed.). القاهرة - مصر: مكتبة النهضة. Vol. الجُزء الثاني: الدولة الأُمويَّة والحركات الفكريَّة والثوريَّة خلالها. p. 136. {{استشهاد بكتاب}}: تحقق من التاريخ في: |سنة= (help)صيانة الاستشهاد: لغة غير مدعومة (link)
111. ↑  طقُّوش، مُحمَّد سُهيل (1431هـ - 2010م). تاريخ الدولة الأُمويَّة (ط. السابعة). بيروت - لُبنان: دار النفائس. ص. 110. ISBN:9789953183978. {{استشهاد بكتاب}}: تحقق من التاريخ في: |سنة= (مساعدة)
112. ↑  ابن خلِّكان، أبو العبَّاس شمسُ الدين أحمد بن مُحمَّد بن أبي بكر الدمشقي؛ تحقيق د. إحسان عبَّاس (1397هـ - 1977م). وفيَّات الأعيان وأنباء أبناء الزمان (PDF) (ط. الأولى). بيروت - لُبنان: دار صادر. ج. الجُزء الرابع. ص. 88. مؤرشف من الأصل (PDF) في 11 مايو 2020. اطلع عليه بتاريخ 10 كانون الأوَّل (ديسمبر) 2017م. {{استشهاد بكتاب}}: تحقق من التاريخ في: |تاريخ الوصول= و|سنة= (مساعدة)
113. ↑  الطحَّاوي، حاتم (7 آب (أغسطس) 2014م). "المُسلمُون والصين: قراءة في البدايات". عين لِلدراسات والبُحُوث الإنسانيَّة والاجتماعيَّة. القاهرة - مصر. مؤرشف من الأصل في 10 كانون الأوَّل (ديسمبر) 2017م. اطلع عليه بتاريخ 10 كانون الأوَّل (ديسمبر) 2017م. {{استشهاد ويب}}: تحقق من التاريخ في: |تاريخ الوصول=، |تاريخ=، و|تاريخ أرشيف= (مساعدة)
114. 1 2 3  "معركة طلاس .. نهاية النُفُوذ الصيني في آسيا الوسطى". قصَّة الإسلام. 15 حُزيران (يونيو) 2011م. مؤرشف من الأصل في 19 مايو 2017. اطلع عليه بتاريخ 10 كانون الأوَّل (ديسمبر) 2017م. {{استشهاد ويب}}: تحقق من التاريخ في: |تاريخ الوصول= و|تاريخ= (مساعدة)
115. ↑  الطبري، أبو جعفر مُحمَّد بن جُرير؛ تحقيق مُحمَّد أبو الفضل إبراهيم (1387هـ - 1967م). تاريخ الرُسل والمُلوك (ط. الثانية). القاهرة - مصر: دار المعارف. ج. الجُزء السابع. ص. 437 - 442. {{استشهاد بكتاب}}: تحقق من التاريخ في: |سنة= (مساعدة)
116. 1 2  البياتي، بهجة مُحمَّد علي (2012). "الفتح الإسلامي لبخارى في المصادر العربیة". مجلَّة كُليَّة التربية لِلبنات. المُجلَّد 23: صفحة 4. مؤرشف من الأصل في 2016-11-15. اطلع عليه بتاريخ 15 كانون الأوَّل (ديسمبر) 2017م. {{استشهاد بدورية محكمة}}: تحقق من التاريخ في: |تاريخ الوصول= و|تاريخ= (مساعدة) نسخة محفوظة 15 ديسمبر 2017 على موقع واي باك مشين.
117. ↑  أكنجي، أكرم بوغرا (6 تمُّوز (يوليو) 2017م). "كيف دخل الأتراك الإسلام؟". تُركيَّا پوست. مؤرشف من الأصل في 17 مايو 2019. اطلع عليه بتاريخ 15 كانون الأوَّل (ديسمبر) 2017م. {{استشهاد ويب}}: تحقق من التاريخ في: |تاريخ الوصول= و|تاريخ= (مساعدة)
118. ↑  سُلطان، طارق فتحي (2012م). "النشاط العمراني في بلاد ما وراء النهر في القرنين الثالث والرابع للهجرة / التاسع والعاشر للميلاد". مجلَّة التربية والعلم. المُجلَّد 19 ع. العدد 5: صفحة 51 - 52. مؤرشف من الأصل في 16 كانون الأوَّل (ديسمبر) 2017م. اطلع عليه بتاريخ 16 كانون الأوَّل (ديسمبر) 2017م. {{استشهاد بدورية محكمة}}: تحقق من التاريخ في: |تاريخ الوصول=، |تاريخ=، و|تاريخ أرشيف= (مساعدة) نسخة محفوظة 16 ديسمبر 2017 على موقع واي باك مشين.
119. ↑  "نهضة بلاد ما وراء النهر العلمية اعتمدت على اللغة العربية". صحيفة صوت الأُمَّة. الدُقِّي - القاهرة - مصر. الأربعاء 6 نيسان (أبريل) 2016م. مؤرشف من الأصل في 16 كانون الأوَّل (ديسمبر) 2017م. اطلع عليه بتاريخ 16 كانون الأوَّل (ديسمبر) 2017م. {{استشهاد ويب}}: تحقق من التاريخ في: |تاريخ الوصول=، |تاريخ=، و|تاريخ أرشيف= (مساعدة)
120. 1 2 3  السنجري، عمَّار (الخميس 5 حُزيران (يونيو) 2008م). "مدارس الاستشراق المتعددة ركّزت على تثبيت فكرة أن العرب غزاة ومحتلون: قبائل عربية في أوزبكستان". جريدة الاتحاد. أبوظبي - الإمارات العربية المتحدة. مؤرشف من الأصل في 16 كانون الأوَّل (ديسمبر) 2017م. اطلع عليه بتاريخ 16 كانون الأوَّل (ديسمبر) 2017م. {{استشهاد ويب}}: تحقق من التاريخ في: |تاريخ الوصول=، |تاريخ=، و|تاريخ أرشيف= (مساعدة) نقلًا عن: «صُور عربيَّة من تاريخ العرب في ماوراء النهر»، الطبعة الأولى (2002م). تأليف: د. البُخاري مُحمَّد، ود. مُختاروڤ تيمور. مركز زايد لِلتُراث والتاريخ، العين.
121. ↑  الفُريح، عبدُ الرحمٰن (27 رجب 1432هـ - 29 حُزيران (يونيو) 2011م). "العرب في خراسان وبلاد ما وراء النهر في العصر الأموي". شبكة الألوكة. مؤرشف من الأصل في 16 كانون الأوَّل (ديسمبر) 2017م. اطلع عليه بتاريخ 16 كانون الأوَّل (ديسمبر) 2017م. {{استشهاد ويب}}: تحقق من التاريخ في: |تاريخ الوصول=، |تاريخ=، و|تاريخ أرشيف= (مساعدة)
122. ↑  الضنَّاوي، مُحمَّد. "العرب في آسيا الوسطى منذ قرون". حركة الأُمَّة. مؤرشف من الأصل في 16 ديسمبر 2017. اطلع عليه بتاريخ 16 كانون الأوَّل (ديسمبر) 2017م. {{استشهاد ويب}}: تحقق من التاريخ في: |تاريخ الوصول= (مساعدة)
123. ↑  جاسم، باسل الحاج (الأحد 19 صفر 1432هـ - 23 كانون الثاني (يناير) 2011م). "الكزاخيُّون العرب..جُذُورهم من السُعُوديَّة وينتشرون في آسيا الوُسطى". العربية. نت. مؤرشف من الأصل في 16 كانون الأوَّل (ديسمبر) 2017م. اطلع عليه بتاريخ 16 كانون الأوَّل (ديسمبر) 2017م. {{استشهاد ويب}}: تحقق من التاريخ في: |تاريخ الوصول=، |تاريخ=، و|تاريخ أرشيف= (مساعدة)
124. ↑  خطَّاب، محمود شيت (1418هـ - 1998م). قادة الفتح الإسلامي في بلاد ما وراء النهر (PDF) (ط. الأولى). بيروت - لُبنان: دار ابن حزم. ص. 83. مؤرشف من الأصل (PDF) في 9 يناير 2020. اطلع عليه بتاريخ 12 تشرين الثاني (نوڤمبر) 2017م. {{استشهاد بكتاب}}: تحقق من التاريخ في: |تاريخ الوصول= و|سنة= (مساعدة)
125. ↑  "قصة أهل سمرقند حين استولى عليها قُتيبة بن مُسلم". إسلام ويب، مركز الفتوى. الأربعاء 27 ربيع الآخر 1438هـ - 25 كانون الثاني (يناير) 2017م. مؤرشف من الأصل في 17 كانون الأوَّل (ديسمبر) 2017م. اطلع عليه بتاريخ 17 كانون الأوَّل (ديسمبر) 2017م. {{استشهاد ويب}}: تحقق من التاريخ في: |تاريخ الوصول=، |تاريخ=، و|تاريخ أرشيف= (مساعدة)
126. ↑  الطنطاوي، علي (25 آذار (مارس) 2012م). "أعظم مشهد في التاريخ". قصَّة الإسلام. مؤرشف من الأصل في 11 يونيو 2018. اطلع عليه بتاريخ 17 كانون الأوَّل (ديسمبر) 2017م. {{استشهاد ويب}}: تحقق من التاريخ في: |تاريخ الوصول= و|تاريخ= (مساعدة) نقلًا عن كتاب «قصص من التاريخ» لِلشيخ علي الطنطاوي.

### بِلُغاتٍ أجنبيَّة
1. ↑  Bilge kagan’s Memorial Complex, TÜRIK BITIG نسخة محفوظة 06 أكتوبر 2014 على موقع واي باك مشين.
2. ↑  Barthold, W. "Balāsāg̲h̲ūn or Balāsaḳūn." Encyclopaedia of Islam. Edited by: P. Bearman , Th. Bianquis , C.E. Bosworth , E. van Donzel and W.P. Heinrichs. Brill, 2008. Brill Online. UNIVERSITEITSBIBLIOTHEEK LEIDEN. 11 March 2008 نسخة محفوظة 21 مارس 2020 على موقع واي باك مشين.
3. ↑  Bulliet، R. W. (1984). "ĀL-E MĪKĀL". ĀL-E MĪKĀL – Encyclopaedia Iranica. Encyclopaedia Iranica, Vol. I, Fasc. 7. ص. 764. مؤرشف من الأصل في 2017-08-11. اطلع عليه بتاريخ 2020-02-01.
4. ↑  "Xiongnu People". britannica.com. Encyclopædia Britannica. مؤرشف من الأصل في 2020-03-11. اطلع عليه بتاريخ 25 تمُّوز (يوليو) 2015. {{استشهاد ويب}}: تحقق من التاريخ في: |تاريخ الوصول= (مساعدة)
5. ↑  Richard N Frye, 'Bukhara i. In pre-Islamic times' نسخة محفوظة January 2, 2009, على موقع واي باك مشين., الموسوعة الإيرانية, 512.
6. ↑  Winkler، Dietmar W.؛ Baum، Wilhelm (2010)، The Church of the East: A Concise History، Taylor & Francis، ص. 41، ISBN:9780415600217، مؤرشف من الأصل في 2020-03-11 {{استشهاد}}: |archive-date= / |archive-url= timestamp mismatch (مساعدة)
7. ↑  Dennis، George T. (1984). Maurice's Strategikon: Handbook of Byzantine Military Strategy. Philadelphia: University of Pennsylvania Press. ص. 116. مؤرشف من الأصل في 2022-07-12.
8. ↑  Dennis، George T. (1984). Maurice's Strategikon: Handbook of Byzantine Military Strategy. Philadelphia: University of Pennsylvania Press. ص. 117. مؤرشف من الأصل في 2022-07-12.
9. ↑  Maenchen-Helfen، Otto (1973). On the World of the Huns. Los Angelas: University of California Press. ص. 202–203. مؤرشف من الأصل في 2022-04-08.
10. ↑  Dennis، George T. (1984). Maurice's Strategikon: Handbook of Byzantine Military Strategy. Philadelphia: University of Pennsylvania Press. ص. 11–13 and 116. مؤرشف من الأصل في 2022-07-12.
11. ↑  "Iran". موسوعة بريتانيكا. مؤرشف من الأصل في 2013-08-13.
12. ↑  Kennedy، Hugh (2007). The Great Arab Conquests: How the Spread of Islam Changed the World We Live In. Philadelphia, PA: Da Capo Press. ص. 236, 237. ISBN:978-0-306-81740-3. مؤرشف من الأصل في 2022-04-08.
13. ↑  Gibb، H. A. R. (1923). The Arab Conquests in Central Asia. London: The Royal Asiatic Society. ص. 15–16. OCLC:685253133. مؤرشف من الأصل في 2018-11-19.
14. ↑  Gibb، H. A. R. (1923). The Arab Conquests in Central Asia. London: The Royal Asiatic Society. ص. 17. OCLC:685253133. مؤرشف من الأصل في 2018-11-19.
15. ↑  Kennedy، Hugh (2007). The Great Arab Conquests: How the Spread of Islam Changed the World We Live In. Philadelphia, PA: Da Capo Press. ص. 237. ISBN:978-0-306-81740-3. مؤرشف من الأصل في 2022-04-08.
16. ↑  Shaban، M. A. (1979). The 'Abbāsid Revolution. Cambridge: Cambridge University Press. ص. 61. ISBN:0-521-29534-3. مؤرشف من الأصل في 2017-02-14.
17. ↑  Bosworth, C. E. (1986). "Ḳutayba b. Muslim". In Bosworth, C. E.; van Donzel, E.; Lewis, B.; Pellat, Ch. (eds.). The Encyclopaedia of Islam, New Edition, Volume V: Khe–Mahi (بالإنجليزية). Leiden: E. J. Brill. p. 541. ISBN:90-04-07819-3.
18. ↑  Dumper, Stanley (2007). Cities of the Middle East and North Africa: A Historical Encyclopedia. California. ص. 319.{{استشهاد بكتاب}}:  صيانة الاستشهاد: مكان بدون ناشر (link)
19. ↑  Quraishi, Silim "A survey of the development of papermaking in Islamic Countries", Bookbinder, 1989 (3): 29–36.
20. ↑  New Book of Tang, vol. 135 نسخة محفوظة 2007-12-26 على موقع واي باك مشين.. [وصلة مكسورة]
21. ↑  Bai، Shouyi [بالإنجليزية] (2003)، 中囯回回民族史 (A History of Chinese Muslims، Beijing: Zhonghua Book Company، ج. 2، ص. 226–28، ISBN:7-101-02890-X
22. ↑  Sinor، Denis، المحرر (1990). The Cambridge History of Early Inner Asia, Volume 1 (ط. المُصوَّرة). Cambridge University Press. ص. 344. ISBN:0521243041. مؤرشف من الأصل في 2017-04-03. اطلع عليه بتاريخ 2014-03-10.

## وصلات خارجيَّة
- موضوع: من الذي فتح الصين؟ بِقلم: فاطمة مشعلة، نُشر يوم 21 أيلول (سبتمبر) 2016م.
- طريق الإسلام: التاريخ السياسي لِلدولة الأُمويَّة - جهاد المُسلمين في بلاد ما وراء النهر. بِصوت أحمد يوسف الدعيج.
- صحيفة الوفد: الإسلام حمى الأتراك من الانقراض. تحقيق: نهلة النمر. نُشر يوم الثُلاثاء 25 أيلول (سپتمبر) 2012م.